# Specie di Theraphosidae
Di seguito sono descritte tutte le specie della famiglia di ragni Theraphosidae, suddivisa in 11 sottofamiglie, comprendenti 124 generi per complessive 950 specie note a giugno 2013.

Acanthoscurria geniculata, fase della muta

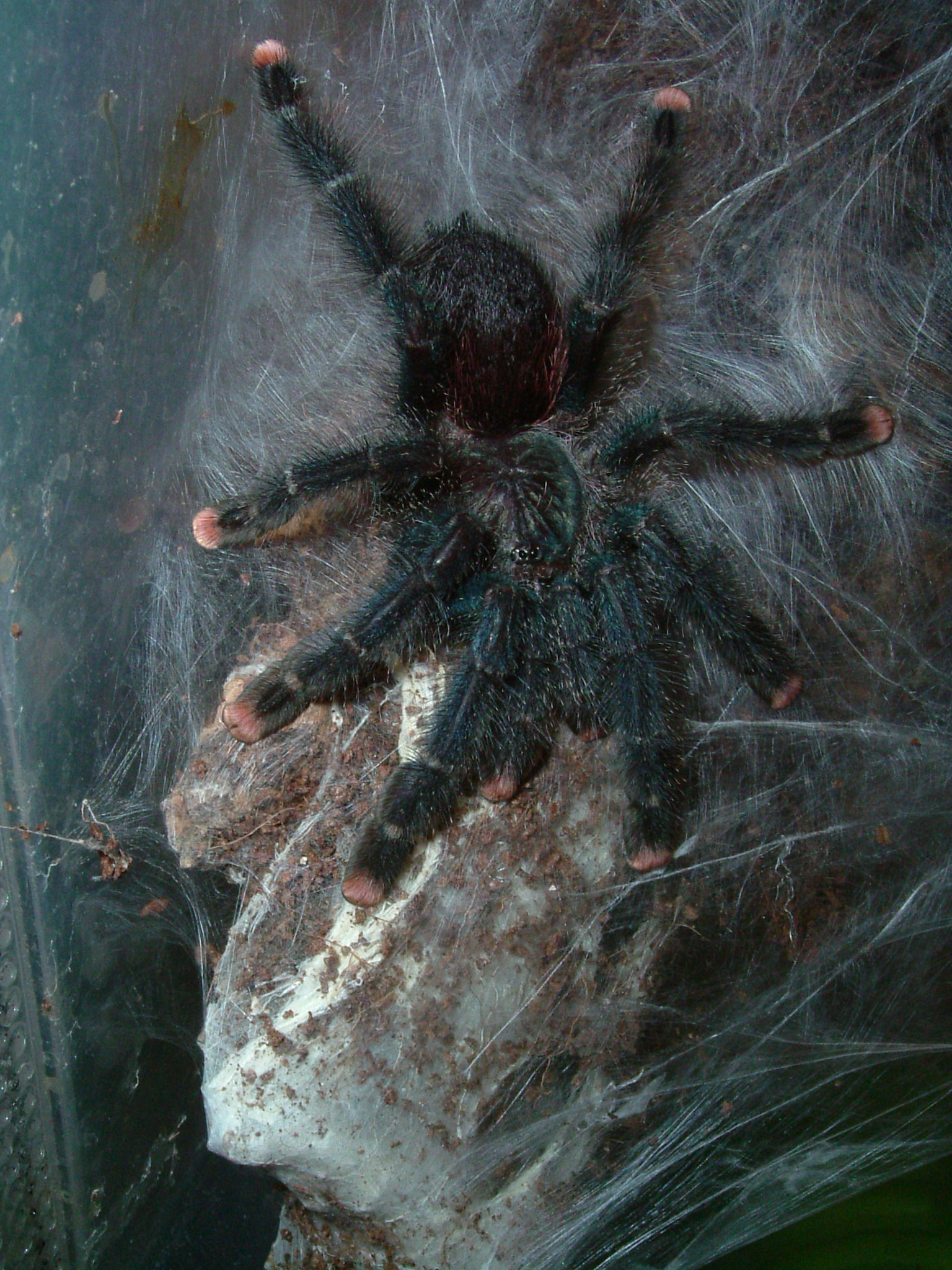
Avicularia metallica, maschio

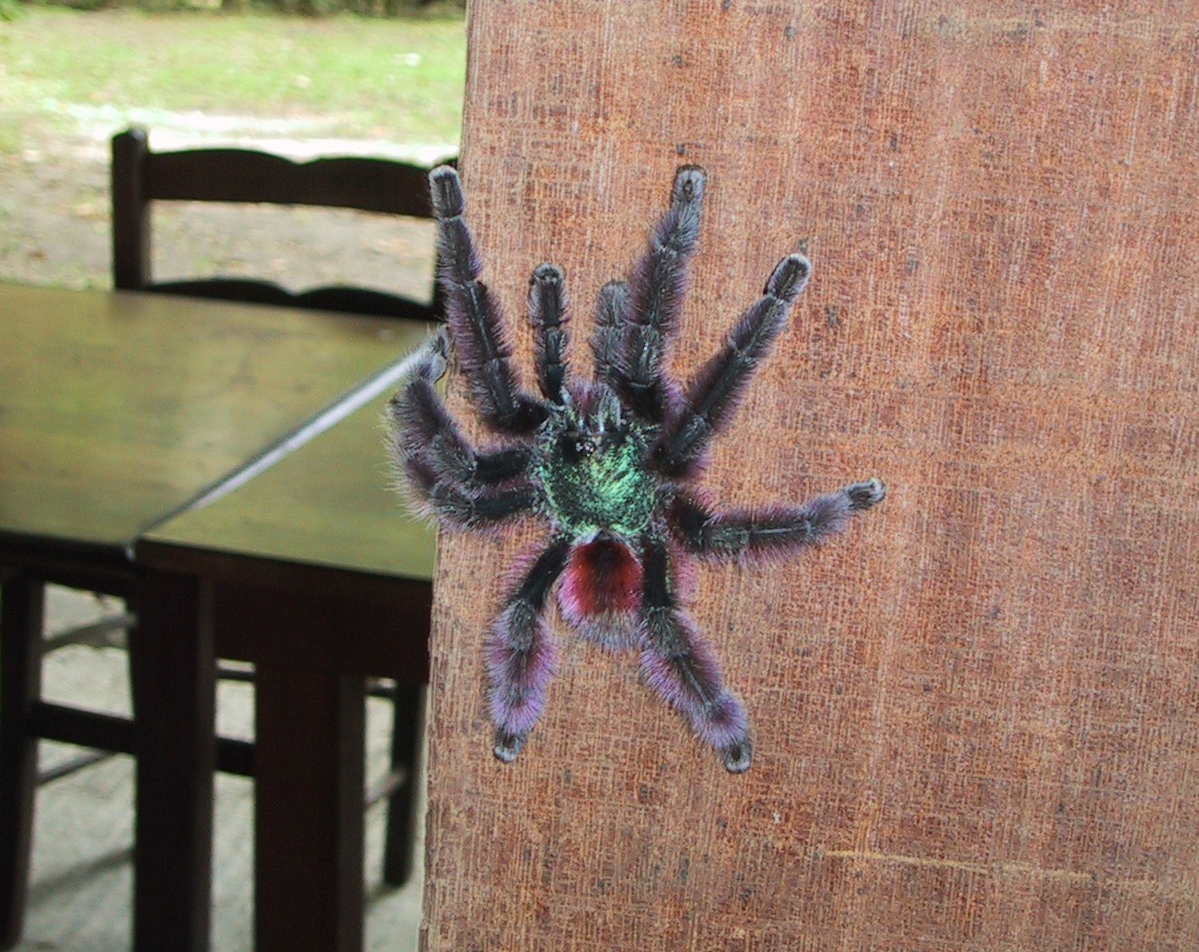
Avicularia versicolor

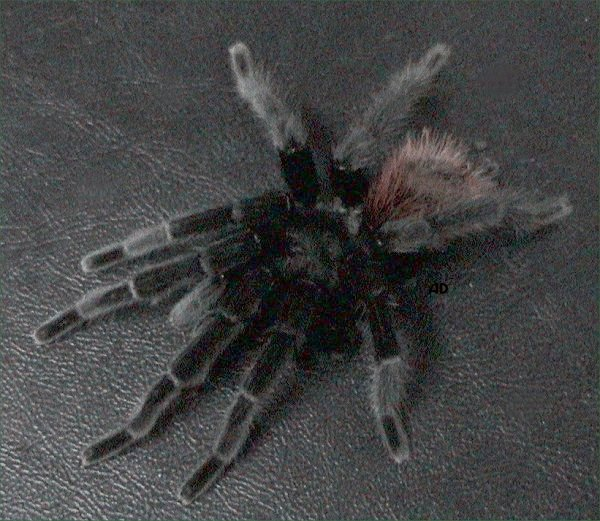
Brachypelma vagans

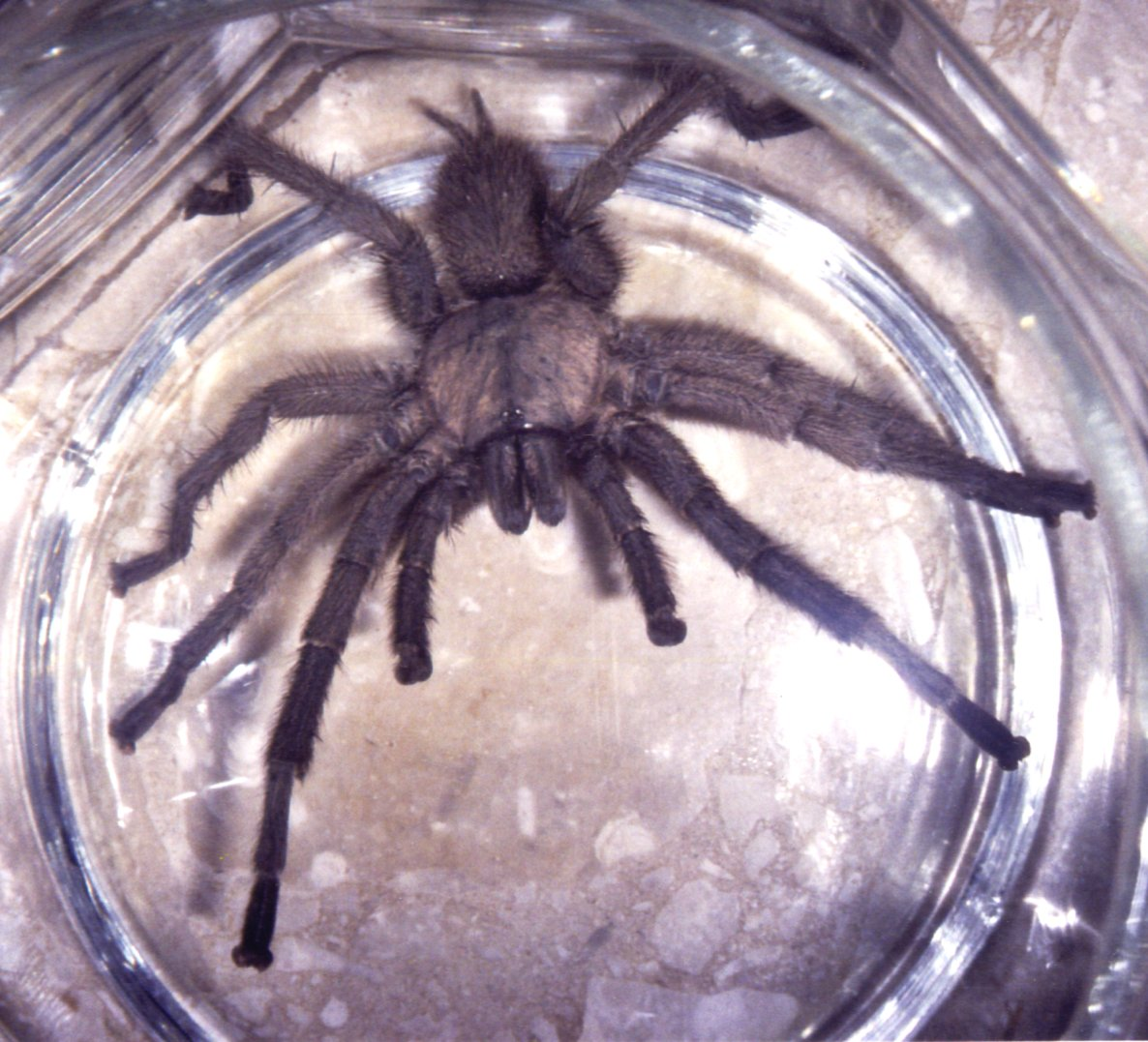
Chaetopelma olivaceum

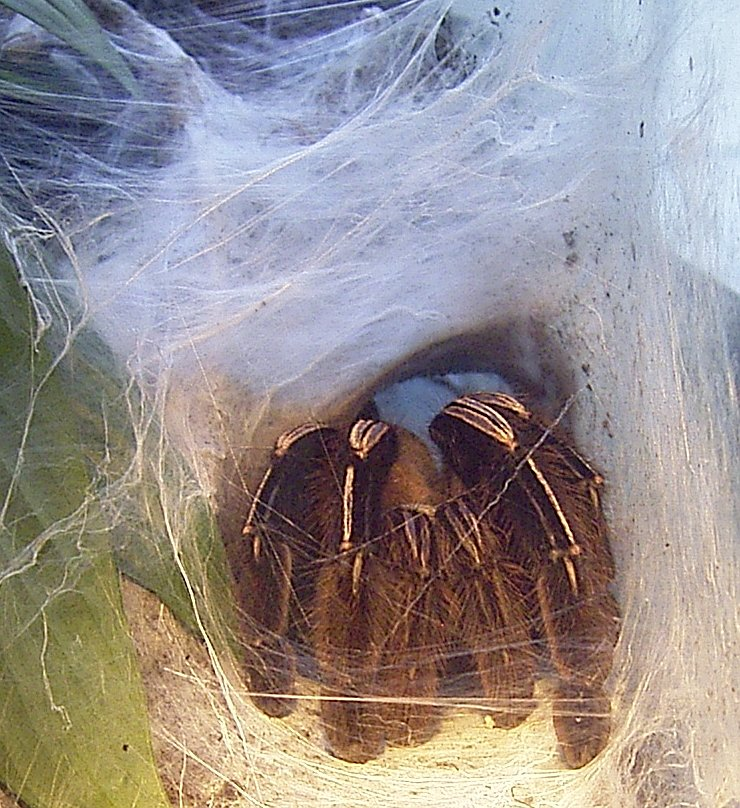
Ephebopus murinus

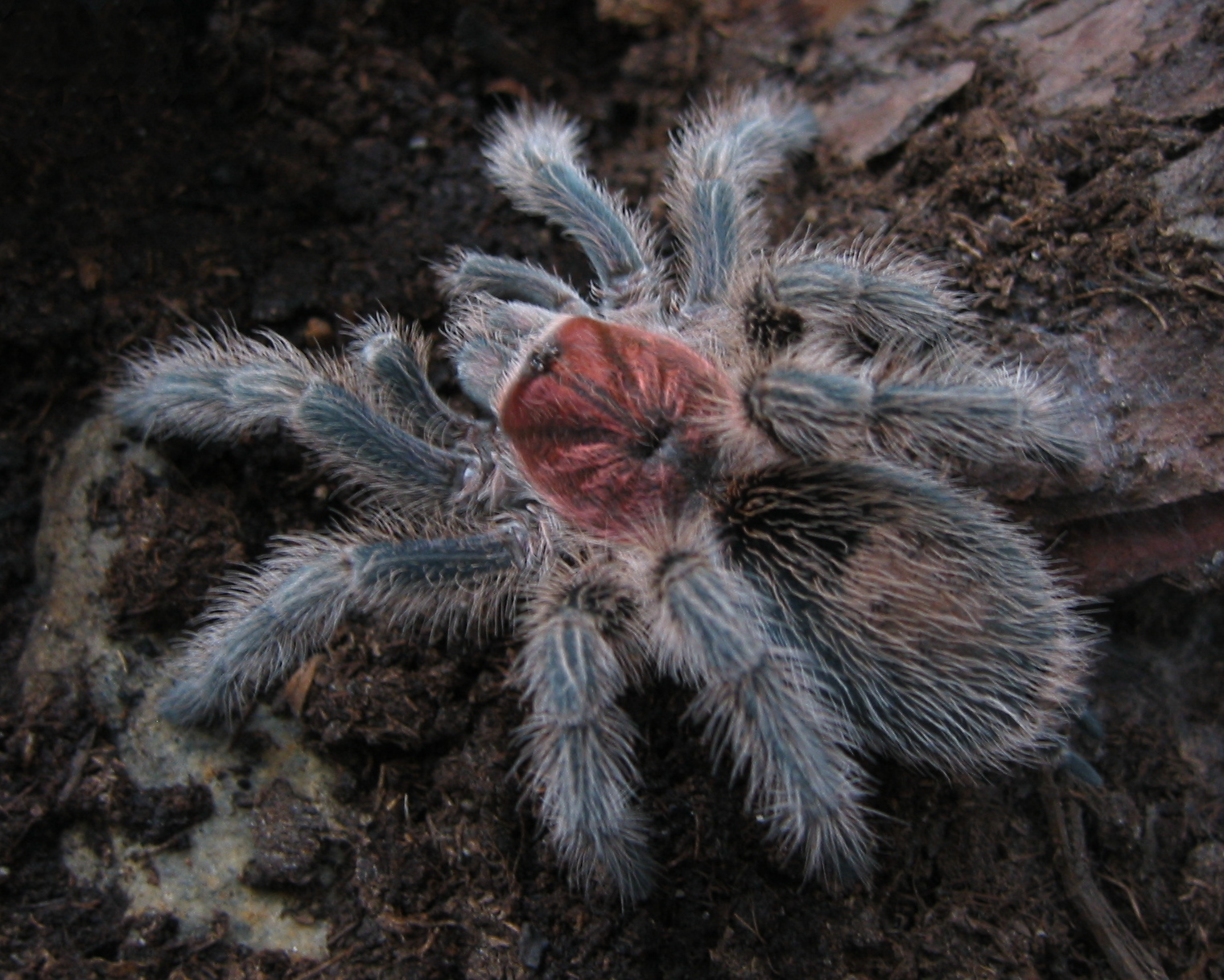
Grammostola rosea

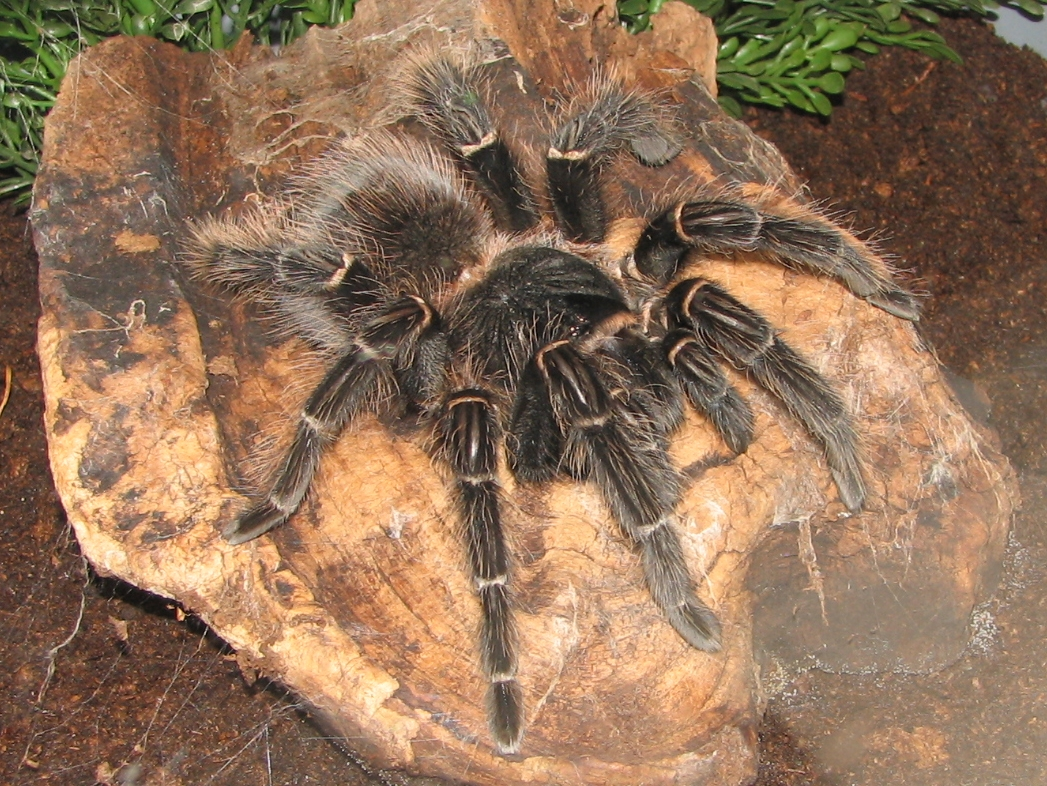
Lasiodora parahybana

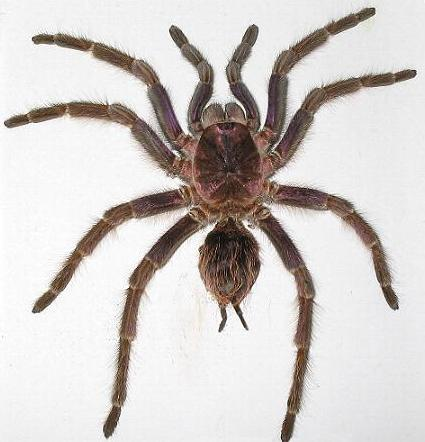
Phormictopus cancerides

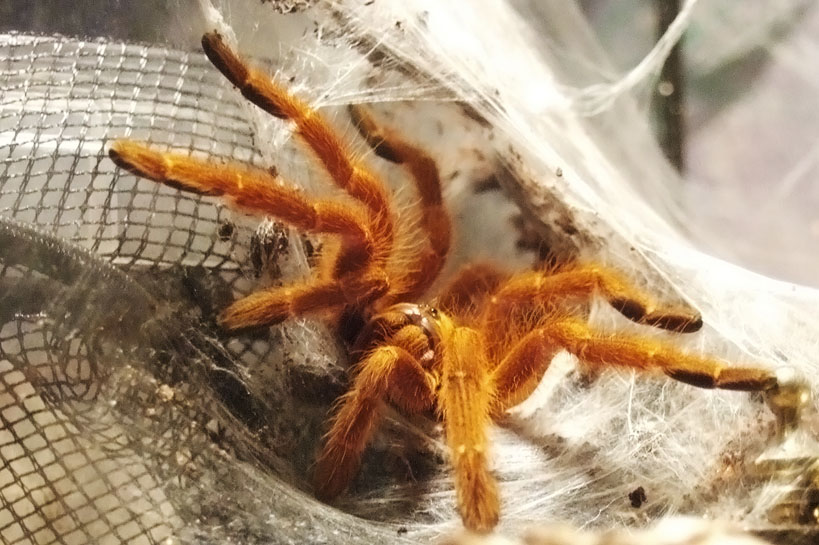
Pterinochilus murinus

## Acanthopelminae
Acanthopelminae, descritta per la prima volta da F.O.P.-Cambridge nel 1897, è una sottofamiglia che comprende tarantole terrestri, di piccola taglia, del Nuovo Mondo.

### Acanthopelma
Acanthopelma F. O. P.-Cambridge, 1897
- Acanthopelma beccarii Caporiacco, 1947 — Guyana
- Acanthopelma rufescens F. O. P.-Cambridge, 1897 — America centrale

## Aviculariinae
Aviculariinae è una sottofamiglia di tarantole arboricole, delle zone tropicali del Nuovo Mondo. I generi Avicularia, Ephebopus e Pachistopelma hanno peli urticanti, che non possono lanciare verso la preda, ma che possono utilizzare come arma solo se vengono a contatto con essa.

### Avicularia
Avicularia Lamarck, 1818
- Avicularia affinis (Nicolet, 1849) — Cile
- Avicularia ancylochira Mello-Leitão, 1923 — Brasile

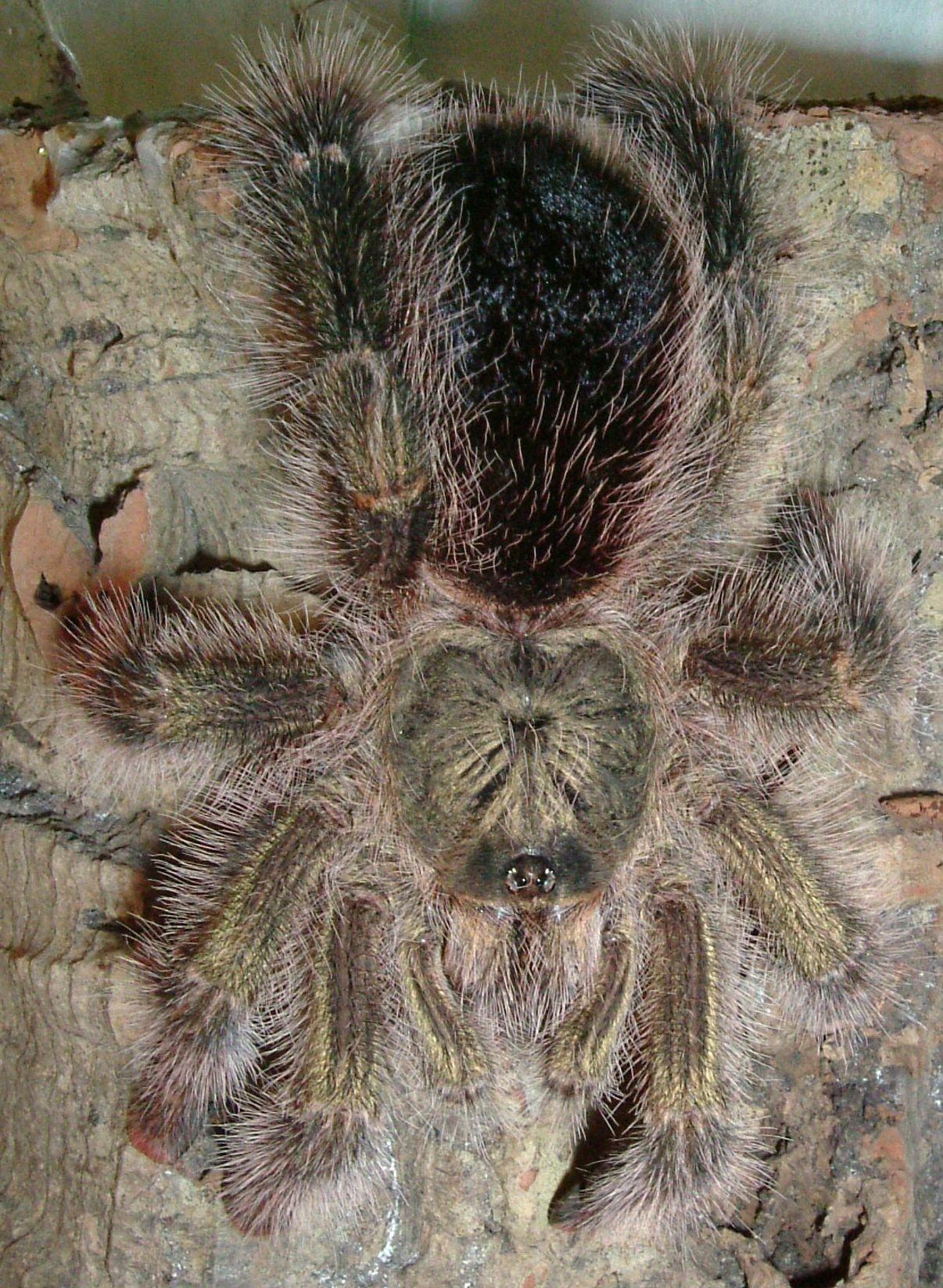
Avicularia aurantiaca, femmina

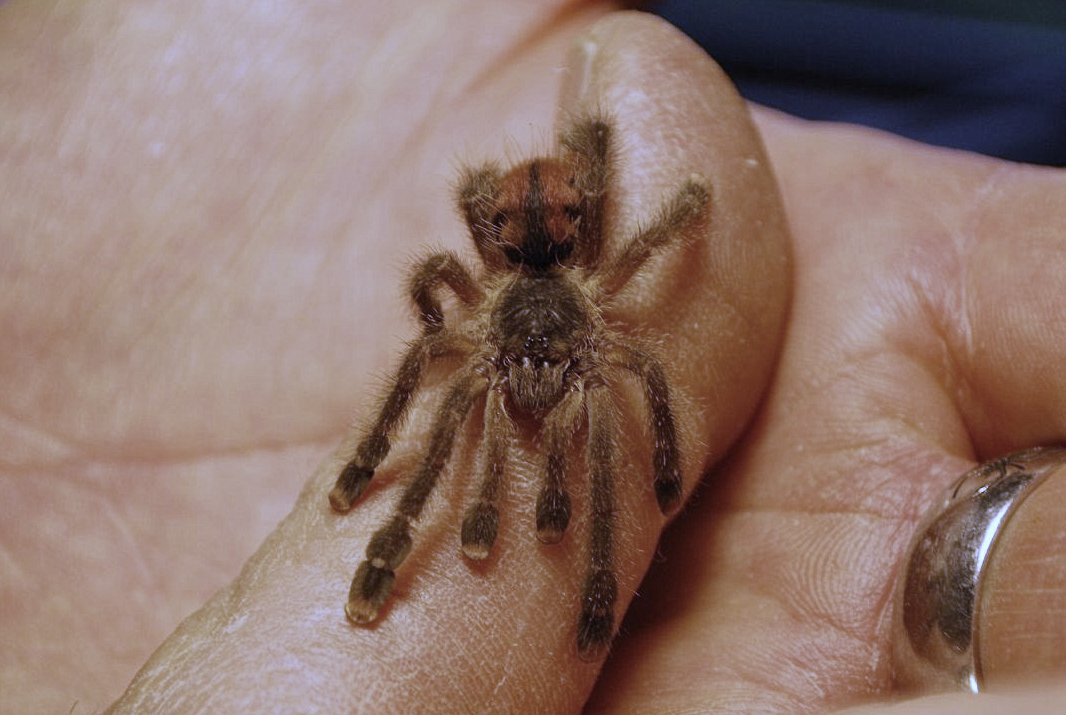
Avicularia azuraklaasi

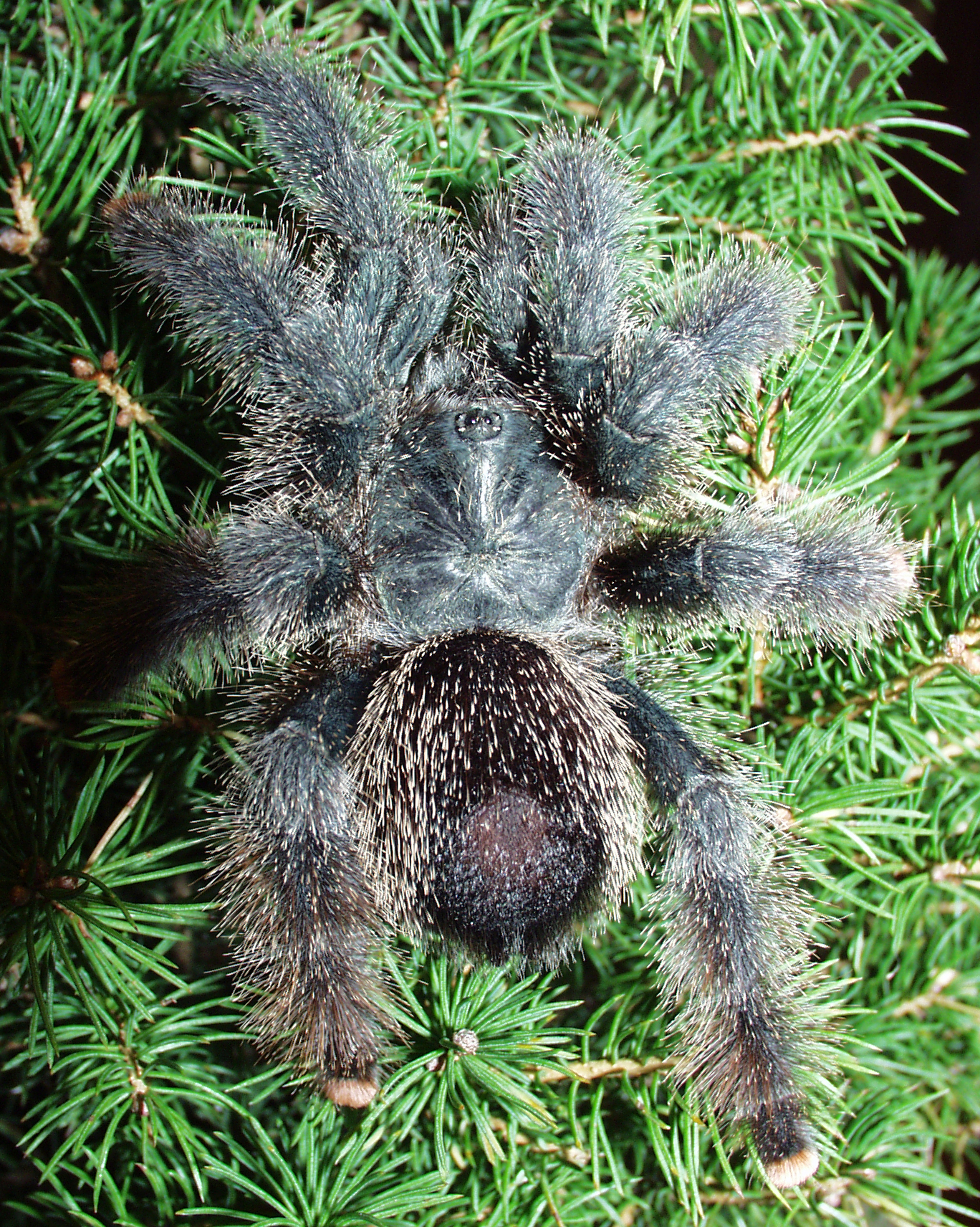
Avicularia metallica, femmina

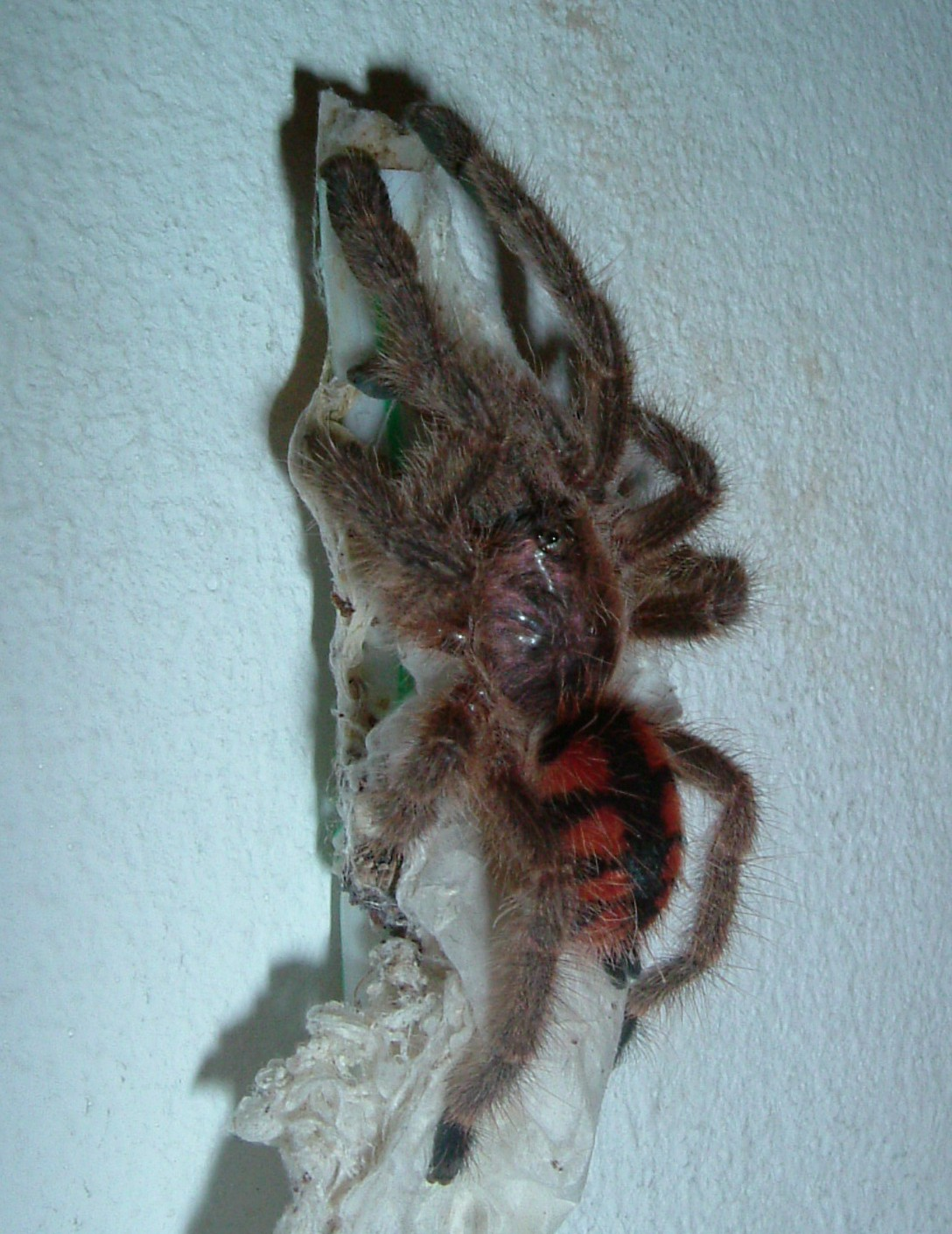
Avicularia minatrix, femmina

- Avicularia arabica (Strand, 1908) — si suppone dall'Egitto, ma probabilmente dall'America meridionale
- Avicularia aurantiaca Bauer, 1996 — Perù
- Avicularia avicularia (Linnaeus, 1758) — dalla Costa Rica al Brasile
- Avicularia avicularia variegata F. O. P.-Cambridge, 1896 — Brasile
- Avicularia aymara (Chamberlin, 1916) — Perù
- Avicularia azuraklaasi Tesmoingt, 1996 — Perù
- Avicularia bicegoi Mello-Leitão, 1923 — Brasile
- Avicularia braunshauseni Tesmoingt, 1999 — Brasile
- Avicularia caesia (C. L. Koch, 1842) — Porto Rico
- Avicularia cuminami Mello-Leitão, 1930 — Brasile
- Avicularia detrita (C. L. Koch, 1842) — Brasile
- Avicularia diversipes (C. L. Koch, 1842) — Brasile
- Avicularia doleschalli (Ausserer, 1871) — Brasile
- Avicularia exilis Strand, 1907 — Suriname
- Avicularia fasciculata Strand, 1907 — America meridionale
- Avicularia fasciculata clara Strand, 1907 — America meridionale
- Avicularia gamba Bertani & Fukushima, 2009 — Brasile
- Avicularia geroldi Tesmoingt, 1999 — Brasile
- Avicularia glauca Simon, 1891 — Panama
- Avicularia gracilis (Keyserling, 1891) — Brasile
- Avicularia hirschii Bullmer, Thierer-Lutz & Schmidt, 2006 — Ecuador
- Avicularia hirsuta (Ausserer, 1875) — Cuba
- Avicularia holmbergi Thorell, 1890 — Guiana francese
- Avicularia huriana Tesmoingt, 1996 — Ecuador
- Avicularia juruensis Mello-Leitão, 1923 — Brasile
- Avicularia laeta (C. L. Koch, 1842) — Brasile, Porto Rico
- Avicularia leporina (C. L. Koch, 1841) — Brasile
- Avicularia metallica Ausserer, 1875 — Suriname
- Avicularia minatrix Pocock, 1903 — Venezuela
- Avicularia nigrotaeniata Mello-Leitão, 1940 — Guyana
- Avicularia ochracea (Perty, 1833) — Brasile
- Avicularia plantaris (C. L. Koch, 1842) — Brasile
- Avicularia purpurea Kirk, 1990 — Ecuador
- Avicularia rapax (Ausserer, 1875) — America meridionale
- Avicularia rufa Schiapelli & Gerschman, 1945 — Brasile
- Avicularia rutilans Ausserer, 1875 — Colombia
- Avicularia rickwesti Bertani, R. & J. Huff|2013 — Dominican Republic
- Avicularia sooretama Bertani & Fukushima, 2009 — Brasile
- Avicularia soratae Strand, 1907 — Bolivia
- Avicularia subvulpina Strand, 1906 — America meridionale
- Avicularia surinamensis Strand, 1907 — Suriname
- Avicularia taunayi (Mello-Leitão, 1920) — Brasile
- Avicularia ulrichea Tesmoingt, 1996 — Brasile
- Avicularia urticans Schmidt, 1994 — Perù
- Avicularia velutina Simon, 1889 — Venezuela
- Avicularia versicolor (Walckenaer, 1837) — Guadalupa (Grandi Antille), Martinica
- Avicularia walckenaeri (Perty, 1833) — Brasile

### Ephebopus

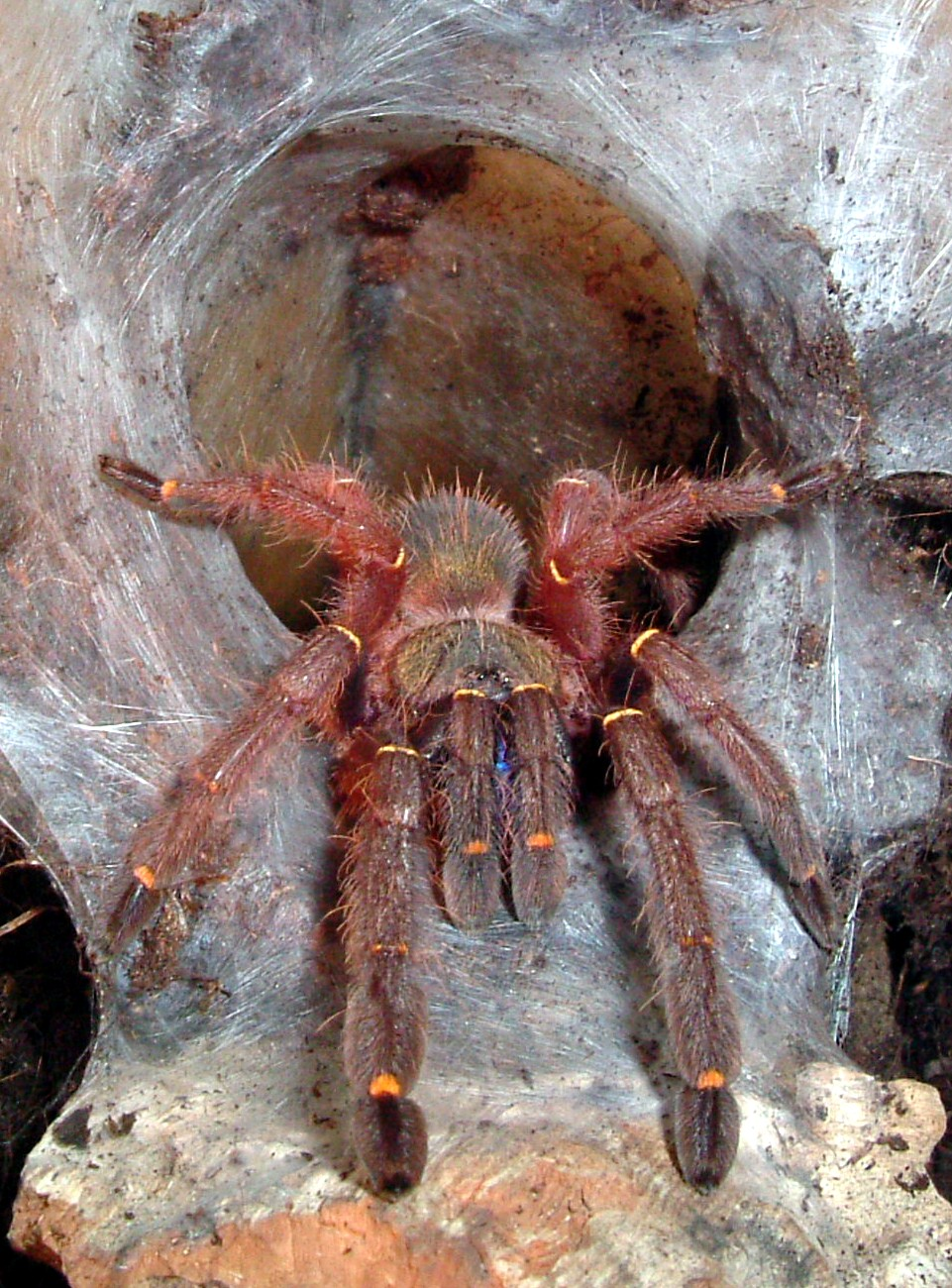
Ephebopus cyanognathus

Ephebopus Simon, 1892
- Ephebopus cyanognathus West & Marshall, 2000 — Guiana francese
- Ephebopus foliatus West et al., 2008 — Guyana
- Ephebopus murinus (Walckenaer, 1837) — Brasile
- Ephebopus rufescens West & Marshall, 2000 — Guiana francese
- Ephebopus uatuman Lucas, Silva & Bertani, 1992 — Brasile

### Iridopelma

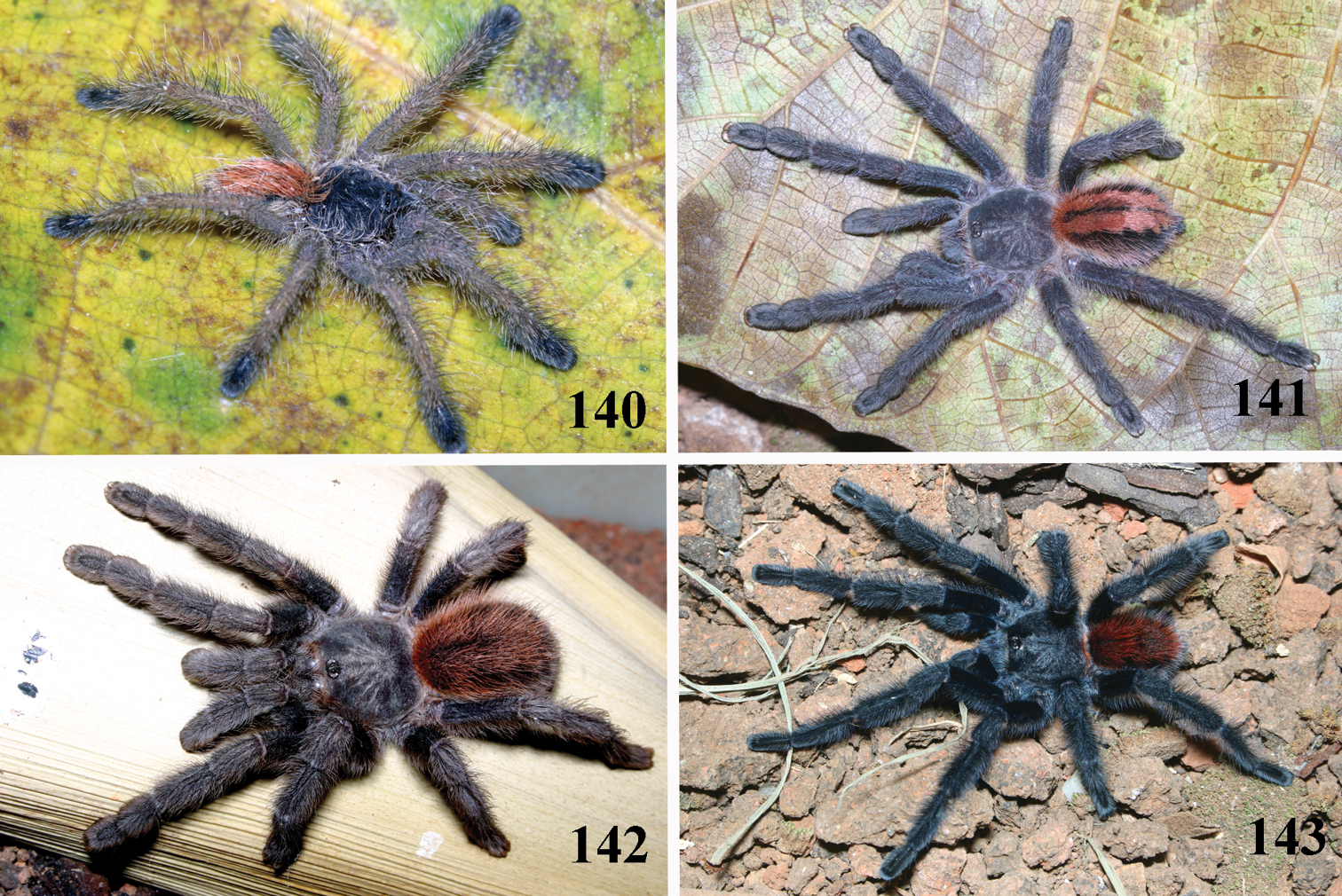
Iridopelma katiae, esemplari

Iridopelma Pocock, 1901
- Iridopelma hirsutum Pocock, 1901 — Brasile
- Iridopelma katiae Bertani, 2012 — Brasile
- Iridopelma marcoi Bertani, 2012 — Brasile
- Iridopelma oliveirai Bertani, 2012 — Brasile
- Iridopelma vanini Bertani, 2012 — Brasile
- Iridopelma zorodes (Mello-Leitão, 1926) — Brasile

### Kochiana
Kochiana Fukushima, Nagahama & Bertani, 2008
- Kochiana algericus (C. L. Koch, 1842) — Brasile
- Kochiana brunnipes ((C. L. Koch, 1842) —Brasile

### Pachistopelma
Pachistopelma Pocock, 1901
- Pachistopelma bromelicola Bertani, 2012 — Brasile
- Pachistopelma rufonigrum Pocock, 1901 — Brasile

### Typhochlaena

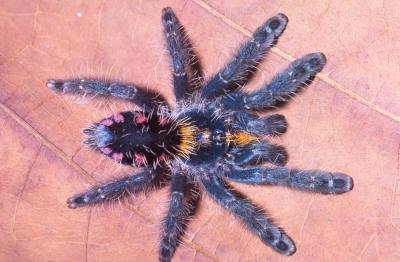
Typhochlaena costae

Typhochlaena C. L. Koch, 1850
- Typhochlaena amma Bertani, 2012 — Brasile
- Typhochlaena costae Bertani, 2012 — Brasile
- Typhochlaena curumin Bertani, 2012 — Brasile
- Typhochlaena paschoali Bertani, 2012 — Brasile
- Typhochlaena seladonia (C. L. Koch, 1841 — Brasile

## Eumenophorinae
Eumenophorinae è una sottofamiglia di tarantole diffusa soprattutto in Africa e nelle regioni circostanti.

### Anoploscelus
Anoploscelus Pocock, 1897
- Anoploscelus celeripes Pocock, 1897 — Uganda, Tanzania
- Anoploscelus lesserti Laurent, 1946 — Ruanda

### Batesiella
Batesiella Pocock, 1903
- Batesiella crinita Pocock, 1903 — Camerun

### Encyocrates
Encyocrates Simon, 1892
- Encyocrates raffrayi Simon, 1892 — Madagascar

### Eumenophorus
Eumenophorus Pocock, 1897
- Eumenophorus clementsi Pocock, 1897 — Sierra Leone
- Eumenophorus murphyorum Smith, 1990 — Sierra Leone
- Eumenophorus stridulantissimus (Strand, 1907) — Africa

### Hysterocrates
Hysterocrates Simon, 1892
- Hysterocrates affinis Strand, 1907 — Camerun

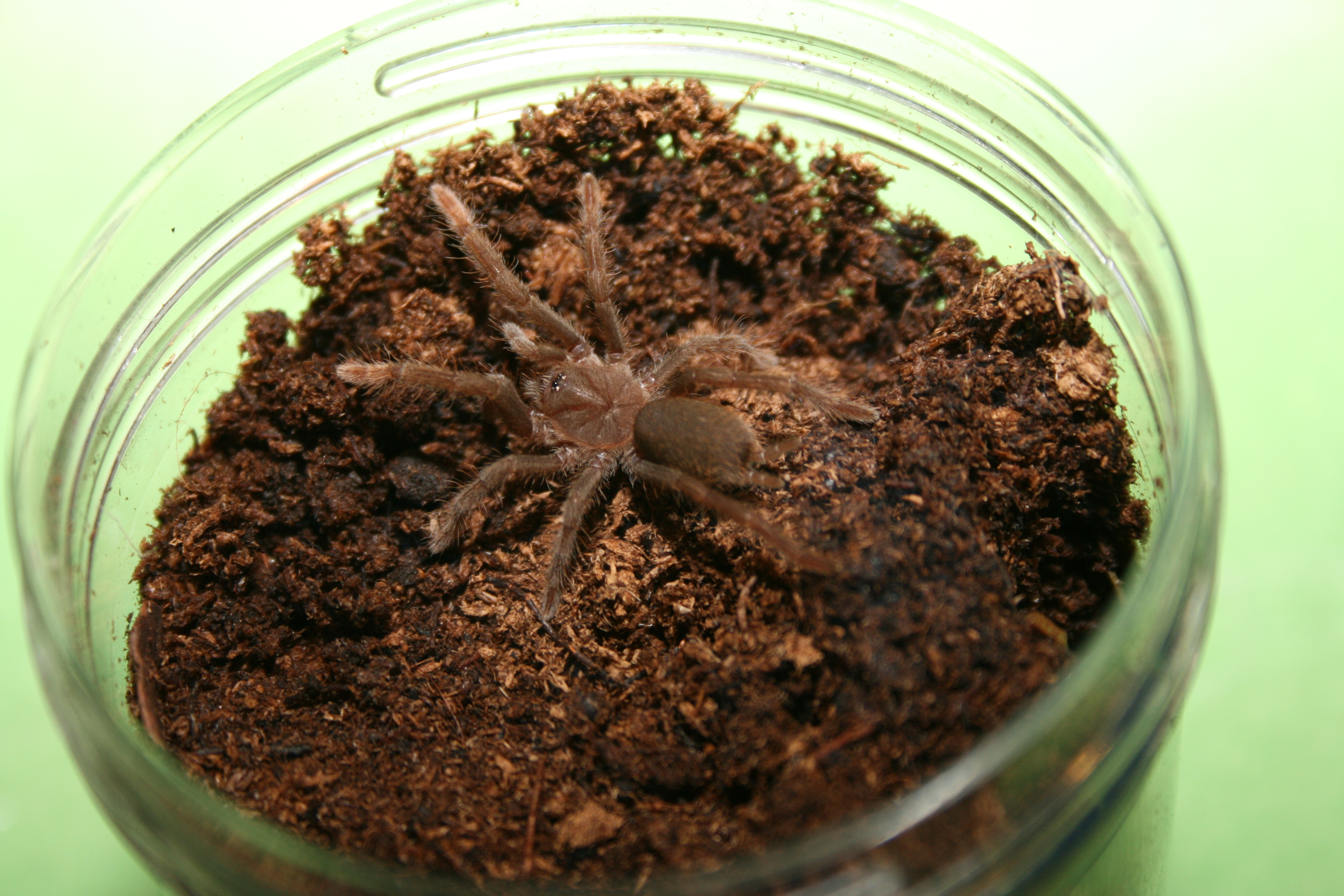
Hysterocrates ederi, esemplare juvenile

- Hysterocrates affinis angusticeps Strand, 1907 — Camerun
- Hysterocrates apostolicus Pocock, 1900 — São Tomé
- Hysterocrates crassipes Pocock, 1897 — Camerun
- Hysterocrates didymus Pocock, 1900 — São Tomé
- Hysterocrates ederi Charpentier, 1995 — Isola di Bioko (Golfo di Guinea)
- Hysterocrates gigas Pocock, 1897 — Camerun
- Hysterocrates greeffi (Karsch, 1884) — Camerun
- Hysterocrates greshoffi (Simon, 1891) — Congo
- Hysterocrates haasi Strand, 1906 — Camerun
- Hysterocrates hercules Pocock, 1899 — Nigeria
- Hysterocrates laticeps Pocock, 1897 — Camerun
- Hysterocrates maximus Strand, 1906 — Camerun
- Hysterocrates ochraceus Strand, 1907 — Camerun, Congo
- Hysterocrates robustus Pocock, 1899 — Río Muni (Guinea Equatoriale)
- Hysterocrates robustus sulcifer Strand, 1908 — Camerun
- Hysterocrates scepticus Pocock, 1900 — São Tomé
- Hysterocrates sjostedti (Thorell, 1899) — Camerun
- Hysterocrates spellenbergi Strand, 1906 — Camerun
- Hysterocrates vosseleri Strand, 1906 — Africa occidentale
- Hysterocrates weileri Strand, 1906 — Camerun

### Loxomphalia
Loxomphalia Simon, 1889
- Loxomphalia rubida Simon, 1889 — Zanzibar

### Loxoptygus
Loxoptygus Simon, 1903
- Loxoptygus coturnatus Simon, 1903 — Etiopia
- Loxoptygus ectypus (Simon, 1889) — Etiopia
- Loxoptygus erlangeri (Strand, 1906) — Etiopia

### Mascaraneus
Mascaraneus Gallon, 2005
- Mascaraneus remotus Gallon, 2005 — Isola Mauritius

### Monocentropus
Monocentropus Pocock, 1897
- Monocentropus balfouri Pocock, 1897 — Socotra
- Monocentropus lambertoni Fage, 1922 — Madagascar
- Monocentropus longimanus Pocock, 1903 — Yemen

### Myostola
Myostola Simon, 1903
- Myostola occidentalis (Lucas, 1858) — Gabon, Camerun

### Pelinobius

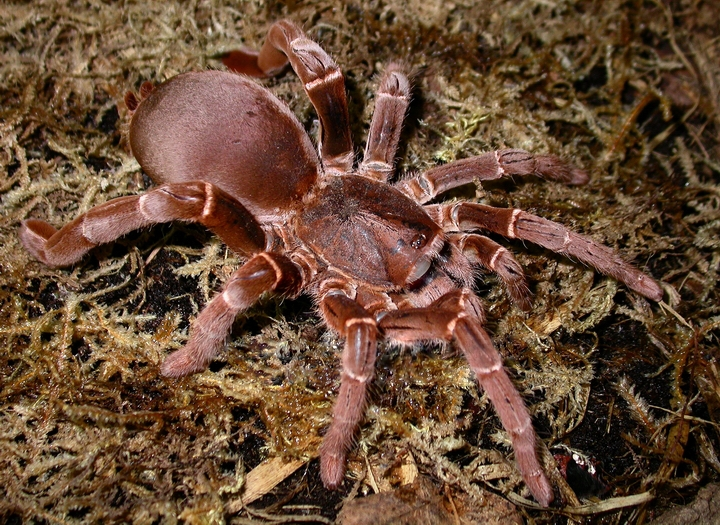
Pelinobius muticus, femmina

Pelinobius Karsch, 1885
- Pelinobius muticus Karsch, 1885 — Kenya, Tanzania

### Phoneyusa
Phoneyusa Karsch, 1884
- Phoneyusa antilope (Simon, 1889) — Congo

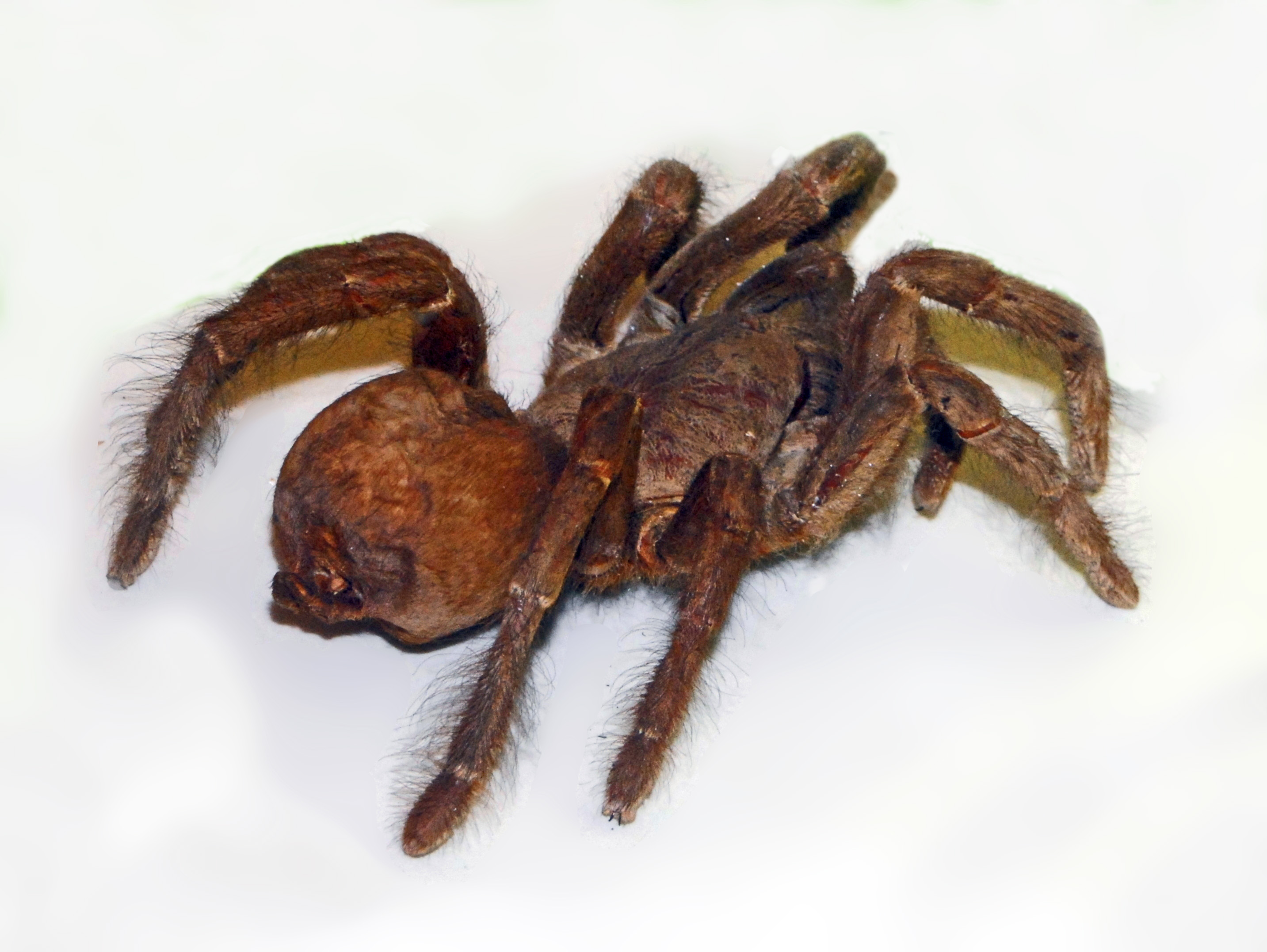
Phoneyusa lesserti

- Phoneyusa belandana Karsch, 1884 — Repubblica centrafricana
- Phoneyusa bidentata Pocock, 1899 — Africa occidentale e centrale
- Phoneyusa bidentata ituriensis Laurent, 1946 — Congo
- Phoneyusa bouvieri Berland, 1917 — Madagascar
- Phoneyusa buettneri Karsch, 1886 — Gabon
- Phoneyusa celerierae Smith, 1990 — Costa d'Avorio
- Phoneyusa chevalieri Simon, 1906 — Africa occidentale
- Phoneyusa cultridens Berland, 1917 — Congo
- Phoneyusa efuliensis Smith, 1990 — Camerun
- Phoneyusa elephantiasis Berland, 1917 — Congo
- Phoneyusa gabonica (Simon, 1889) — Gabon
- Phoneyusa giltayi Laurent, 1946 — Congo
- Phoneyusa gracilipes (Simon, 1889) — Congo
- Phoneyusa lesserti Dresco, 1973 — Repubblica centrafricana
- Phoneyusa manicata Simon, 1907 — Isola Principe (Golfo di Guinea)
- Phoneyusa minima (Strand, 1907) — Camerun
- Phoneyusa nigroventris (Marx, 1893) — Congo
- Phoneyusa principium Simon, 1907 — Isola Principe (Golfo di Guinea)
- Phoneyusa rutilata (Simon, 1907) — Guinea-Bissau
- Phoneyusa westi Smith, 1990 — Angola

Da segnalare che alcuni autori pongono il genere Proshapalopus reperito in Brasile, in questa sottofamiglia.

## Harpactirinae
Harpactirinae comprende un gruppo di tarantole diffuse in Africa, sebbene più piccole delle Eumenophorinae. Sono note come ragni-babbuino per le loro zampe pelose aventi l'ultimo elemento che termina con una forma simile alle zampe dei babbuini.

### Augacephalus
Augacephalus Gallon, 2002
- Augacephalus breyeri (Hewitt, 1919) — Sudafrica, Mozambico, Swaziland
- Augacephalus ezendami (Gallon, 2001) — Mozambico
- Augacephalus junodi (Simon, 1904) — Africa orientale e meridionale

### Bacillochilus
Bacillochilus Gallon, 2010
- Bacillochilus xenostridulans Gallon, 2010 — Angola

### Brachionopus
L'aracnologo Dollar ha proposto dal 2005 di trasferire questo genere alla famiglia Barychelidae: tale proposta è ancora in discussione; in attesa di uno studio più approfondito, il genere è attribuito agli Harpactirinae.
Brachionopus Pocock, 1897
- Brachionopus annulatus Purcell, 1903 — Sudafrica
- Brachionopus leptopelmiformis Strand, 1907 — Sudafrica
- Brachionopus pretoriae Purcell, 1904 — Sudafrica
- Brachionopus robustus Pocock, 1897 — Sudafrica
- Brachionopus tristis Purcell, 1903 — Sudafrica

### Ceratogyrus
Ceratogyrus Pocock, 1897

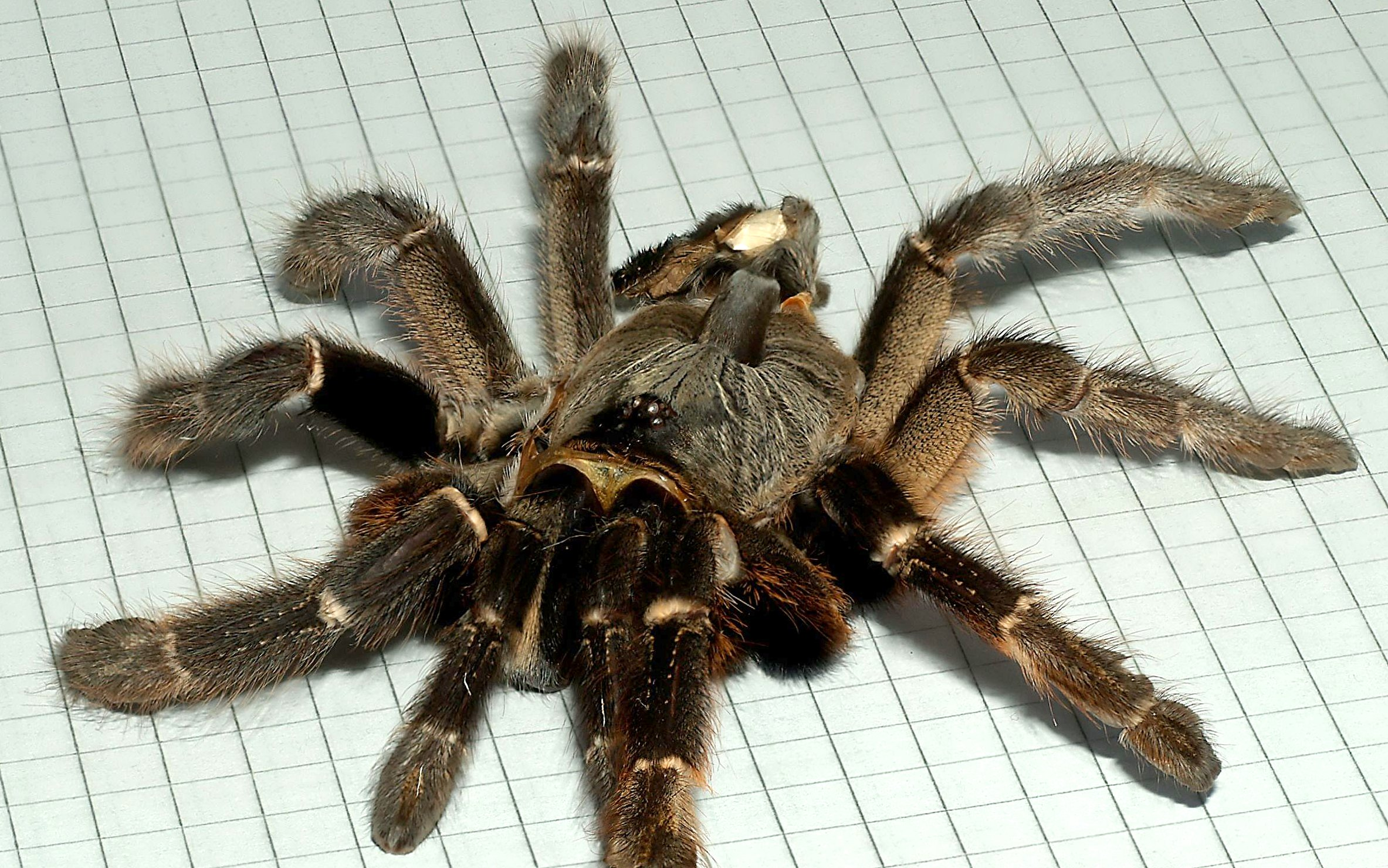
Ceratogyrus bechuanicus, femmina, exuvia

- Ceratogyrus brachycephalus Hewitt, 1919 — Botswana, Zimbabwe, Sudafrica
- Ceratogyrus darlingi Pocock, 1897 — Zimbabwe, Mozambico
- Ceratogyrus dolichocephalus Hewitt, 1919 — Zimbabwe
- Ceratogyrus hillyardi (Smith, 1990) — Malawi
- Ceratogyrus marshalli Pocock, 1897 — Zimbabwe, Mozambico
- Ceratogyrus meridionalis (Hirst, 1907) — Malawi, Mozambico
- Ceratogyrus paulseni Gallon, 2005 — Sudafrica
- Ceratogyrus pillansi (Purcell, 1902) — Zimbabwe, Mozambico
- Ceratogyrus sanderi Strand, 1906 — Namibia, Zimbabwe

### Eucratoscelus
Eucratoscelus Pocock, 1898
- Eucratoscelus constrictus (Gerstäcker, 1873) — Kenya, Tanzania
- Eucratoscelus pachypus Schmidt & von Wirth, 1990 — Tanzania

### Harpactira
Harpactira Ausserer, 1871
- Harpactira atra (Latreille, 1832) — Sudafrica
- Harpactira baviana Purcell, 1903 — Sudafrica
- Harpactira cafreriana (Walckenaer, 1837) — Sudafrica
- Harpactira chrysogaster Pocock, 1897 — Sudafrica
- Harpactira curator Pocock, 1898 — Sudafrica
- Harpactira curvipes Pocock, 1897 — Sudafrica
- Harpactira dictator Purcell, 1902 — Sudafrica
- Harpactira gigas Pocock, 1898 — Sudafrica
- Harpactira guttata Strand, 1907 — Sudafrica
- Harpactira hamiltoni Pocock, 1902 — Sudafrica
- Harpactira lineata Pocock, 1897 — Sudafrica
- Harpactira lyrata (Simon, 1892) — Sudafrica
- Harpactira marksi Purcell, 1902 — Sudafrica
- Harpactira namaquensis Purcell, 1902 — Namibia, Sudafrica
- Harpactira pulchripes Pocock, 1901 — Sudafrica
- Harpactira tigrina Ausserer, 1875 — Sudafrica

### Harpactirella
Harpactirella Purcell, 1902
- Harpactirella domicola Purcell, 1903 — Sudafrica
- Harpactirella helenae Purcell, 1903 — Sudafrica
- Harpactirella insidiosa (Denis, 1960) — Marocco
- Harpactirella karrooica Purcell, 1902 — Sudafrica
- Harpactirella lapidaria Purcell, 1908 — Sudafrica
- Harpactirella lightfooti Purcell, 1902 — Sudafrica
- Harpactirella longipes Purcell, 1902 — Sudafrica
- Harpactirella magna Purcell, 1903 — Sudafrica
- Harpactirella overdijki Gallon, 2010 — Sudafrica
- Harpactirella schwarzi Purcell, 1904 — Sudafrica
- Harpactirella spinosa Purcell, 1908 — Sudafrica
- Harpactirella treleaveni Purcell, 1902 — Sudafrica

### Idiothele
Idiothele Hewitt, 1919
- Idiothele mira Gallon, 2010 — Sudafrica
- Idiothele nigrofulva (Pocock, 1898) — Africa meridionale

### Pterinochilus
Pterinochilus Pocock, 1897
- Pterinochilus alluaudi Berland, 1914 — Kenya

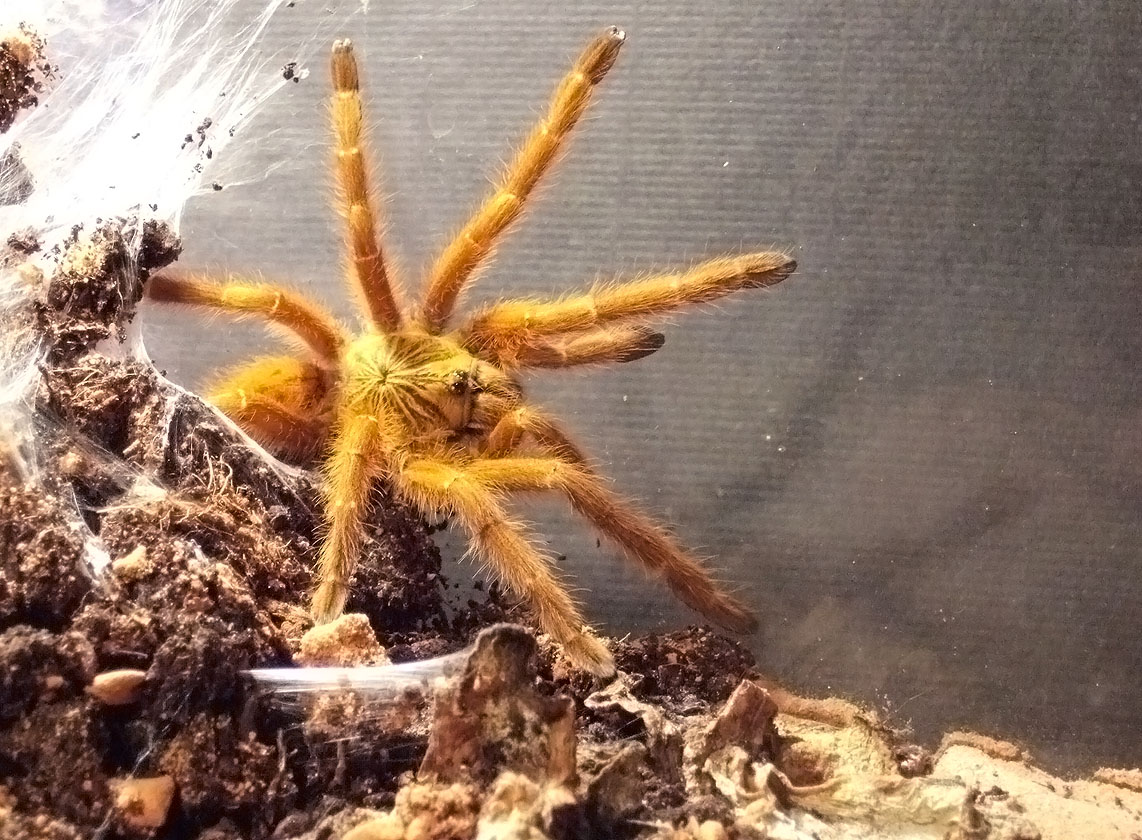
Pterinochilus murinus

- Pterinochilus andrewsmithi Gallon, 2009 — Kenya
- Pterinochilus chordatus (Gerstäcker, 1873) — Africa orientale
- Pterinochilus cryptus Gallon, 2008 — Angola
- Pterinochilus lapalala Gallon & Engelbrecht, 2011 — Sudafrica
- Pterinochilus lugardi Pocock, 1900 — Africa orientale e meridionale
- Pterinochilus murinus Pocock, 1897 — Angola, Africa centrale, orientale e meridionale
- Pterinochilus raygabrieli Gallon, 2009 — Kenya
- Pterinochilus simoni Berland, 1917 — Angola, Congo
- Pterinochilus vorax Pocock, 1897 — Angola, Africa centrale e orientale

### Trichognathella
Trichognathella Gallon, 2004
- Trichognathella schoenlandi (Pocock, 1900) — Sudafrica

## Ischnocolinae
Ischnocolinae contiene ragni a diffusione cosmopolita.

### Catumiri
Catumiri Guadanucci, 2004
- Catumiri argentinense (Mello-Leitão, 1941) — Cile, Argentina
- Catumiri chicaoi Guadanucci, 2004 — Brasile
- Catumiri parvum (Keyserling, 1878) — Brasile, Uruguay
- Catumiri petropolium Guadanucci, 2004 — Brasile

### Chaetopelma
Chaetopelma Ausserer, 1871

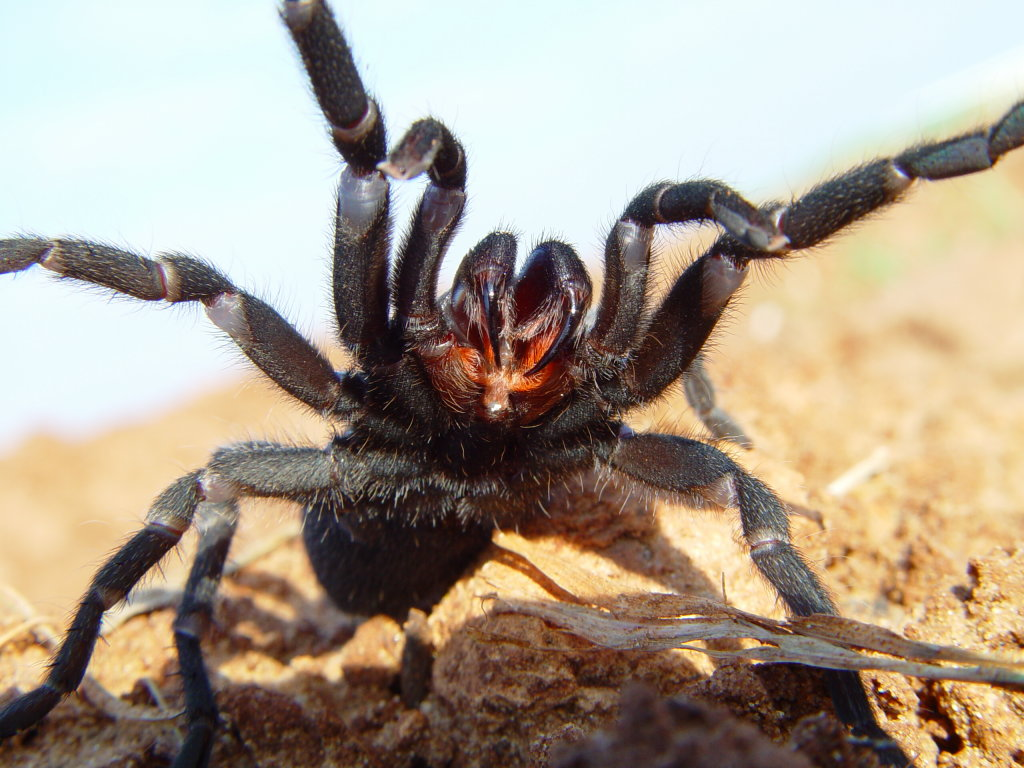
Chaetopelma olivaceum

- Chaetopelma altugkadirorum Gallon, Gabriel & Tansley, 2012 — Turchia, Siria
- Chaetopelma concolor (Simon, 1873) — Turchia, Siria, Egitto
- Chaetopelma karlamani Vollmer, 1997 — Cipro
- Chaetopelma olivaceum (C. L. Koch, 1841) — Cipro, Turchia, Medio Oriente, Egitto, Sudan
- Chaetopelma webborum Smith, 1990 — Camerun

### Guyruita
Guyruita Guadanucci et al., 2007
- Guyruita atlantica Guadanucci et al., 2007 — Brasile
- Guyruita cerrado Guadanucci et al., 2007 — Brasile
- Guyruita waikoshiemi (Bertani & Araújo, 2006) — Venezuela

### Hemiercus
Hemiercus Simon, 1903
- Hemiercus cervinus (Simon, 1889) — Venezuela
- Hemiercus inflatus (Simon, 1889) — Venezuela
- Hemiercus kastoni Caporiacco, 1955 — Venezuela
- Hemiercus modestus (Simon, 1889) — Colombia
- Hemiercus proximus Mello-Leitão, 1923 — Brasile

### Heterophrictus
Heterophrictus Pocock, 1900
- Heterophrictus bhori (Gravely, 1915) — India
- Heterophrictus milleti Pocock, 1900 — India

### Heterothele
Heterothele Karsch, 1879
- Heterothele affinis Laurent, 1946 — Congo, Tanzania
- Heterothele atropha Simon, 1907 — Congo
- Heterothele caudicula (Simon, 1886) — Argentina
- Heterothele darcheni (Benoit, 1966) — Gabon
- Heterothele decemnotata (Simon, 1891) — Congo
- Heterothele gabonensis (Lucas, 1858) — Gabon
- Heterothele honesta Karsch, 1879 — Congo
- Heterothele hullwilliamsi Smith, 1990 — Camerun
- Heterothele ogbunikia Smith, 1990 — Nigeria
- Heterothele spinipes Pocock, 1897 — Tanzania
- Heterothele villosella Strand, 1907 — Africa orientale

### Holothele
Holothele Karsch, 1879
- Holothele colonica (Simon, 1889) — Venezuela
- Holothele culebrae (Petrunkevitch, 1929) — Porto Rico
- Holothele denticulata (Franganillo, 1930) — Cuba
- Holothele incei (F. O. P.-Cambridge, 1898) — Trinidad, Venezuela
- Holothele longipes (L. Koch, 1875) — Venezuela
- Holothele ludwigi (Strand, 1907) — Venezuela
- Holothele recta Karsch, 1879 — Venezuela
- Holothele rondoni (Lucas & Bücherl, 1972) — Brasile
- Holothele sanguiniceps (F. O. P.-Cambridge, 1898) — Trinidad, Venezuela
- Holothele sericea (Simon, 1903) — Hispaniola

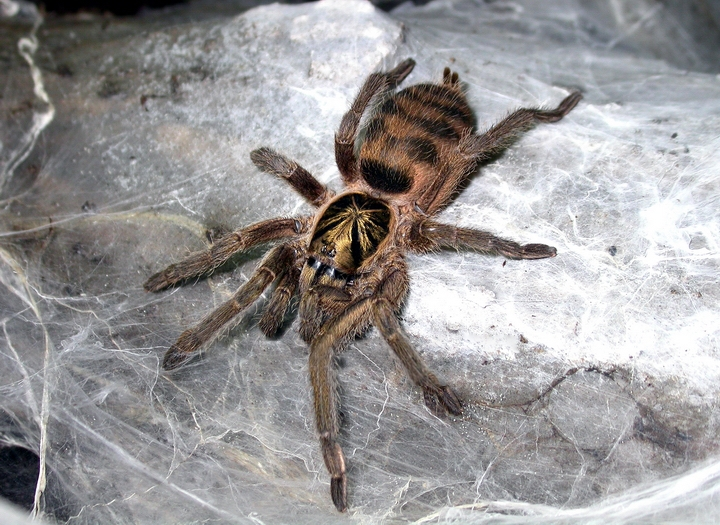
Holothele incei, femmina

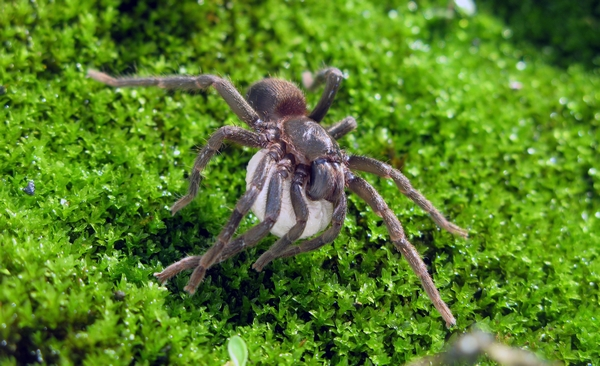
Holothele sulfurensis, femmina

- Holothele shoemakeri (Petrunkevitch, 1926) — Costa Rica, Saint Thomas (Isole Vergini, mar dei Caraibi)
- Holothele steini (Simon, 1889) — Venezuela
- Holothele sulfurensis Maréchal, 2005 — Guadalupa (Grandi Antille)
- Holothele vellardi Rudloff, 1997 — Venezuela

### Ischnocolus
Ischnocolus Ausserer, 1871
- Ischnocolus algericus Thorell, 1875 — Algeria, Tunisia
- Ischnocolus andalusiacus (Simon, 1873) — Spagna
- Ischnocolus fasciculatus Strand, 1906 — Etiopia
- Ischnocolus fuscostriatus Simon, 1885 — Algeria, Tunisia
- Ischnocolus hancocki Smith, 1990 — Marocco
- Ischnocolus holosericeus L. Koch, 1871 — Spagna
- Ischnocolus jickelii L. Koch, 1875 — Etiopia
- Ischnocolus maroccanus (Simon, 1873) — Marocco, Algeria
- Ischnocolus mogadorensis Simon, 1909 — Marocco
- Ischnocolus numidus Simon, 1909 — Marocco, Algeria
- Ischnocolus rubropilosus Keyserling, 1891 — Brasile
- Ischnocolus tomentosus Thorell, 1899 — Camerun, Congo
- Ischnocolus triangulifer Ausserer, 1871 — Italia
- Ischnocolus tripolitanus Caporiacco, 1937 — Libia
- Ischnocolus tunetanus Pavesi, 1880 — Tunisia
- Ischnocolus valentinus (Dufour, 1820) — Spagna

### Neoheterophrictus
Neoheterophrictus Siliwal & Raven, 2012
- Neoheterophrictus crurofulvus Siliwal, Gupta & Raven, 2012 — India
- Neoheterophrictus sahyadri Siliwal, Gupta & Raven, 2012 — India
- Neoheterophrictus uttarakannada Siliwal, Gupta & Raven, 2012 — India

### Nesiergus
Nesiergus Simon, 1903
- Nesiergus gardineri (Hirst, 1911) — Isole Seychelles
- Nesiergus halophilus Benoit, 1978 — Isole Seychelles
- Nesiergus insulanus Simon, 1903 — Isole Seychelles

### Oligoxystre
Oligoxystre Vellard, 1924
- Oligoxystre auratum Vellard, 1924 — Brasile
- Oligoxystre bolivianum (Vol, 2001) — Bolivia, Brasile
- Oligoxystre caatinga Guadanucci 2007 — Brasile

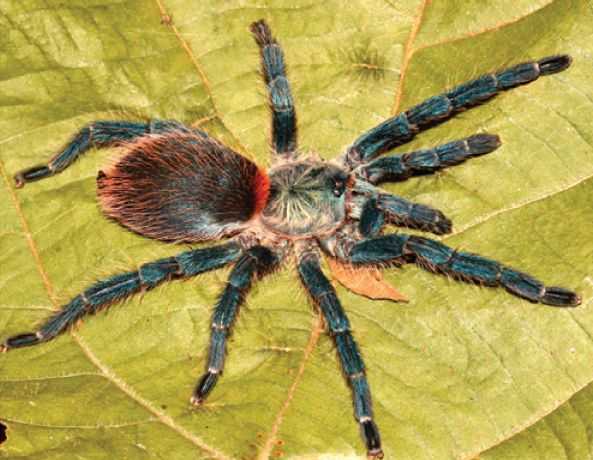
Oligoxystre diamantinensis, femmina

- Oligoxystre diamantinensis Bertani, Santos & Righi, 2009 — Brasile
- Oligoxystre dominguense Guadanucci 2007 — Brasile
- Oligoxystre mineirum Guadanucci 2011 — Brasile
- Oligoxystre rufoniger Guadanucci 2007 — Brasile
- Oligoxystre tucuruiense Guadanucci 2007 — Brasile

### Plesiophrictus
Plesiophrictus Pocock, 1899
- Plesiophrictus blatteri Gravely, 1935 — India
- Plesiophrictus collinus Pocock, 1899 — India
- Plesiophrictus fabrei (Simon, 1892) — India
- Plesiophrictus linteatus (Simon, 1891) — India
- Plesiophrictus madraspatanus Gravely, 1935 — India
- Plesiophrictus meghalayaensis Tikader, 1977 — India
- Plesiophrictus millardi Pocock, 1899 — India
- Plesiophrictus nilagiriensis Siliwal, Molur & Raven, 2007 —  India
- Plesiophrictus raja Gravely, 1915 — India
- Plesiophrictus senffti (Strand, 1907) — Micronesia
- Plesiophrictus sericeus Pocock, 1900 — India
- Plesiophrictus tenuipes Pocock, 1899 — Sri Lanka

### Sickius
Sickius Soares & Camargo, 1948
- Sickius longibulbi Soares & Camargo, 1948 — Brasile

## Ornithoctoninae
Le tigri di terra della sottofamiglia Ornithoctoninae sono un gruppo di tarantole del Vecchio Mondo diffuse primariamente in Sud-est asiatico, Cina meridionale, e Borneo.

### Citharognathus
Citharognathus Pocock, 1895
- Citharognathus hosei Pocock, 1895 — Borneo
- Citharognathus tongmianensis Zhu, Li & Song, 2002 — Cina

### Cyriopagopus
Cyriopagopus Simon, 1887
- Cyriopagopus dromeus (Chamberlin, 1917) — Filippine
- Cyriopagopus paganus Simon, 1887 — Myanmar
- Cyriopagopus schioedtei (Thorell, 1891) — Malaysia
- Cyriopagopus thorelli (Simon, 1901) — Malaysia

### Haplopelma
Haplopelma Simon, 1892

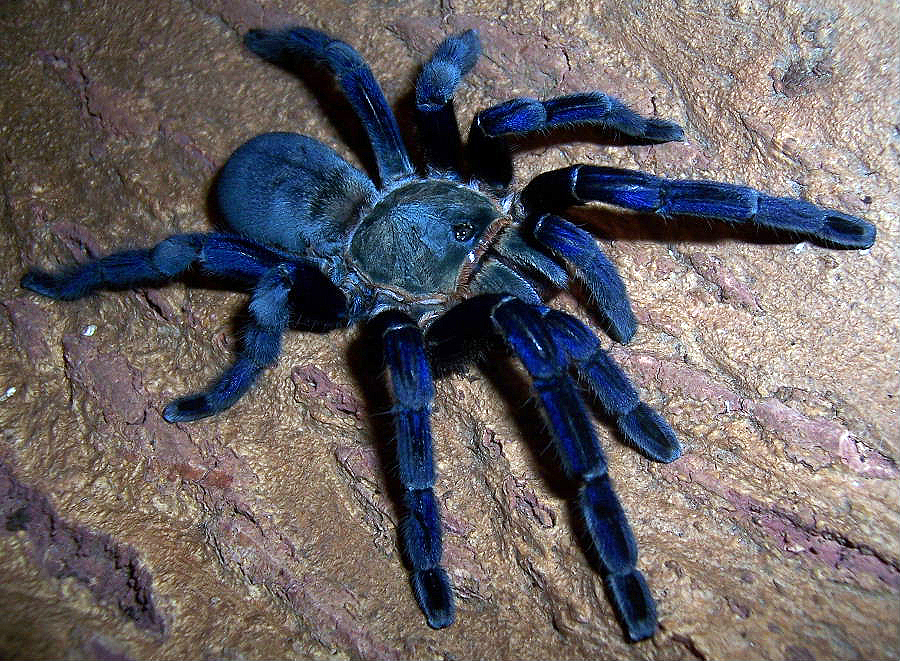
Haplopelma lividum

- Haplopelma albostriatum (Simon, 1886) — Myanmar, Thailandia, Cambogia
- Haplopelma doriae (Thorell, 1890) — Borneo
- Haplopelma hainanum (Liang et al., 1999) — Cina
- Haplopelma lividum Smith, 1996 — Myanmar
- Haplopelma longipes von Wirth & Striffler, 2005 — Thailandia, Cambogia
- Haplopelma minax (Thorell, 1897) — Myanmar, Thailandia
- Haplopelma robustum Strand, 1907 — Singapore
- Haplopelma salangense (Strand, 1907) — Malaysia
- Haplopelma schmidti von Wirth, 1991 — Vietnam
- Haplopelma vonwirthi Schmidt, 2005 — Asia sudorientale

### Lampropelma

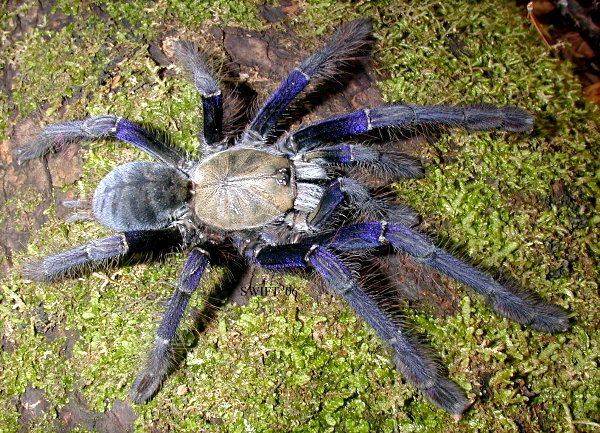
Lampropelma violaceopes

Lampropelma Simon, 1892
- Lampropelma nigerrimum Simon, 1892 — Indonesia
- Lampropelma violaceopes Abraham, 1924 — Malaysia, Singapore

### Ornithoctonus
Ornithoctonus Pocock, 1892
- Ornithoctonus andersoni Pocock, 1892 — Myanmar
- Ornithoctonus aureotibialis von Wirth & Striffler, 2005 — Thailandia
- Ornithoctonus costalis (Schmidt, 1998) — Thailandia

### Phormingochilus
Phormingochilus Pocock, 1895
- Phormingochilus everetti Pocock, 1895 — Borneo
- Phormingochilus fuchsi Strand, 1906 — Sumatra
- Phormingochilus tigrinus Pocock, 1895 — Borneo

## Selenocosmiinae
La sottofamiglia Selenocosmiinae consiste principalmente di ragni dell'Asia orientale e dell'Australia. Rispetto alle tarantole dell'Asia orientale della sottofamiglia Ornithoctoninae, queste sono note per il loro veleno potente e la posa difensiva che assumono. I generi Psalmopoeus e Tapinauchenius non posseggono peli urticanti.

### Chilobrachys
Chilobrachys Karsch, 1891

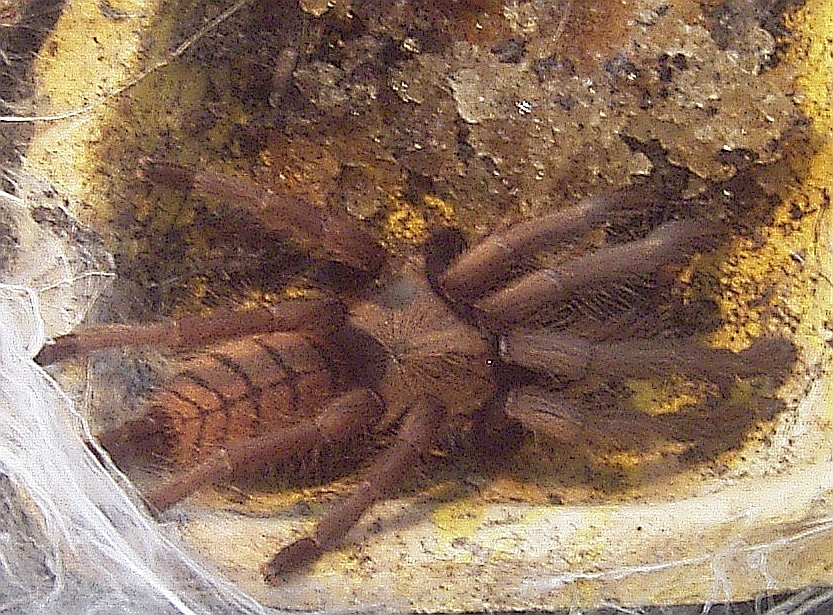
Chilobrachys fimbriatus

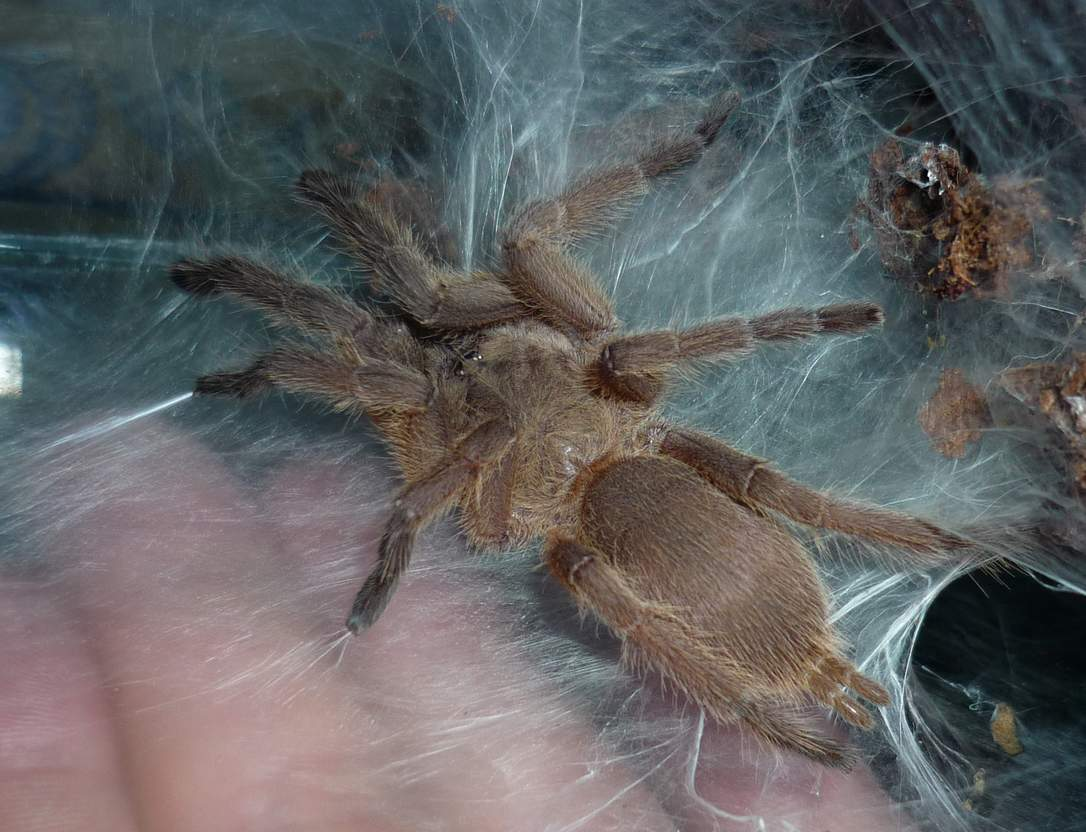
Chilobrachys huahini

- Chilobrachys andersoni (Pocock, 1895) — India, Myanmar, Malaysia
- Chilobrachys annandalei Simon, 1901 — Malaysia
- Chilobrachys assamensis Hirst, 1909 — India
- Chilobrachys bicolor (Pocock, 1895) — Myanmar
- Chilobrachys brevipes (Thorell, 1897) — Myanmar
- Chilobrachys dyscolus (Simon, 1886) — Vietnam
- Chilobrachys femoralis Pocock, 1900 — India
- Chilobrachys fimbriatus Pocock, 1899 — India
- Chilobrachys flavopilosus (Simon, 1884) — India, Myanmar
- Chilobrachys fumosus (Pocock, 1895) — India
- Chilobrachys guangxiensis (Yin & Tan, 2000) — Cina
- Chilobrachys hardwickei (Pocock, 1895) — India
- Chilobrachys himalayensis (Tikader, 1977) — India
- Chilobrachys huahini Schmidt & Huber, 1996 — Thailandia
- Chilobrachys hubei Song & Zhao, 1988 — Cina
- Chilobrachys khasiensis (Tikader, 1977) — India
- Chilobrachys liboensis Zhu & Zhang, 2008 — Cina
- Chilobrachys nitelinus Karsch, 1891 — Sri Lanka
- Chilobrachys oculatus (Thorell, 1895) — Myanmar
- Chilobrachys paviei (Simon, 1886) — Thailandia
- Chilobrachys pococki (Thorell, 1897) — Myanmar
- Chilobrachys sericeus (Thorell, 1895) — Myanmar
- Chilobrachys soricinus (Thorell, 1887) — Myanmar
- Chilobrachys stridulans (Wood Mason, 1877) — India
- Chilobrachys thorelli Pocock, 1900 — India
- Chilobrachys tschankoensis Schenkel, 1963 — Cina

### Coremiocnemis
Coremiocnemis Simon, 1892
- Coremiocnemis cunicularia (Simon, 1892) — Malaysia
- Coremiocnemis hoggi West & Nunn, 2010 — Malaysia
- Coremiocnemis kotacana West & Nunn, 2010 — Sumatra
- Coremiocnemis obscura West & Nunn, 2010 — Malaysia
- Coremiocnemis tropix Raven, 2005 — Queensland
- Coremiocnemis valida Pocock, 1895 — Malaysia

### Haplocosmia
Haplocosmia Schmidt & von Wirth, 1996
- Haplocosmia himalayana (Pocock, 1899) — Himalaya
- Haplocosmia nepalensis Schmidt & von Wirth, 1996 — Nepal

### Lyrognathus
Lyrognathus Pocock, 1895
- Lyrognathus achilles West & Nunn, 2010 — Borneo
- Lyrognathus crotalus Pocock, 1895 — India
- Lyrognathus fuscus West & Nunn, 2010 — Borneo
- Lyrognathus giannisposatoi Nunn & West, 2013 — Sumatra
- Lyrognathus lessunda West & Nunn, 2010 — isole Lombok
- Lyrognathus robustus Smith, 1988 — Malaysia
- Lyrognathus saltator Pocock, 1900 — India

### Orphnaecus
Orphnaecus Simon, 1892
- Orphnaecus dichromatus (Schmidt & von Wirth, 1992) — Nuova Guinea
- Orphnaecus pellitus Simon, 1892 — Filippine
- Orphnaecus philippinus Simon, 1892 — Filippine

### Phlogiellus
Phlogiellus Pocock, 1897
- Phlogiellus aper (Simon, 1891) — Giava
- Phlogiellus atriceps Pocock, 1897 — Giava
- Phlogiellus baeri (Simon, 1877) — Filippine
- Phlogiellus bicolor Strand, 1911 — Nuova Britannia (Indonesia)
- Phlogiellus brevipes (Thorell, 1897) — Myanmar
- Phlogiellus bundokalbo (Barrion & Litsinger, 1995) — Filippine
- Phlogiellus inermis (Ausserer, 1871) — dalla Malaysia a Lombok (Indonesia)
- Phlogiellus insularis (Simon, 1877) — Filippine
- Phlogiellus mutus (Giltay, 1935) — Filippine
- Phlogiellus nebulosus (Rainbow, 1899) — Isole Salomone
- Phlogiellus ornatus (Thorell, 1897) — Myanmar
- Phlogiellus subarmatus (Thorell, 1891) — Isole Nicobare
- Phlogiellus subinermis (Giltay, 1934) — Asia sudorientale
- Phlogiellus watasei (Kishida, 1920) — Taiwan
- Phlogiellus xinping (Zhu & Zhang, 2008) — Filippine

### Poecilotheria
Poecilotheria Simon, 1885
- Poecilotheria fasciata (Latreille, 1804) — Sri Lanka
- Poecilotheria formosa Pocock, 1899 — India

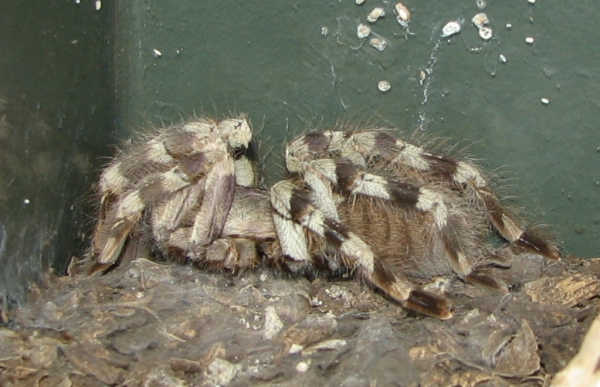
Poecilotheria formosa

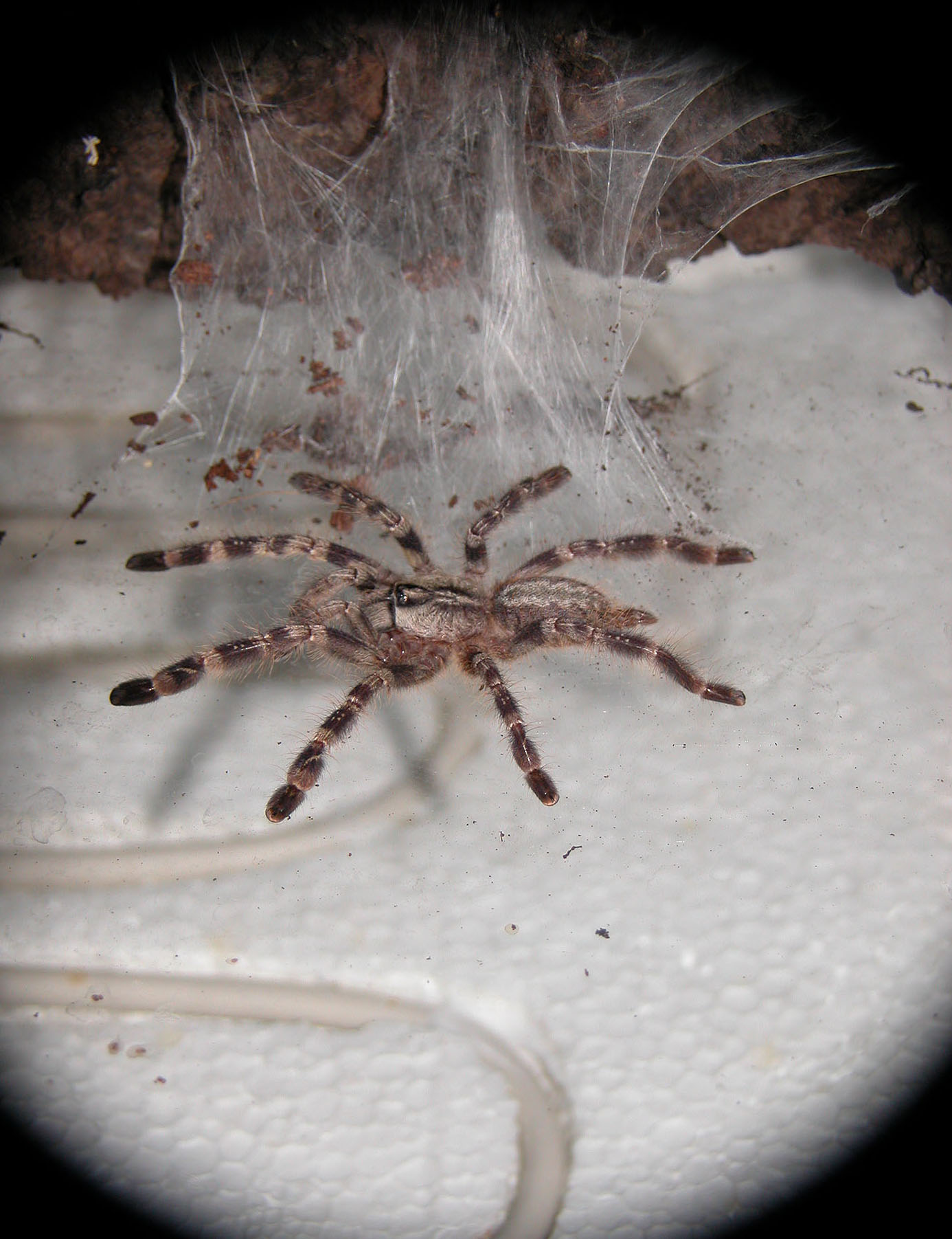
Poecilotheria regalis

- Poecilotheria hanumavilasumica Smith, 2004 — India
- Poecilotheria metallica Pocock, 1899 — India
- Poecilotheria miranda Pocock, 1900 — India
- Poecilotheria ornata Pocock, 1899 — Sri Lanka
- Poecilotheria pederseni Kirk, 2001 — Sri Lanka
- Poecilotheria pococki Charpentier, 1996 — Sri Lanka
- Poecilotheria rajaei Nanayakkara et al., 2012 — Sri Lanka
- Poecilotheria regalis Pocock, 1899 — India
- Poecilotheria rufilata Pocock, 1899 — India
- Poecilotheria smithi Kirk, 1996 — Sri Lanka
- Poecilotheria striata Pocock, 1895 — India
- Poecilotheria subfusca Pocock, 1895 — Sri Lanka
- Poecilotheria tigrinawesseli Smith, 2006 — India
- Poecilotheria uniformis Strand, 1913 — Sri Lanka

### Psalmopoeus
Psalmopoeus Pocock, 1895
- Psalmopoeus affinis Strand, 1907 — Indie Occidentali
- Psalmopoeus cambridgei Pocock, 1895 — Trinidad

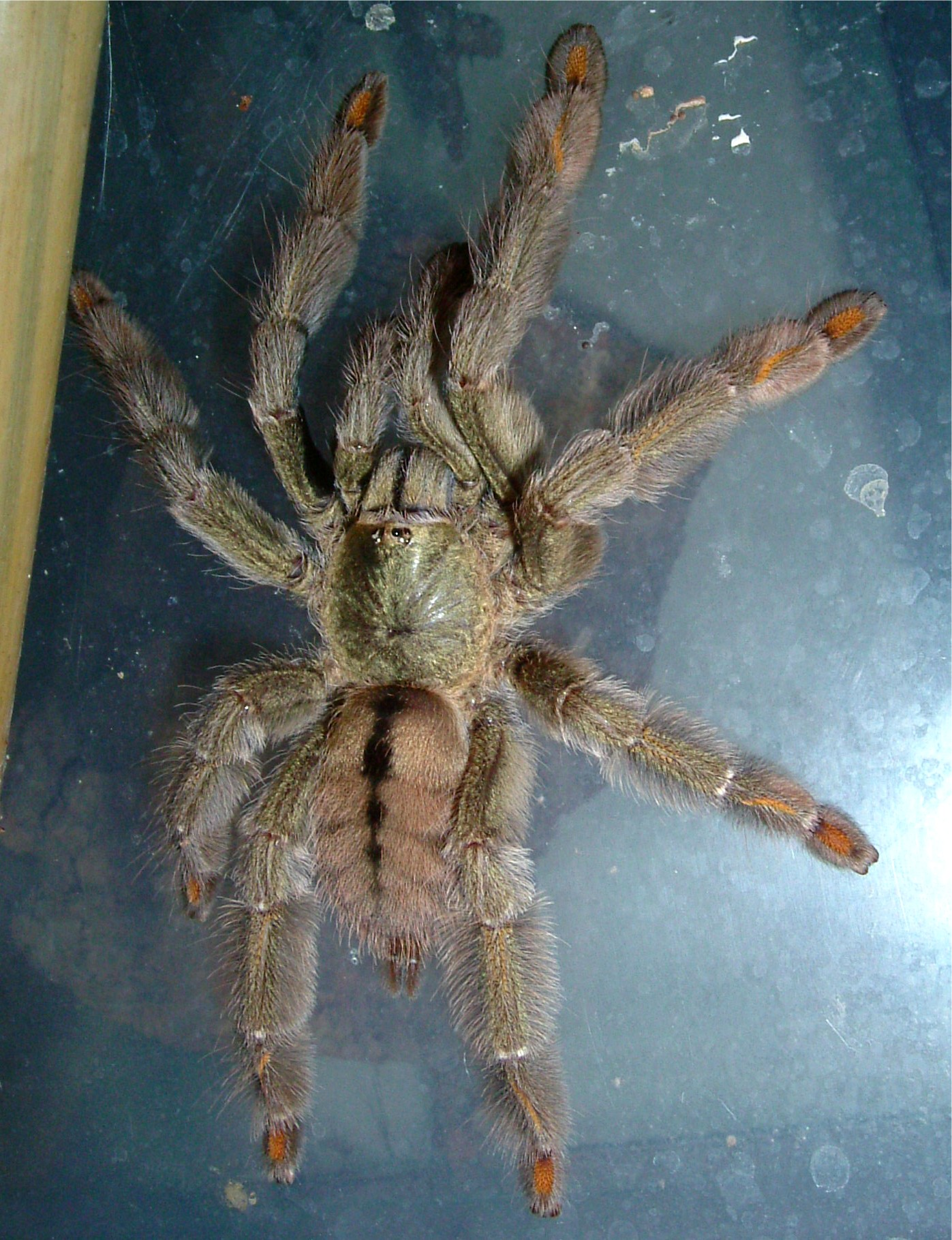
Psalmopoeus cambridgei, femmina

- Psalmopoeus ecclesiasticus Pocock, 1903 — Ecuador
- Psalmopoeus emeraldus Pocock, 1903 — Colombia
- Psalmopoeus intermedius Chamberlin, 1940 — Panama
- Psalmopoeus irminia Saager, 1994 — Venezuela
- Psalmopoeus langenbucheri Schmidt, Bullmer & Thierer-Lutz, 2006 — Venezuela
- Psalmopoeus plantaris Pocock, 1903 — Colombia
- Psalmopoeus pulcher Petrunkevitch, 1925 — Panama
- Psalmopoeus reduncus (Karsch, 1880) — Costa Rica
- Psalmopoeus rufus Petrunkevitch, 1925 — Panama

### Psednocnemis
Psednocnemis West, Nunn & Hogg, 2012
- Psednocnemis brachyramosa (West & Nunn, 2010) — Malaysia
- Psednocnemis davidgohi West, Nunn & Hogg, 2012 — Malaysia
- Psednocnemis gnathospina (West & Nunn, 2010) — Malaysia
- Psednocnemis imbellis (Simon, 1891) — Borneo
- Psednocnemis jeremyhuffy (West & Nunn, 2010) — Malaysia

### Selenocosmia
Selenocosmia Ausserer, 1871
- Selenocosmia arndsti (Schmidt & von Wirth, 1991) — Nuova Guinea
- Selenocosmia aruana Strand, 1911 — Isole Aru

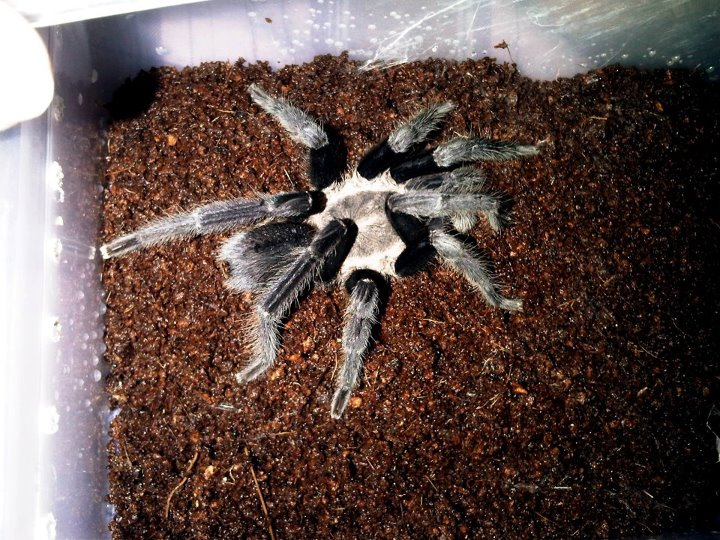
Selenocosmia javanensis sumatrana

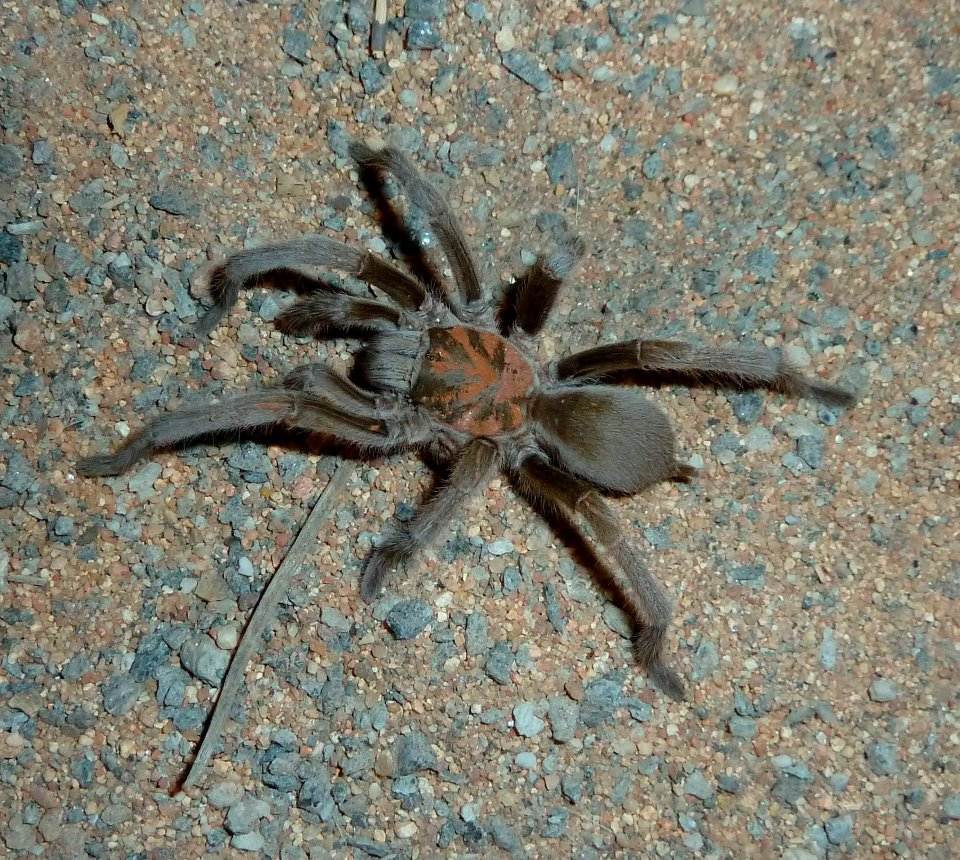
Selenocosmia stirlingi

- Selenocosmia barensteinerae (Schmidt, 2010) — Borneo
- Selenocosmia compta Kulczynski, 1911 — Nuova Guinea
- Selenocosmia crassipes (L. Koch, 1874) — Queensland
- Selenocosmia deliana Strand, 1913 — Sumatra
- Selenocosmia effera (Simon, 1891) — Arcipelago delle Molucche
- Selenocosmia fuliginea (Thorell, 1895) — Myanmar
- Selenocosmia hasselti Simon, 1891 — Sumatra
- Selenocosmia hirtipes Strand, 1913 — Arcipelago delle Molucche, Nuova Guinea
- Selenocosmia honesta Hirst, 1909 — Nuova Guinea
- Selenocosmia insignis (Simon, 1890) — Sumatra
- Selenocosmia insulana Hirst, 1909 — Celebes
- Selenocosmia javanensis (Walckenaer, 1837) — dalla Malaysia a Celebes
- Selenocosmia javanensis brachyplectra Kulczynski, 1908 — Giava
- Selenocosmia javanensis dolichoplectra Kulczynski, 1908 — Giava
- Selenocosmia javanensis fulva Kulczynski, 1908 — Giava
- Selenocosmia javanensis sumatrana Strand, 1907 — Sumatra
- Selenocosmia jiafu Zhu & Zhang, 2008 — Cina
- Selenocosmia kovariki (Schmidt & Krause, 1995) — Vietnam
- Selenocosmia kulluensis Chamberlin, 1917 — India
- Selenocosmia lanceolata Hogg, 1914 — Nuova Guinea
- Selenocosmia lanipes Ausserer, 1875 — Arcipelago delle Molucche, Nuova Guinea
- Selenocosmia mittmannae (Barensteiner & Wehinger, 2005) — Nuova Guinea
- Selenocosmia obscura Hirst, 1909 — Borneo
- Selenocosmia orophila (Thorell, 1897) — Myanmar
- Selenocosmia papuana Kulczynski, 1908 — Nuova Guinea
- Selenocosmia peerboomi (Schmidt, 1999) — Filippine
- Selenocosmia pritami Dyal, 1935 — Pakistan
- Selenocosmia raciborskii Kulczynski, 1908 — Giava
- Selenocosmia samarae (Giltay, 1935) — Filippine
- Selenocosmia similis Kulczynski, 1911 — Nuova Guinea
- Selenocosmia stirlingi Hogg, 1901 — Australia
- Selenocosmia strenua (Thorell, 1881) — Nuova Guinea, Queensland
- Selenocosmia strubelli Strand, 1913 — Giava, Arcipelago delle Molucche o Nuova Guinea
- Selenocosmia subvulpina Strand, 1907 — Queensland
- Selenocosmia sutherlandi Gravely, 1935 — India
- Selenocosmia tahanensis Abraham, 1924 — Malaysia
- Selenocosmia valida (Thorell, 1881) — Nuova Guinea
- Selenocosmia xinhuaensis Zhu & Zhang, 2008 — Cina

### Selenotholus
Selenotholus Hogg, 1902
- Selenotholus foelschei Hogg, 1902 — Territorio del Nord (Australia)

### Selenotypus
Selenotypus Pocock, 1895
- Selenotypus plumipes Pocock, 1895 — Queensland

### Tapinauchenius
Tapinauchenius Ausserer, 1871
- Tapinauchenius brunneus Schmidt, 1995 — Brasile

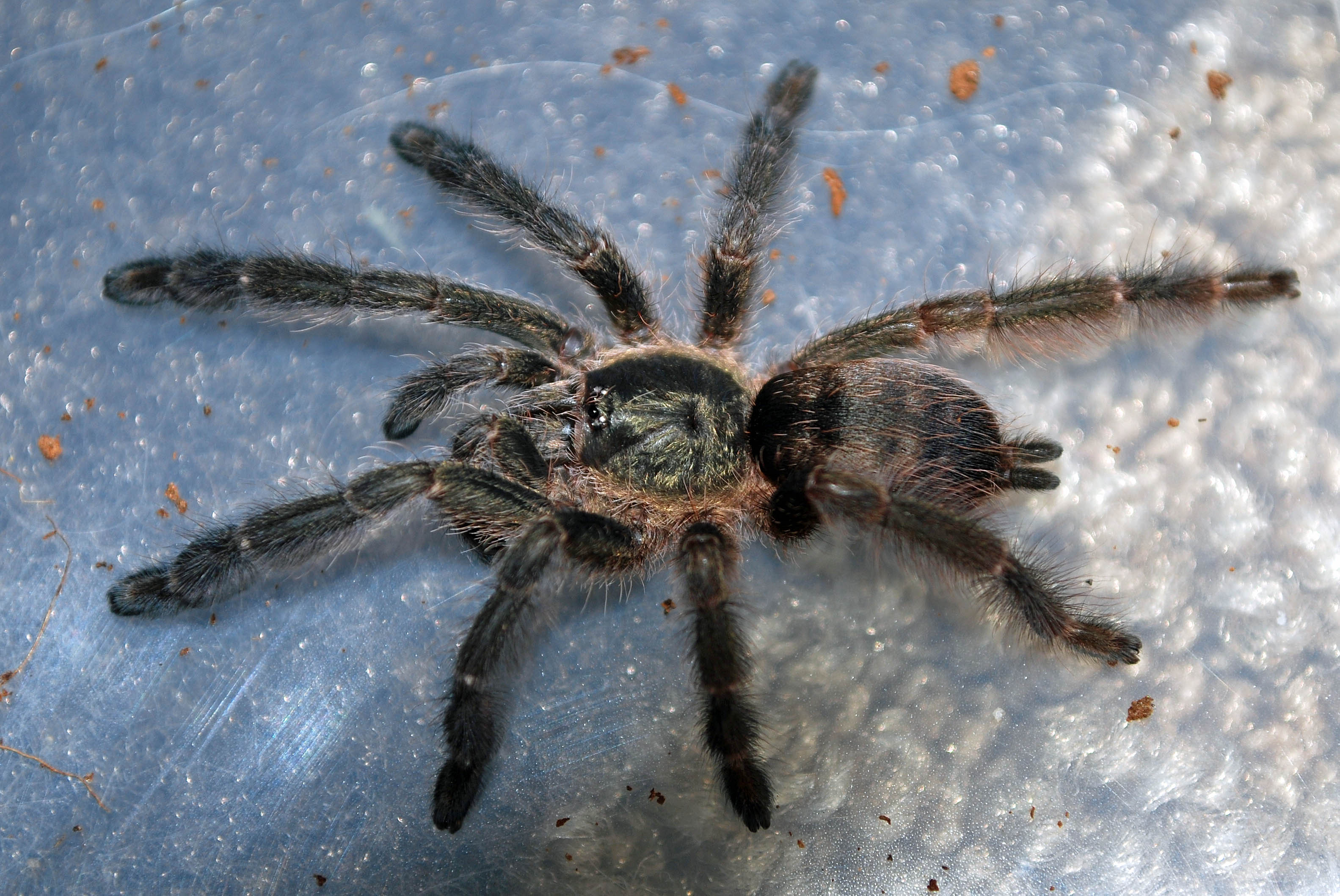
Tapinauchenius cupreus

- Tapinauchenius concolor (Caporiacco, 1947) — Guyana
- Tapinauchenius cupreus Schmidt & Bauer, 1996 — Ecuador
- Tapinauchenius elenae Schmidt, 1994 — Ecuador
- Tapinauchenius gigas Caporiacco, 1954 — Guiana francese
- Tapinauchenius latipes L. Koch, 1875 — Venezuela
- Tapinauchenius plumipes (C. L. Koch, 1842) — Suriname
- Tapinauchenius sanctivincenti (Walckenaer, 1837) — Isole Saint Vincent e Grenadine
- Tapinauchenius subcaeruleus Bauer & Antonelli, 1997 — Ecuador
- Tapinauchenius violaceus (Mello-Leitão, 1930) — Guyana francese, Brasile

## Selenogyrinae

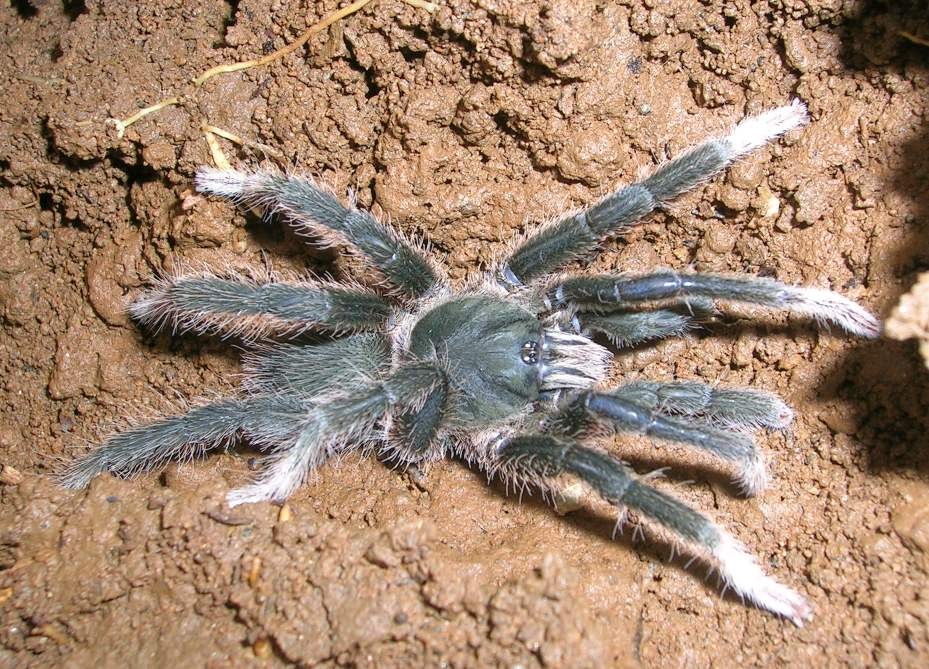
Annandaliella travancorica

La sottofamiglia Selenogyrinae è formata da tarantole dell'India e dell'Africa.

### Annandaliella
Annandaliella Hirst, 1909
- Annandaliella ernakulamensis Jose & Sebastian, 2008 — India
- Annandaliella pectinifera Gravely, 1935 — India
- Annandaliella travancorica Hirst, 1909 — India

### Euphrictus
Euphrictus Hirst, 1908
- Euphrictus spinosus Hirst, 1908 — Camerun
- Euphrictus squamosus (Benoit, 1965) — Congo

### Selenogyrus
Selenogyrus Pocock, 1897
- Selenogyrus africanus (Simon, 1887) — Costa d'Avorio
- Selenogyrus aureus Pocock, 1897 — Sierra Leone
- Selenogyrus austini Smith, 1990 — Sierra Leone
- Selenogyrus brunneus Strand, 1907 — Africa occidentale
- Selenogyrus caeruleus Pocock, 1897 — Sierra Leone

## Stromatopelminae
La sottofamiglia Stromatopelminae comprende tarantole arboricole dell'Africa occidentale.

### Encyocratella
Encyocratella Strand, 1907
- Encyocratella olivacea Strand, 1907 — Tanzania

### Heteroscodra
Heteroscodra Pocock, 1899
- Heteroscodra crassipes Hirst, 1907 — Camerun, Gabon

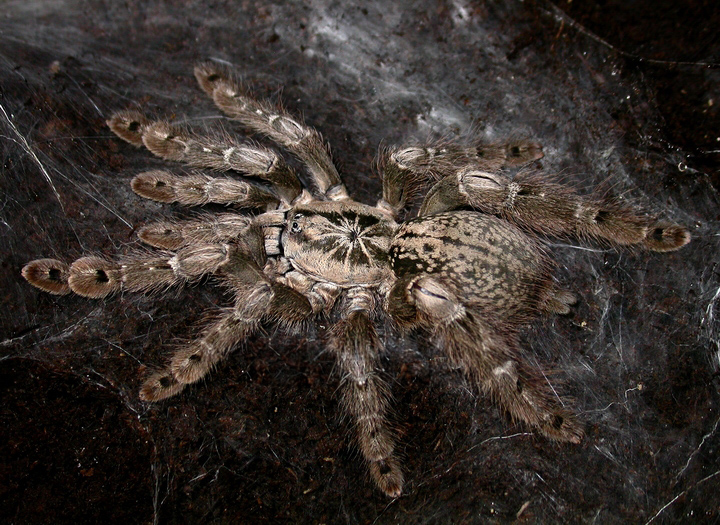
Heteroscodra maculata, femmina adulta

- Heteroscodra crassipes latithorax Strand, 1920 — Congo
- Heteroscodra maculata Pocock, 1899 — Africa occidentale e centrale

### Stromatopelma
Stromatopelma Karsch, 1881
- Stromatopelma batesi (Pocock, 1902) — Camerun, Congo
- Stromatopelma calceatum (Fabricius, 1793) — Africa occidentale
- Stromatopelma calceatum griseipes (Pocock, 1897) — Africa occidentale
- Stromatopelma fumigatum (Pocock, 1899) — Río Muni (Guinea Equatoriale)
- Stromatopelma pachipoda (Strand, 1908) — Camerun
- Stromatopelma satanas (Berland, 1917) — Gabon, Congo

## Theraphosinae
La sottofamiglia Theraphosinae comprende tarantole terrestri del Nuovo Mondo provviste di peli urticanti. La maggior parte dei ragni tenuti in casa come animali domestici appartiene a questa sottofamiglia.

### Acanthoscurria
Acanthoscurria Ausserer, 1871

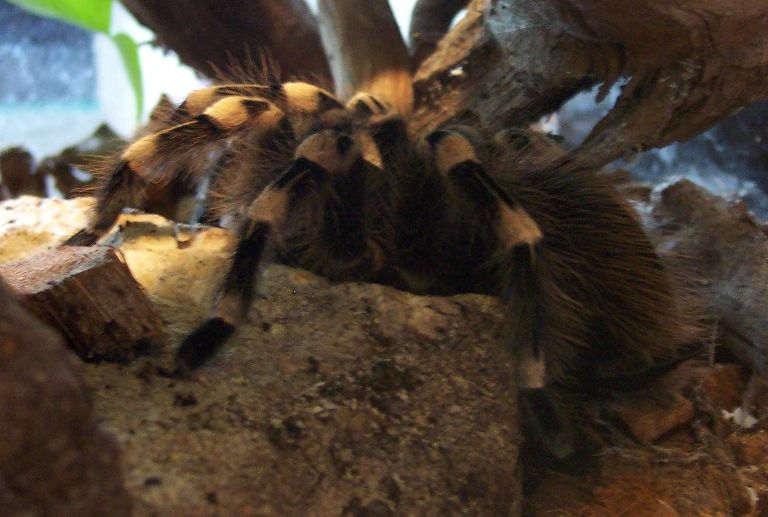
Acanthoscurria geniculata

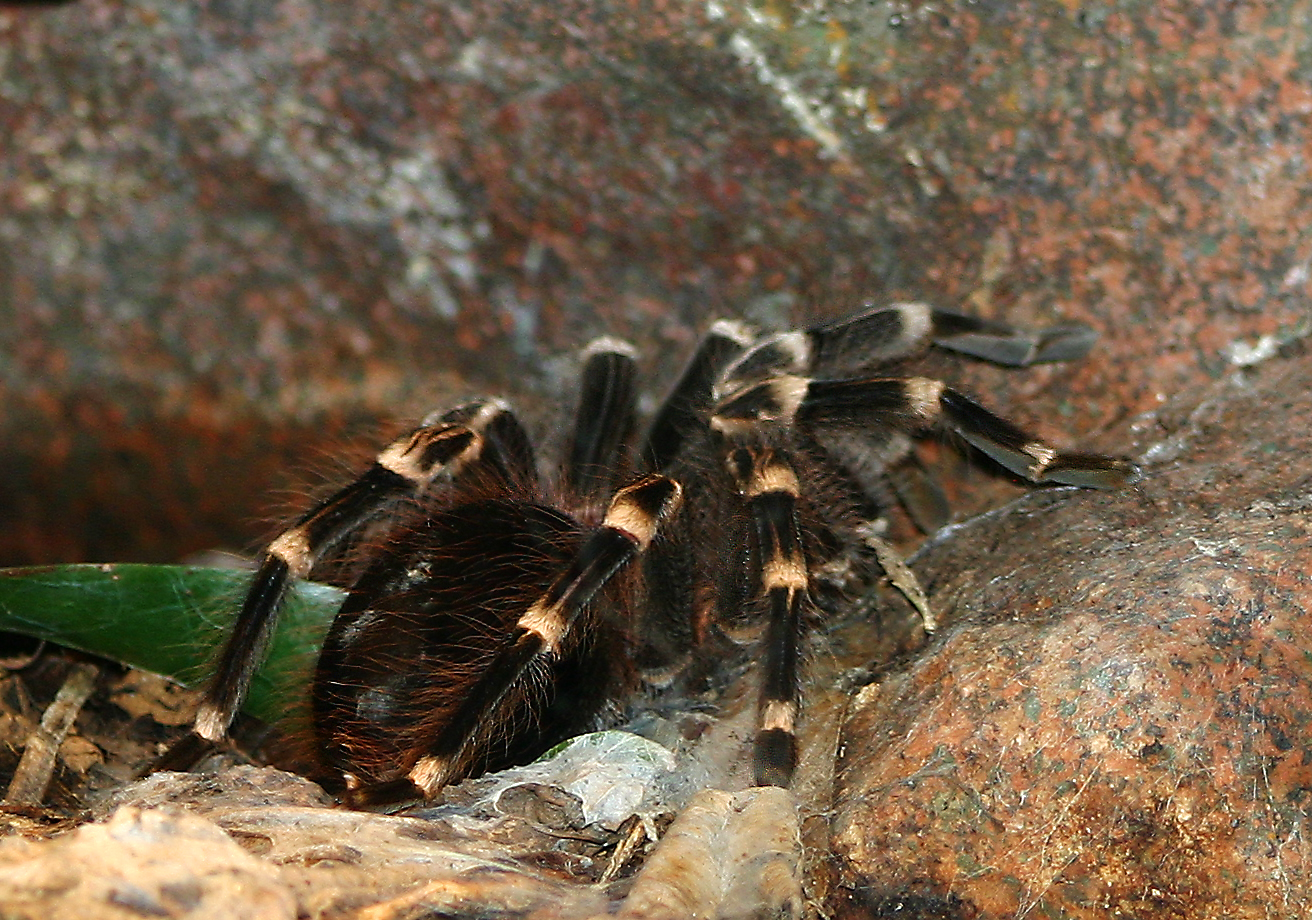
Acanthoscurria geniculata

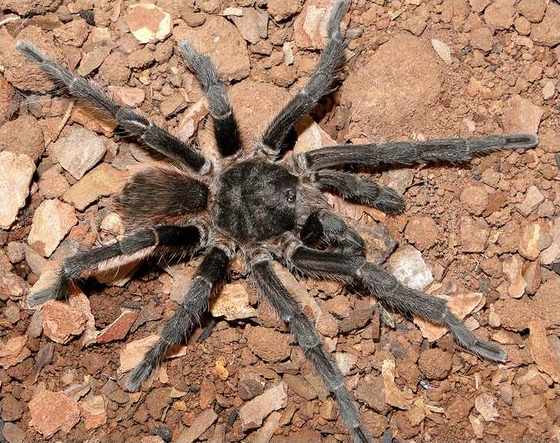
Acanthoscurria gomesiana, maschio

- Acanthoscurria acuminata Schmidt & Tesmoingt, 2005 — Bolivia, Brasile
- Acanthoscurria antillensis Pocock, 1903 — Piccole Antille
- Acanthoscurria bollei Schmidt, 2005 — Argentina, Uruguay
- Acanthoscurria borealis Schmidt & Peters, 2005 — Guatemala
- Acanthoscurria brocklehursti F. O. P.-Cambridge, 1896 — Brasile
- Acanthoscurria chacoana Brèthes, 1909 — Brasile, Bolivia, Paraguay, Argentina
- Acanthoscurria convexa (C. L. Koch, 1842) — Brasile
- Acanthoscurria cordubensis Thorell, 1894 — Argentina
- Acanthoscurria ferina Simon, 1892 — Perù, Bolivia, Brasile
- Acanthoscurria geniculata (C. L. Koch, 1841) — Brasile
- Acanthoscurria gomesiana Mello-Leitão, 1923 — Brasile
- Acanthoscurria hirsutissimasterni Schmidt, 2007 — Argentina
- Acanthoscurria insubtilis Simon, 1892 — Bolivia
- Acanthoscurria juruenicola Mello-Leitão, 1923 — Brasile
- Acanthoscurria maga Simon, 1892 — America meridionale
- Acanthoscurria minor Ausserer, 1871 — Guyana
- Acanthoscurria musculosa Simon, 1892 — Bolivia
- Acanthoscurria natalensis Chamberlin, 1917 — Brasile
- Acanthoscurria paulensis Mello-Leitão, 1923 — Brasile
- Acanthoscurria rhodothele Mello-Leitão, 1923 — Brasile
- Acanthoscurria simoensi Vol, 2000 — Guiana francese
- Acanthoscurria sternalis Pocock, 1903 — Bolivia, Paraguay, Argentina
- Acanthoscurria suina Pocock, 1903 — Argentina, Uruguay
- Acanthoscurria tarda Pocock, 1903 — Brasile
- Acanthoscurria theraphosoides (Doleschall, 1871) — Brasile
- Acanthoscurria transamazonica Piza, 1972 — Brasile
- Acanthoscurria turumban Rodríguez-Manzanilla & Bertani, 2010 — Venezuela
- Acanthoscurria urens Vellard, 1924 — Brasile
- Acanthoscurria xinguensis Timotheo, 1960 — Brasile

### Aenigmarachne
Aenigmarachne Schmidt, 2005
- Aenigmarachne sinapophysis Schmidt, 2005 — Costa Rica

### Agnostopelma
Agnostopelma Pérez-Miles & Weinmann, 2010
- Agnostopelma gardel Pérez-Miles & Weinmann, 2010 — Colombia
- Agnostopelma tota Pérez-Miles & Weinmann, 2010 — Colombia

### Ami
Ami Pérez-Miles, 2008
- Ami amazonica Jimenez & Bertani, 2008 — Colombia
- Ami bladesi Pérez-Miles, Gabriel & Gallon, 2008 — Panama
- Ami caxiuana Pérez-Miles, Miglio & Bonaldo, 2008 — Brasile
- Ami obscura (Ausserer, 1875) — Panama
- Ami pijaos Jimenez & Bertani, 2008 — Colombia
- Ami weinmanni Pérez-Miles, 2008 — Venezuela
- Ami yupanquii Pérez-Miles, Gabriel & Gallon, 2008 — Ecuador

### Aphonopelma
Aphonopelma Pocock, 1901
- Aphonopelma aberrans (Chamberlin, 1917) — Cile
- Aphonopelma anax (Chamberlin, 1940) — USA

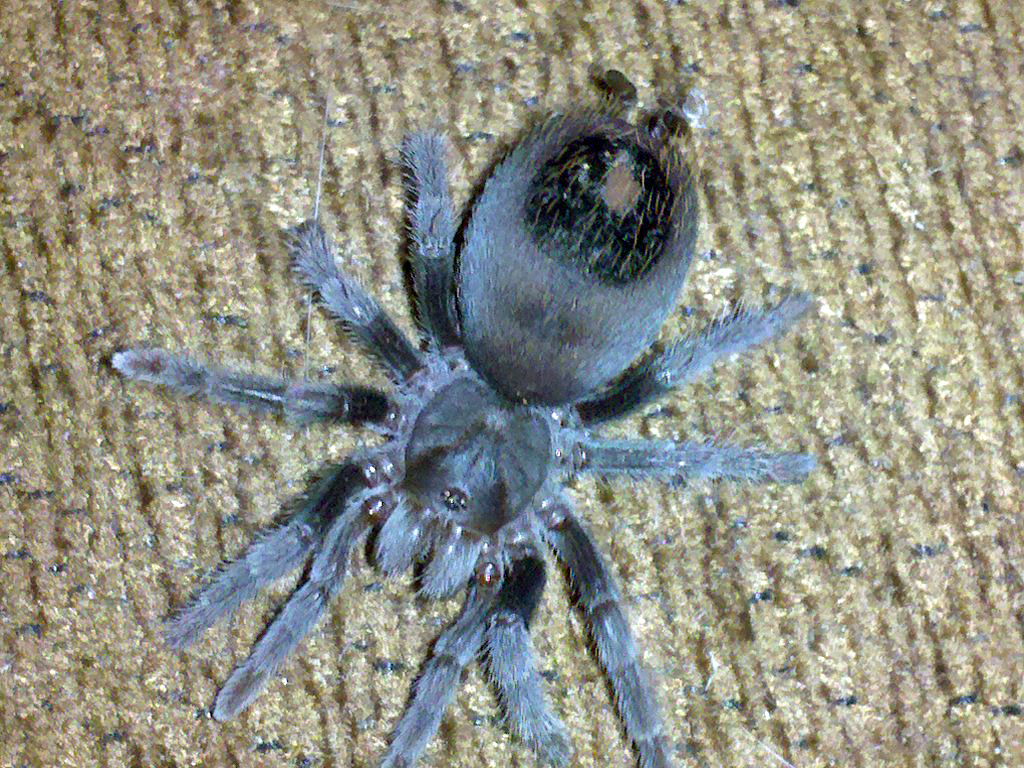
Aphonopelma behlei

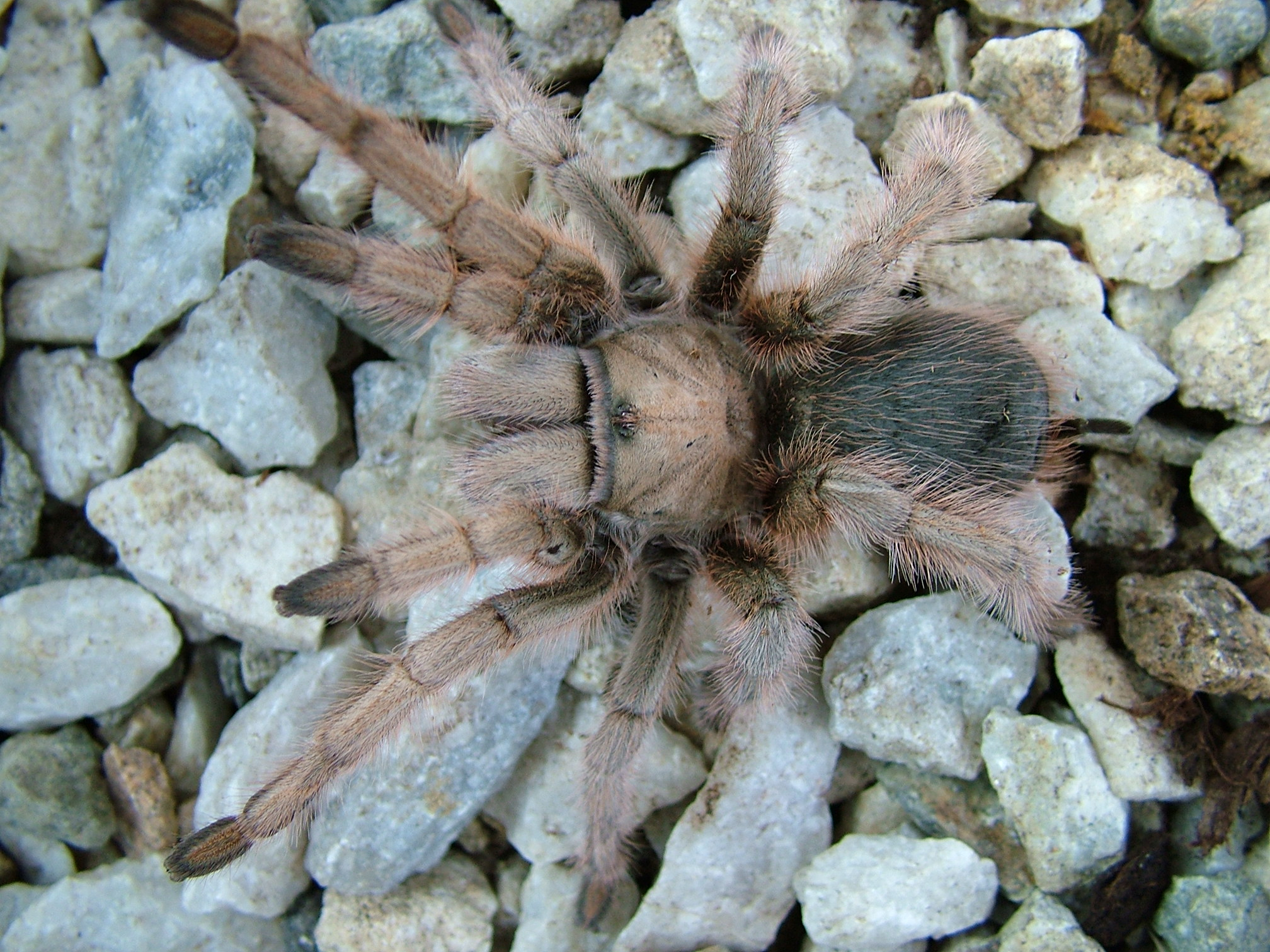
Aphonopelma chalcodes

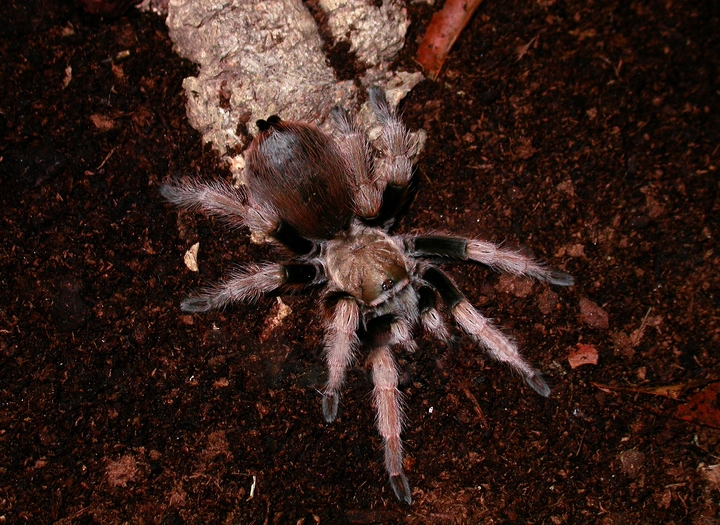
Aphonopelma clarki

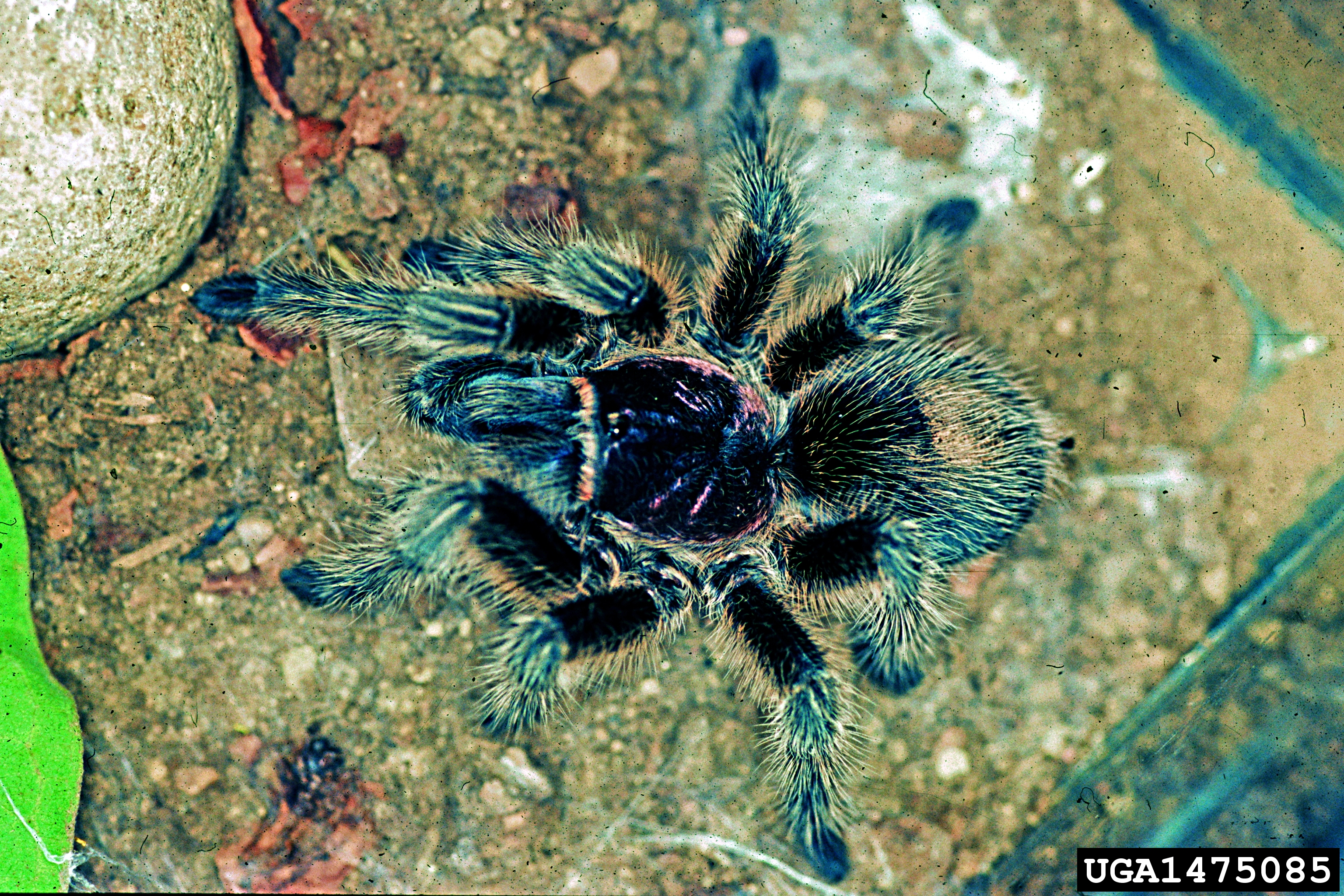
Aphonopelma hentzi

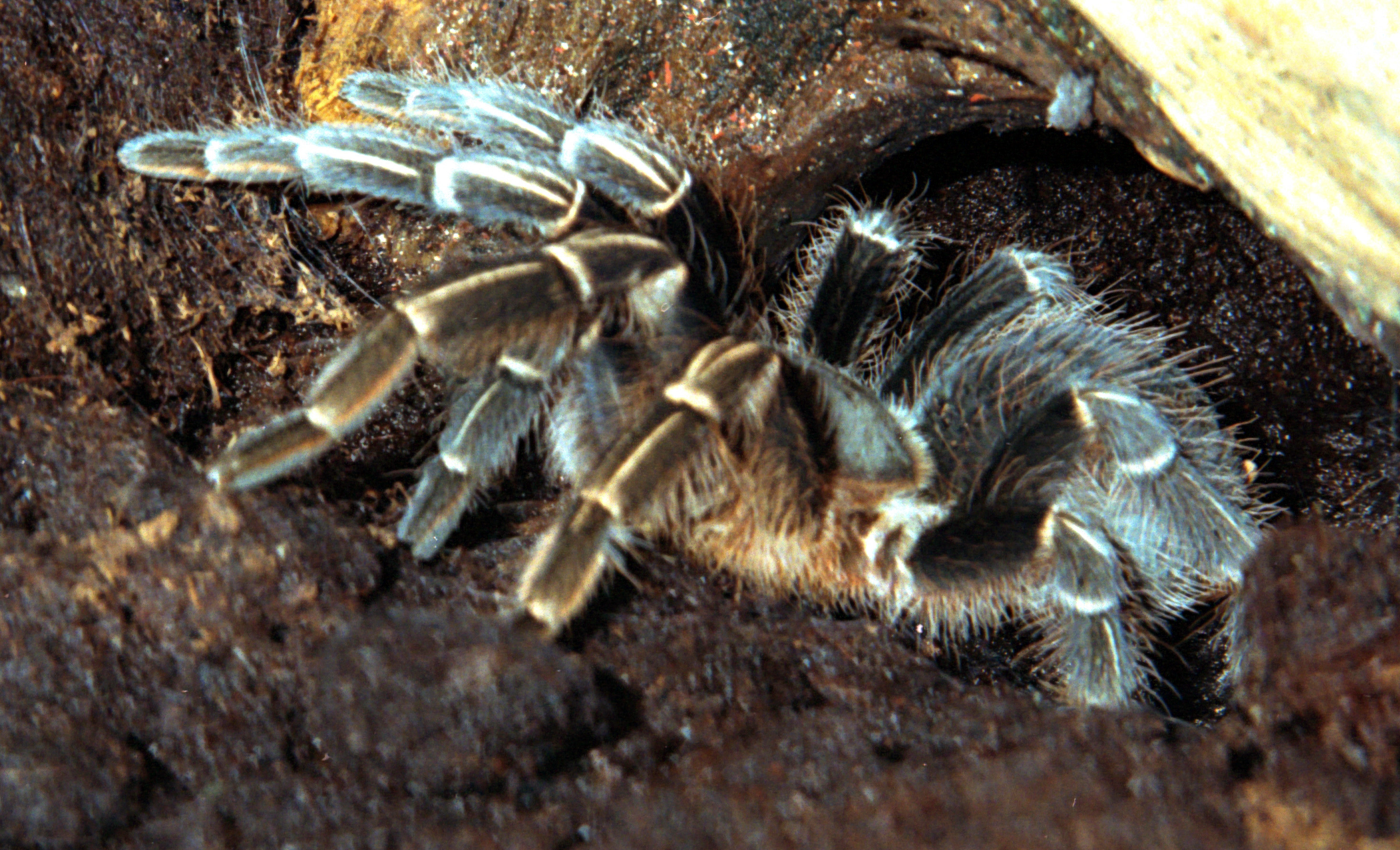
Aphonopelma seemanni, esemplare subadulto

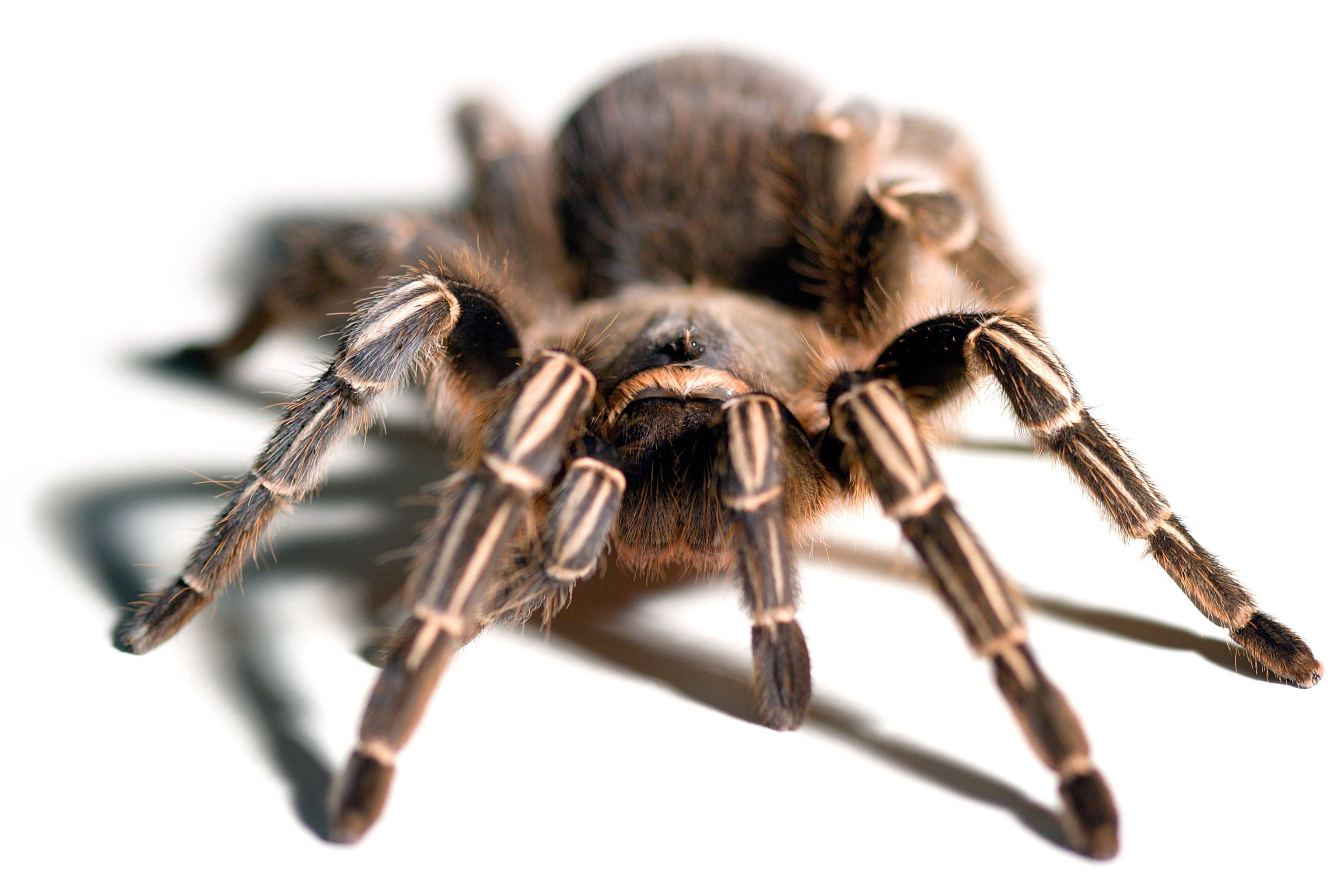
Aphonopelma seemanni, vista frontale

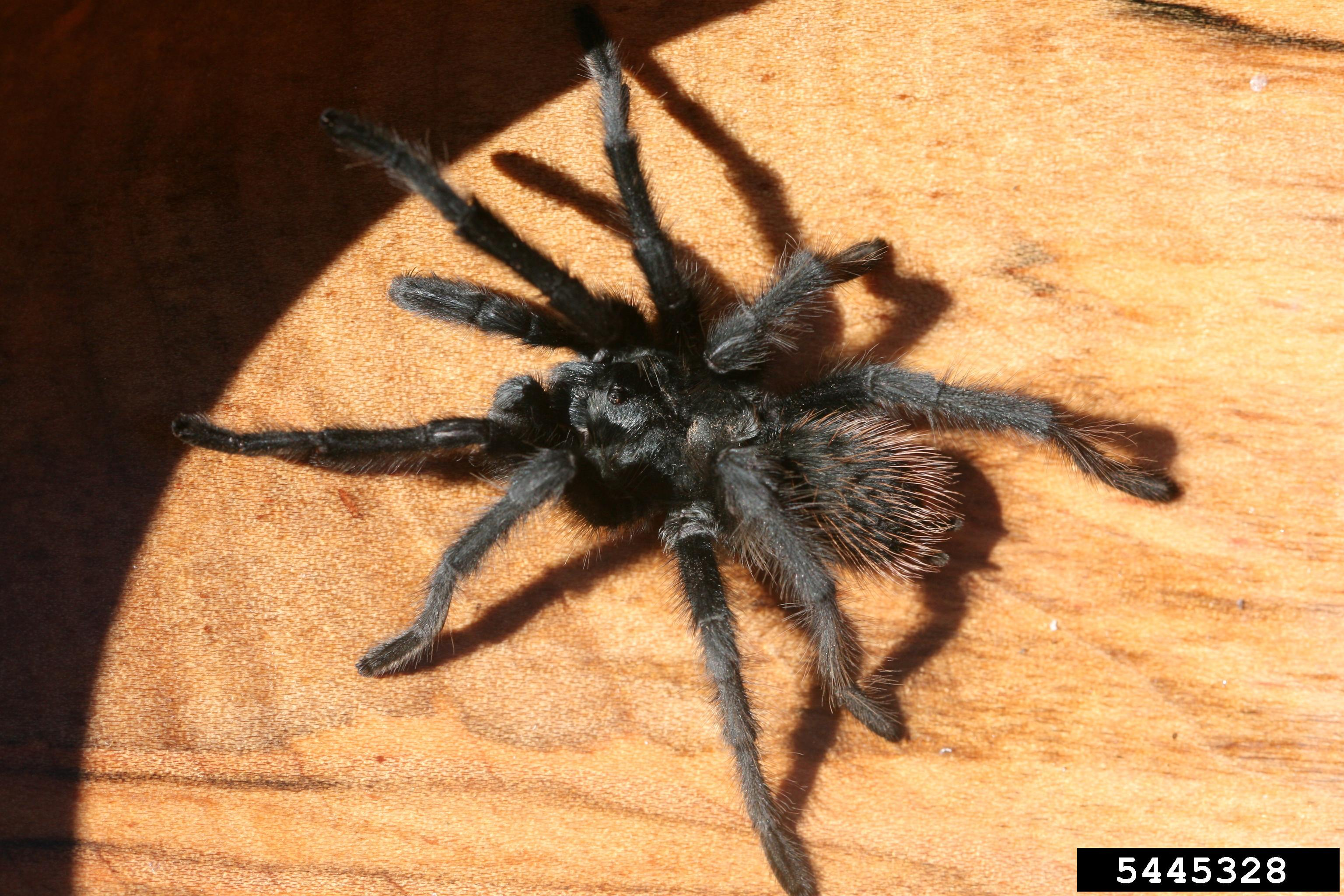
Aphonopelma vogelae

- Aphonopelma anitahoffmannae Locht et al., 2005 — Messico
- Aphonopelma apacheum Chamberlin, 1940 — USA
- Aphonopelma armada (Chamberlin, 1940) — USA
- Aphonopelma arnoldi Smith, 1995 — USA
- Aphonopelma baergi Chamberlin, 1940 — USA
- Aphonopelma behlei Chamberlin, 1940 — USA
- Aphonopelma belindae Gabriel, 2011 — Panama
- Aphonopelma bicoloratum Struchen, Brändle & Schmidt, 1996 — Messico
- Aphonopelma bistriatum (C. L. Koch, 1838) — Brasile
- Aphonopelma braunshausenii Tesmoingt, 1996 — Messico
- Aphonopelma breenei Smith, 1995 — USA
- Aphonopelma brunnius Chamberlin, 1940 — USA
- Aphonopelma burica Valerio, 1980 — Costa Rica
- Aphonopelma caniceps (Simon, 1891) — Messico
- Aphonopelma chalcodes Chamberlin, 1940 — USA
- Aphonopelma chamberlini Smith, 1995 — USA
- Aphonopelma chambersi Smith, 1995 — USA
- Aphonopelma clarki Smith, 1995 — USA
- Aphonopelma clarum Chamberlin, 1940 — USA
- Aphonopelma coloradanum (Chamberlin, 1940) — USA
- Aphonopelma cookei Smith, 1995 — Messico
- Aphonopelma cratium Chamberlin, 1940 — USA
- Aphonopelma crinirufum (Valerio, 1980) — Costa Rica
- Aphonopelma crinitum (Pocock, 1901) — Messico
- Aphonopelma cryptethum Chamberlin, 1940 — USA
- Aphonopelma duplex (Chamberlin, 1925) — Messico
- Aphonopelma echinum (Chamberlin, 1940) — USA
- Aphonopelma eustathes (Chamberlin, 1940) — Messico
- Aphonopelma eutylenum Chamberlin, 1940 — USA
- Aphonopelma gabeli Smith, 1995 — USA
- Aphonopelma geotoma (Chamberlin, 1937) — Messico
- Aphonopelma gertschi Smith, 1995 — Messico
- Aphonopelma griseum Chamberlin, 1940 — Messico
- Aphonopelma gurleyi Smith, 1995 — USA
- Aphonopelma hageni (Strand, 1906) — Messico
- Aphonopelma harlingenum (Chamberlin, 1940) — USA
- Aphonopelma helluo (Simon, 1891) — Messico
- Aphonopelma hentzi (Girard, 1852) — USA
- Aphonopelma hesperum (Chamberlin, 1917) — Messico
- Aphonopelma heterops Chamberlin, 1940 — USA
- Aphonopelma hollyi Smith, 1995 — USA
- Aphonopelma iodius (Chamberlin & Ivie, 1939) — USA
- Aphonopelma iviei Smith, 1995 — USA
- Aphonopelma joshua Prentice, 1997 — USA
- Aphonopelma jungi Smith, 1995 — USA
- Aphonopelma lanceolatum (Simon, 1891) — Nicaragua
- Aphonopelma latens (Chamberlin, 1917) — El Salvador, Nicaragua
- Aphonopelma levii Smith, 1995 — Messico
- Aphonopelma lithodomum Chamberlin, 1940 — USA
- Aphonopelma marxi (Simon, 1891) — USA
- Aphonopelma minchi Smith, 1995 — USA
- Aphonopelma moderatum (Chamberlin & Ivie, 1939) — USA
- Aphonopelma mojave Prentice, 1997 — USA
- Aphonopelma mooreae Smith, 1995 — Messico
- Aphonopelma mordax (Ausserer, 1871) — USA
- Aphonopelma nayaritum Chamberlin, 1940 — Messico
- Aphonopelma odelli Smith, 1995 — USA
- Aphonopelma pallidum (F. O. P.-Cambridge, 1897) — Messico
- Aphonopelma paloma Prentice, 1993 — USA
- Aphonopelma pedatum (Strand, 1907) — Suriname
- Aphonopelma phanum Chamberlin, 1940 — USA
- Aphonopelma phasmus Chamberlin, 1940 — USA
- Aphonopelma platnicki Smith, 1995 — Messico
- Aphonopelma prosoicum Chamberlin, 1940 — Messico
- Aphonopelma punzoi Smith, 1995 — USA
- Aphonopelma radinum (Chamberlin & Ivie, 1939) — USA
- Aphonopelma reversum Chamberlin, 1940 — USA
- Aphonopelma rothi Smith, 1995 — USA
- Aphonopelma rubropilosum (Ausserer, 1871) — Brasile
- Aphonopelma ruedanum Chamberlin, 1940 — Messico
- Aphonopelma rusticum (Simon, 1891) — Messico
- Aphonopelma sandersoni Smith, 1995 — USA
- Aphonopelma schmidti Smith, 1995 — USA
- Aphonopelma sclerothrix (Valerio, 1980) — Costa Rica
- Aphonopelma seemanni (F. O. P.-Cambridge, 1897) — America centrale
- Aphonopelma serratum (Simon, 1891) — Messico
- Aphonopelma smithi Smith, 1995 — USA
- Aphonopelma stahnkei Smith, 1995 — USA
- Aphonopelma steindachneri (Ausserer, 1875) — USA
- Aphonopelma stoicum (Chamberlin, 1925) — Messico
- Aphonopelma sullivani Smith, 1995 — USA
- Aphonopelma texense (Simon, 1891) — USA
- Aphonopelma truncatum (F. O. P.-Cambridge, 1897) — Messico
- Aphonopelma vogelae Smith, 1995 — USA
- Aphonopelma vorhiesi (Chamberlin & Ivie, 1939) — USA
- Aphonopelma waconum (Chamberlin, 1940) — USA
- Aphonopelma wichitanum (Chamberlin, 1940) — USA
- Aphonopelma xanthochromum (Valerio, 1980) — Costa Rica
- Aphonopelma zionis Chamberlin, 1940 — USA

### Bonnetina
Bonnetina Vol, 2000
- Bonnetina alagoni Locht & Medina, 2008 — Messico
- Bonnetina aviae Estrada-Alvarez & Locht, 2011 — Messico
- Bonnetina cyaneifemur Vol, 2000 — Messico
- Bonnetina papalutlensis Mendoza, 2012 — Messico
- Bonnetina rudloffi Vol, 2001 — Messico
- Bonnetina tanzeri Schmidt, 2012 — Messico

### Brachypelma
Brachypelma Simon, 1891
- Brachypelma albiceps Pocock, 1903 — Messico
- Brachypelma albopilosum Valerio, 1980 — Costa Rica
- Brachypelma andrewi Schmidt, 1992 — località sconosciuta
- Brachypelma angustum Valerio, 1980 — Costa Rica
- Brachypelma annitha Tesmoingt, Cleton & Verdez, 1997 — Messico
- Brachypelma auratum Schmidt, 1992 — Messico

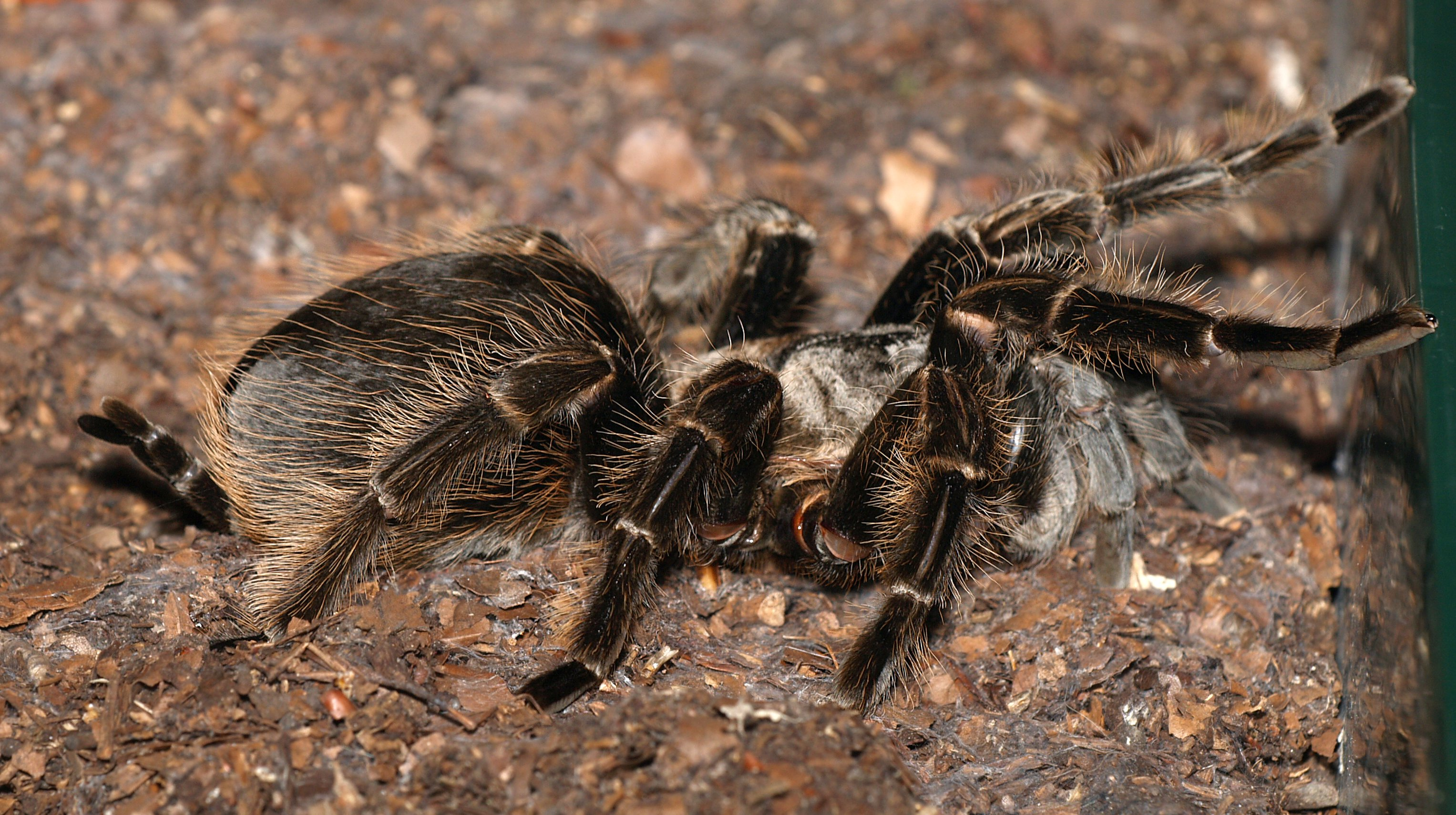
Brachypelma albopilosum

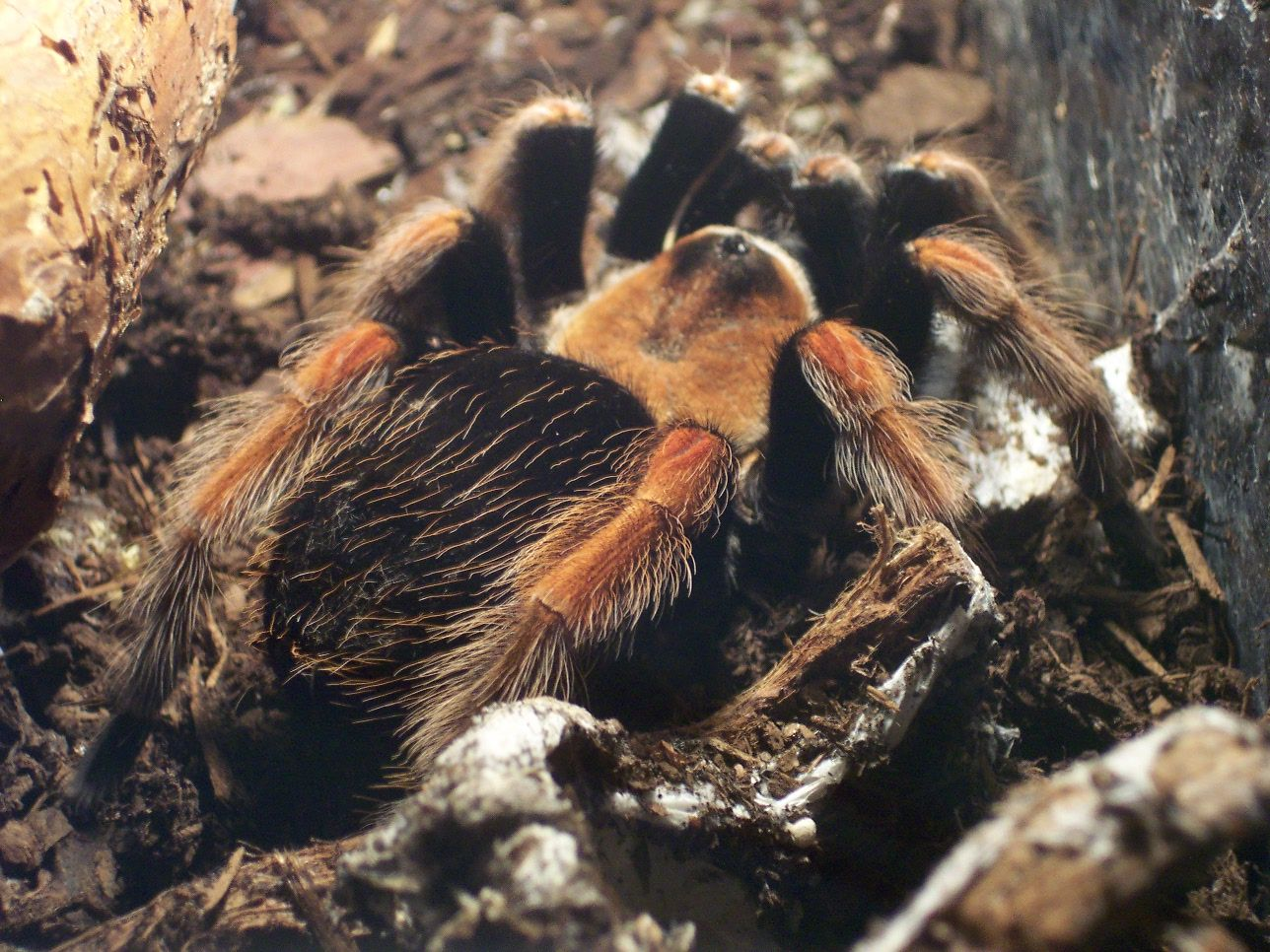
Brachypelma boehmei, femmina

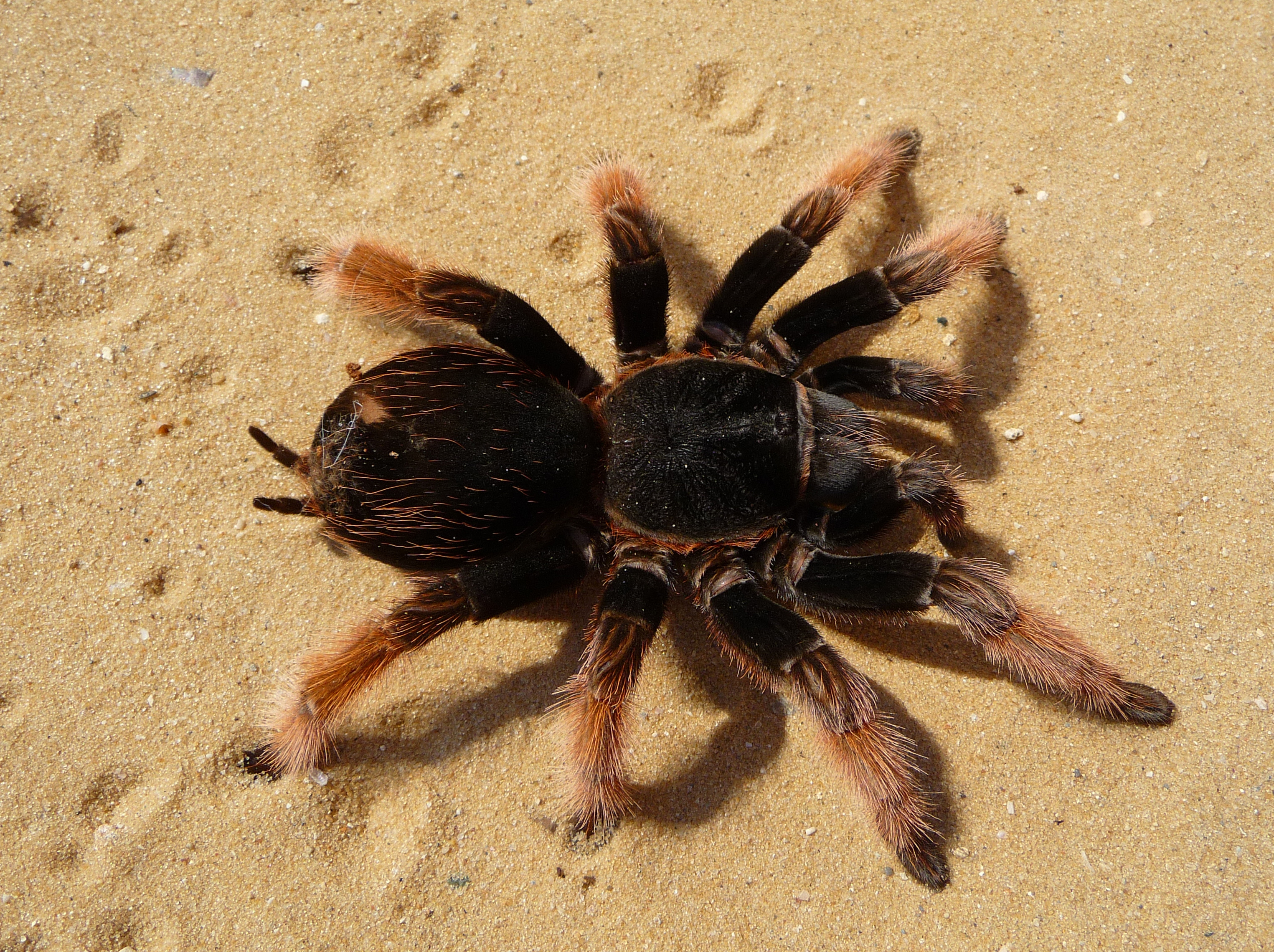
Brachypelma klaasi

- Brachypelma aureoceps (Chamberlin, 1917) — USA (probabilmente introdotto)
- Brachypelma baumgarteni Smith, 1993 — Messico
- Brachypelma boehmei Schmidt & Klaas, 1993 — Messico
- Brachypelma embrithes (Chamberlin & Ivie, 1936) — Panama
- Brachypelma emilia (White, 1856) — Messico
- Brachypelma epicureanum (Chamberlin, 1925) — Messico
- Brachypelma fossorium Valerio, 1980 — Costa Rica
- Brachypelma hamorii Tesmoingt, Cleton & Verdez, 1997 — Messico
- Brachypelma kahlenbergi Rudloff, 2008 — Messico
- Brachypelma klaasi (Schmidt & Krause, 1994) — Messico
- Brachypelma sabulosum (F. O. P.-Cambridge, 1897) — Guatemala
- Brachypelma schroederi Rudloff, 2003 — Messico
- Brachypelma smithi (F. O. P.-Cambridge, 1897) — Messico
- Brachypelma vagans (Ausserer, 1875) — Messico, America centrale
- Brachypelma verdezi Schmidt, 2003 — Messico

### Catanduba
Catanduba Yamamoto, Lucas & Brescovit, 2012
- Catanduba araguaya Yamamoto, Lucas & Brescovit, 2012 — Brasile
- Catanduba canabrava Yamamoto, Lucas & Brescovit, 2012 — Brasile
- Catanduba flavohirta (Simon, 1889) — Brasile
- Catanduba peruacu Yamamoto, Lucas & Brescovit, 2012 — Brasile
- Catanduba piauiensis Yamamoto, Lucas & Brescovit, 2012 — Brasile
- Catanduba simoni (Soares & Camargo, 1948) — Brasile
- Catanduba tuskae Yamamoto, Lucas & Brescovit, 2012 — Brasile

### Chromatopelma
Chromatopelma Schmidt, 1995

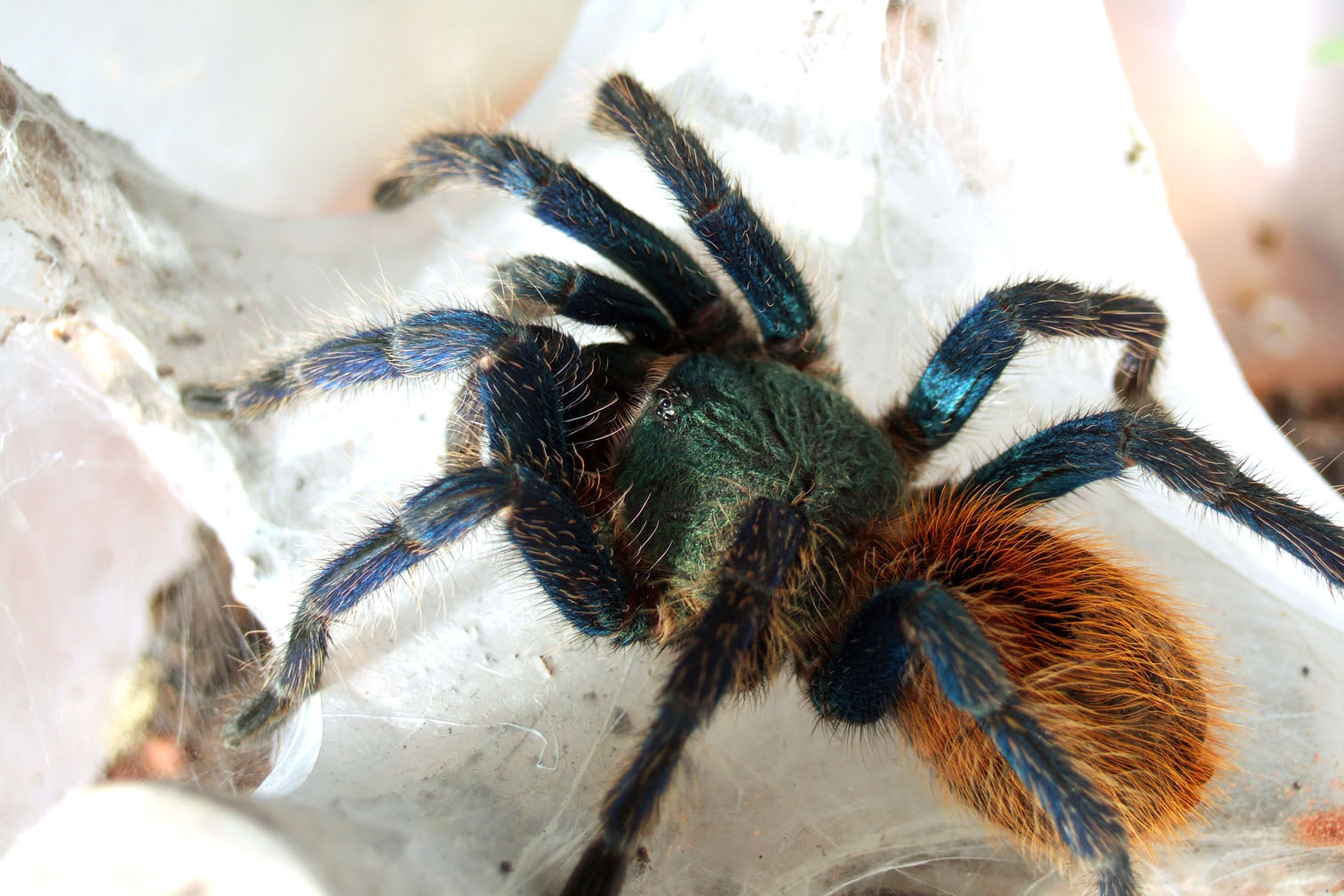
Chromatopelma cyaneopubescens

- Chromatopelma cyaneopubescens (Strand, 1907) — Venezuela

### Citharacanthus
Citharacanthus Pocock, 1901
- Citharacanthus alayoni Rudloff, 1995 — Cuba
- Citharacanthus cyaneus (Rudloff, 1994) — Cuba
- Citharacanthus livingstoni Schmidt & Weinmann, 1996 — Guatemala
- Citharacanthus longipes (F. O. P.-Cambridge, 1897) — Messico, America centrale
- Citharacanthus meermani Reichling & West, 2000 — Belize
- Citharacanthus niger Franganillo, 1931 — Cuba
- Citharacanthus sargi (Strand, 1907) — Guatemala
- Citharacanthus spinicrus (Latreille, 1819) — Cuba, Hispaniola

### Clavopelma
Clavopelma Chamberlin, 1940
- Clavopelma tamaulipeca (Chamberlin, 1937) — Messico

### Cotztetlana
Cotztetlana Mendoza, 2012
- Cotztetlana omiltemi Mendoza, 2012 — Messico

### Crassicrus
Crassicrus Reichling & West, 1996
- Crassicrus lamanai Reichling & West, 1996 — Belize

### Cubanana
Cubanana Ortiz, 2008
- Cubanana cristinae Ortiz, 2008 — Cuba

### Cyclosternum
Cyclosternum Ausserer, 1871
- Cyclosternum bicolor (Schiapelli & Gerschman, 1945) — Brasile
- Cyclosternum fasciatum (O. P.-Cambridge, 1892) — Costa Rica
- Cyclosternum garbei (Mello-Leitão, 1923) — Brasile
- Cyclosternum gaujoni Simon, 1889 — Ecuador
- Cyclosternum janthinum (Simon, 1889) — Ecuador
- Cyclosternum kochi (Ausserer, 1871) — Venezuela
- Cyclosternum macropus (Ausserer, 1875) — Messico
- Cyclosternum obesum (Simon, 1892) — Brasile
- Cyclosternum obscurum Simon, 1891 — Messico

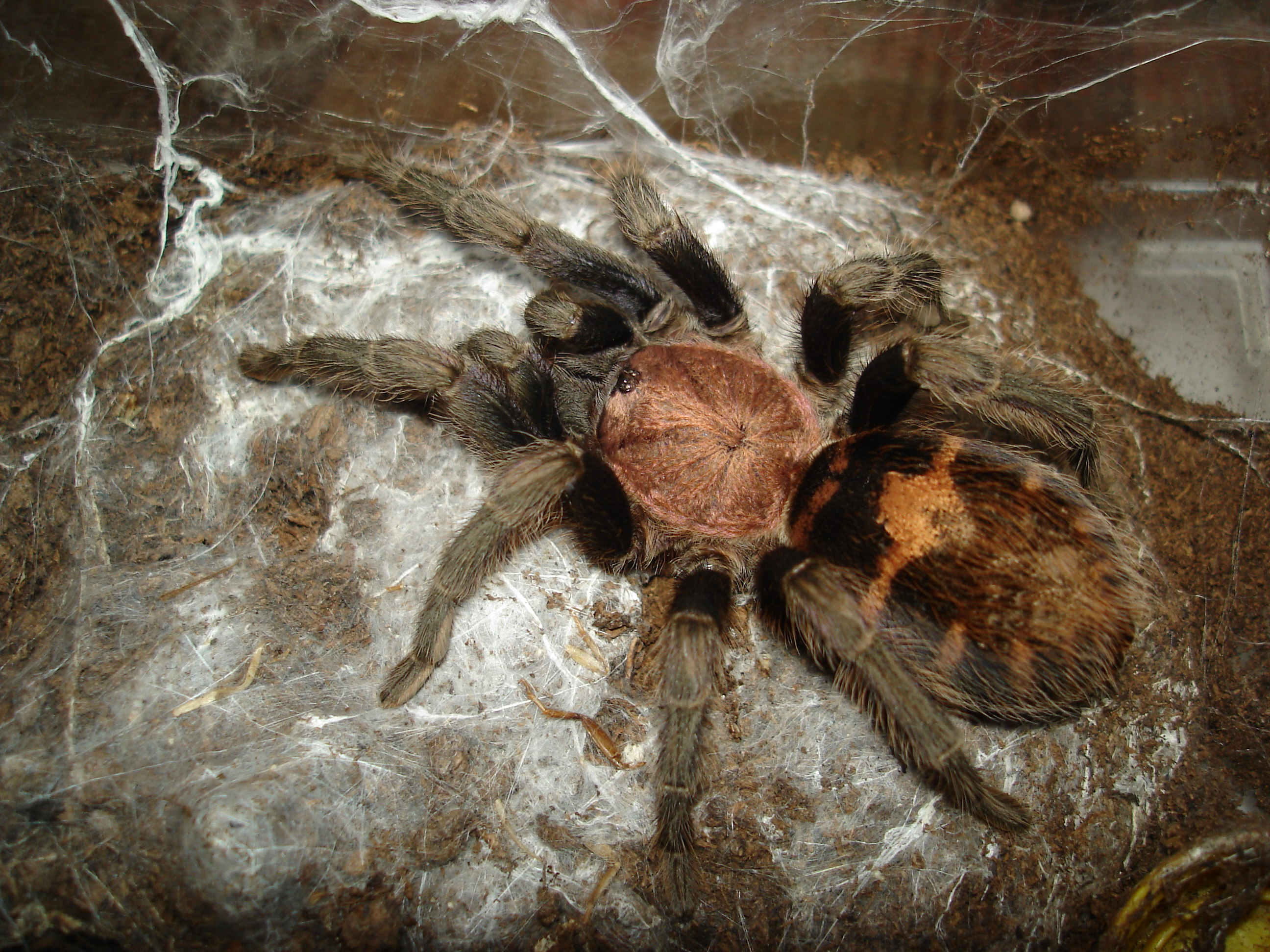
Cyclosternum fasciatum, femmina adulta

- Cyclosternum palomeranum West, 2000 — Messico
- Cyclosternum pentalore (Simon, 1888) — Guatemala
- Cyclosternum rufohirtum (Simon, 1889) — Venezuela
- Cyclosternum schmardae Ausserer, 1871 — Colombia, Ecuador
- Cyclosternum spinopalpus (Schaefer, 1996) — Paraguay
- Cyclosternum viridimonte Valerio, 1982 — Costa Rica

### Cyriocosmus
Cyriocosmus Simon, 1903
- Cyriocosmus bertae Pérez-Miles, 1998 — Brasile
- Cyriocosmus blenginii Pérez-Miles, 1998 — Bolivia
- Cyriocosmus chicoi Pérez-Miles, 1998 — Brasile

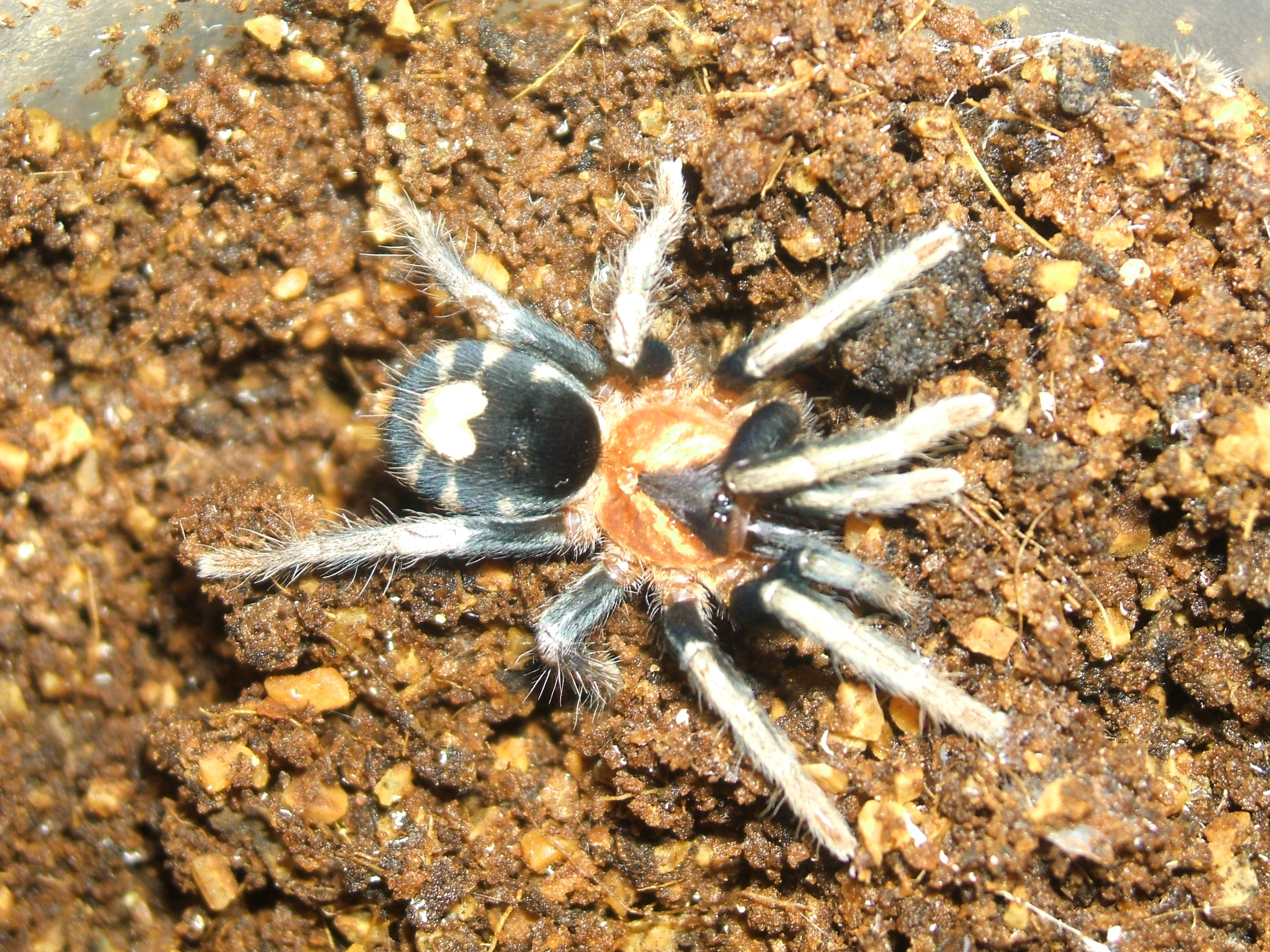
Cyriocosmus elegans, esemplare juvenile

- Cyriocosmus elegans (Simon, 1889) — Venezuela, Trinidad, Tobago
- Cyriocosmus fasciatus (Mello-Leitão, 1930) — Brasile
- Cyriocosmus fernandoi Fukushima, Bertani & da Silva, 2005 — Brasile
- Cyriocosmus leetzi Vol, 1999 — Colombia
- Cyriocosmus nogueiranetoi Fukushima, Bertani & da Silva, 2005 — Brasile
- Cyriocosmus perezmilesi Kaderka, 2007 — Bolivia
- Cyriocosmus pribiki Pérez-Miles & Weinmann, 2009 — Perù
- Cyriocosmus ritae Pérez-Miles, 1998 — Perù, Brasile
- Cyriocosmus sellatus (Simon, 1889) — Perù, Brasile
- Cyriocosmus venezuelensis Kaderka, 2010 — Venezuela
- Cyriocosmus versicolor (Simon, 1897) — Paraguay, Argentina

### Cyrtopholis
Cyrtopholis Simon, 1892
- Cyrtopholis agilis Pocock, 1903 — Hispaniola
- Cyrtopholis anacanta Franganillo, 1935 — Cuba
- Cyrtopholis annectans Chamberlin, 1917 — Barbados

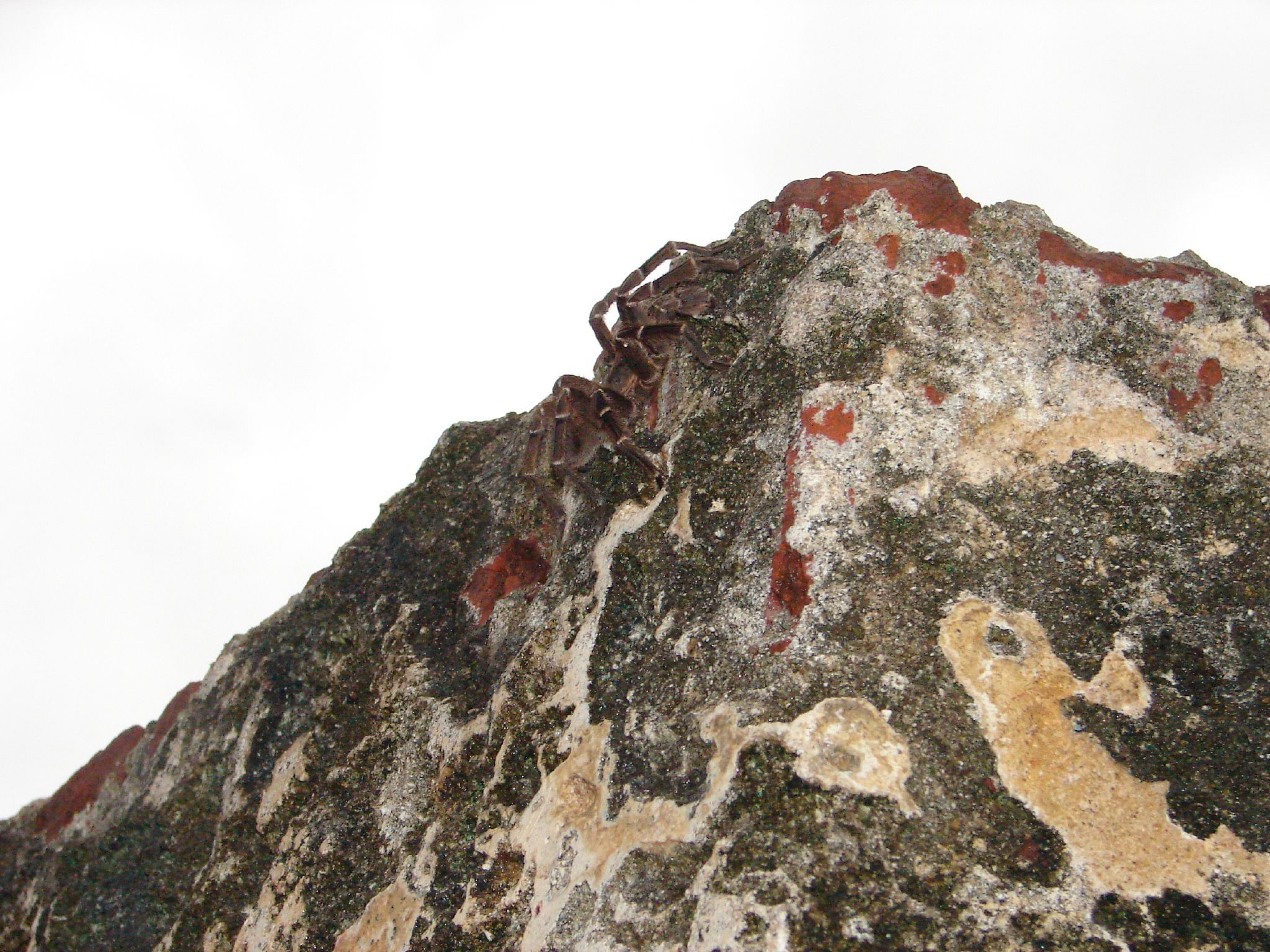
Cyrtopholis portoricae

- Cyrtopholis bartholomaei (Latreille, 1832) — Saint Thomas (Isole Vergini, mar dei Caraibi), Antigua
- Cyrtopholis bonhotei (F. O. P.-Cambridge, 1901) — Isole Bahama
- Cyrtopholis bryantae Rudloff, 1995 — Cuba
- Cyrtopholis culebrae (Petrunkevitch, 1929) — Porto Rico
- Cyrtopholis cursor (Ausserer, 1875) — Hispaniola
- Cyrtopholis femoralis Pocock, 1903 — Montserrat (Piccole Antille, mar dei Caraibi)
- Cyrtopholis flavostriata Schmidt, 1995 — Isole Vergini (mar dei Caraibi)
- Cyrtopholis gibbosa Franganillo, 1936 — Cuba
- Cyrtopholis innocua (Ausserer, 1871) — Cuba
- Cyrtopholis intermedia (Ausserer, 1875) — America meridionale
- Cyrtopholis ischnoculiformis (Franganillo, 1926) — Cuba
- Cyrtopholis jamaicola Strand, 1908 — Giamaica
- Cyrtopholis major (Franganillo, 1926) — Cuba
- Cyrtopholis media Chamberlin, 1917 — Isola di Saint Kitts (Piccole Antille)
- Cyrtopholis meridionalis (Keyserling, 1891) — Brasile
- Cyrtopholis obsoleta (Franganillo, 1935) — Cuba
- Cyrtopholis palmarum Schiapelli & Gerschman, 1945 — Brasile
- Cyrtopholis plumosa Franganillo, 1931 — Cuba
- Cyrtopholis portoricae Chamberlin, 1917 — Porto Rico
- Cyrtopholis ramsi Rudloff, 1995 — Cuba
- Cyrtopholis regibbosa Rudloff, 1994 — Cuba
- Cyrtopholis respina Franganillo, 1935 — Cuba
- Cyrtopholis schmidti Rudloff, 1996 — Brasile
- Cyrtopholis unispina Franganillo, 1926 — Cuba
- Cyrtopholis zorodes Mello-Leitão, 1923 — Brasile

### Euathlus
Euathlus Ausserer, 1875

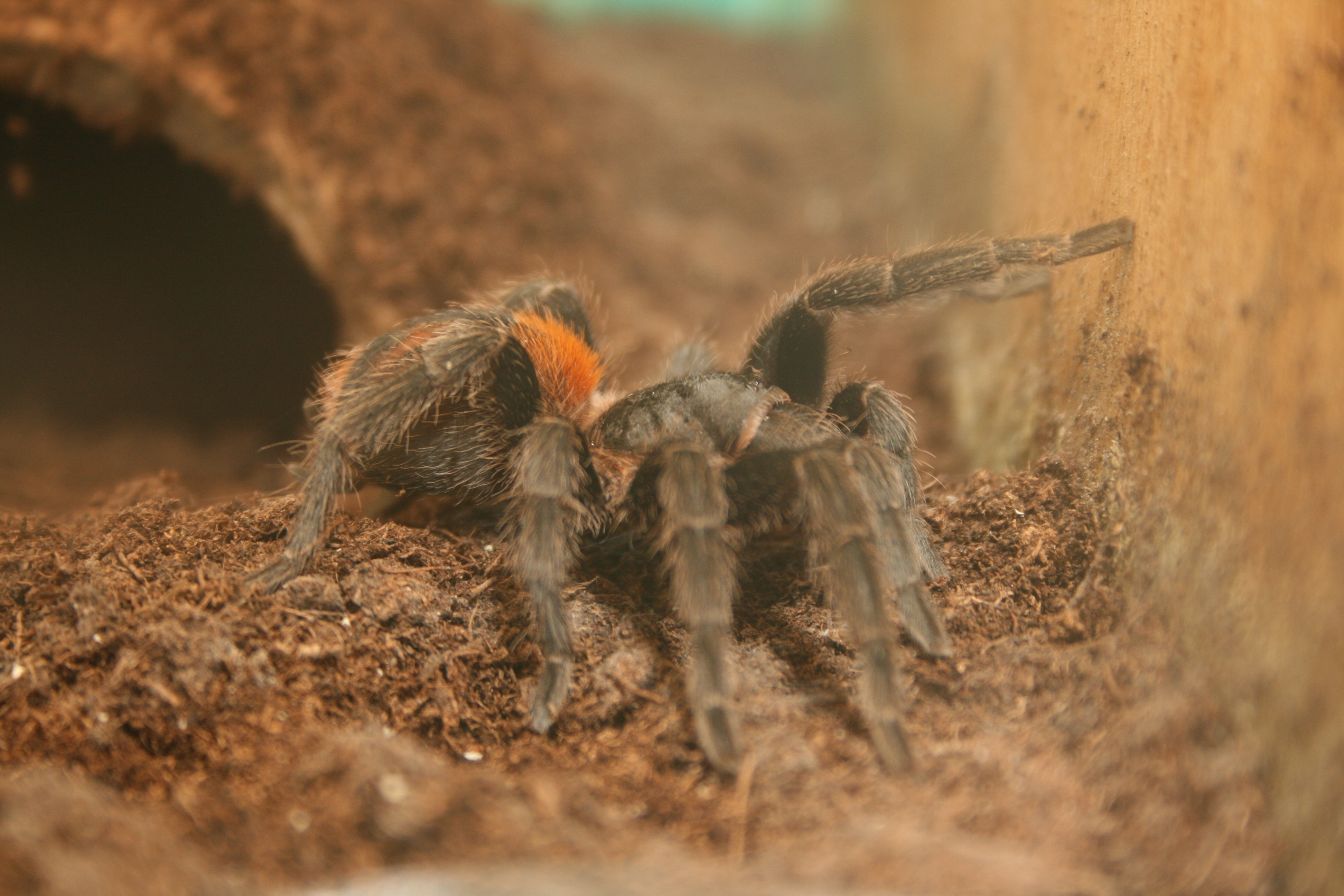
Euathlus sp.

- Euathlus pulcherrimaklaasi (Schmidt, 1991) — Ecuador
- Euathlus truculentus L. Koch, 1875 — Cile, Argentina
- Euathlus vulpinus (Karsch, 1880) — Cile
- Euathlus vulpinus ater (Donoso, 1957) - Cile

### Eupalaestrus
Eupalaestrus Pocock, 1901
- Eupalaestrus campestratus (Simon, 1891) — Brasile, Paraguay, Argentina
- Eupalaestrus guyanus (Simon, 1892) — Guyana
- Eupalaestrus larae Ferretti & Barneche, 2012 — Argentina
- Eupalaestrus spinosissimus Mello-Leitão, 1923 — Brasile
- Eupalaestrus weijenberghi (Thorell, 1894) — Brasile, Uruguay, Argentina

### Grammostola
Grammostola Simon, 1892
- Grammostola actaeon (Pocock, 1903) — Brasile, Uruguay
- Grammostola alticeps (Pocock, 1903) — Uruguay
- Grammostola andreleetzi Vol, 2008 — Uruguay

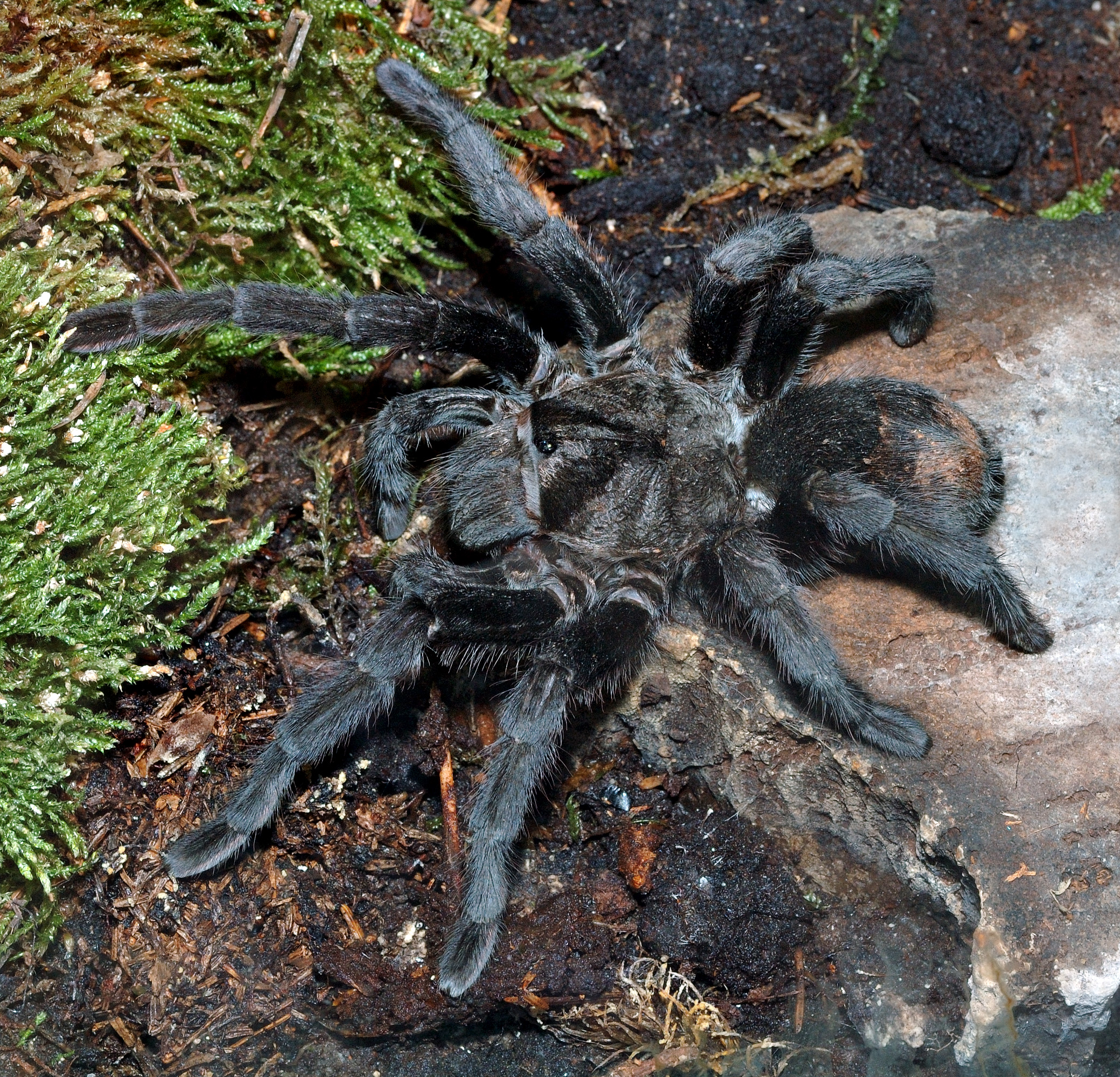
Grammostola pulchra

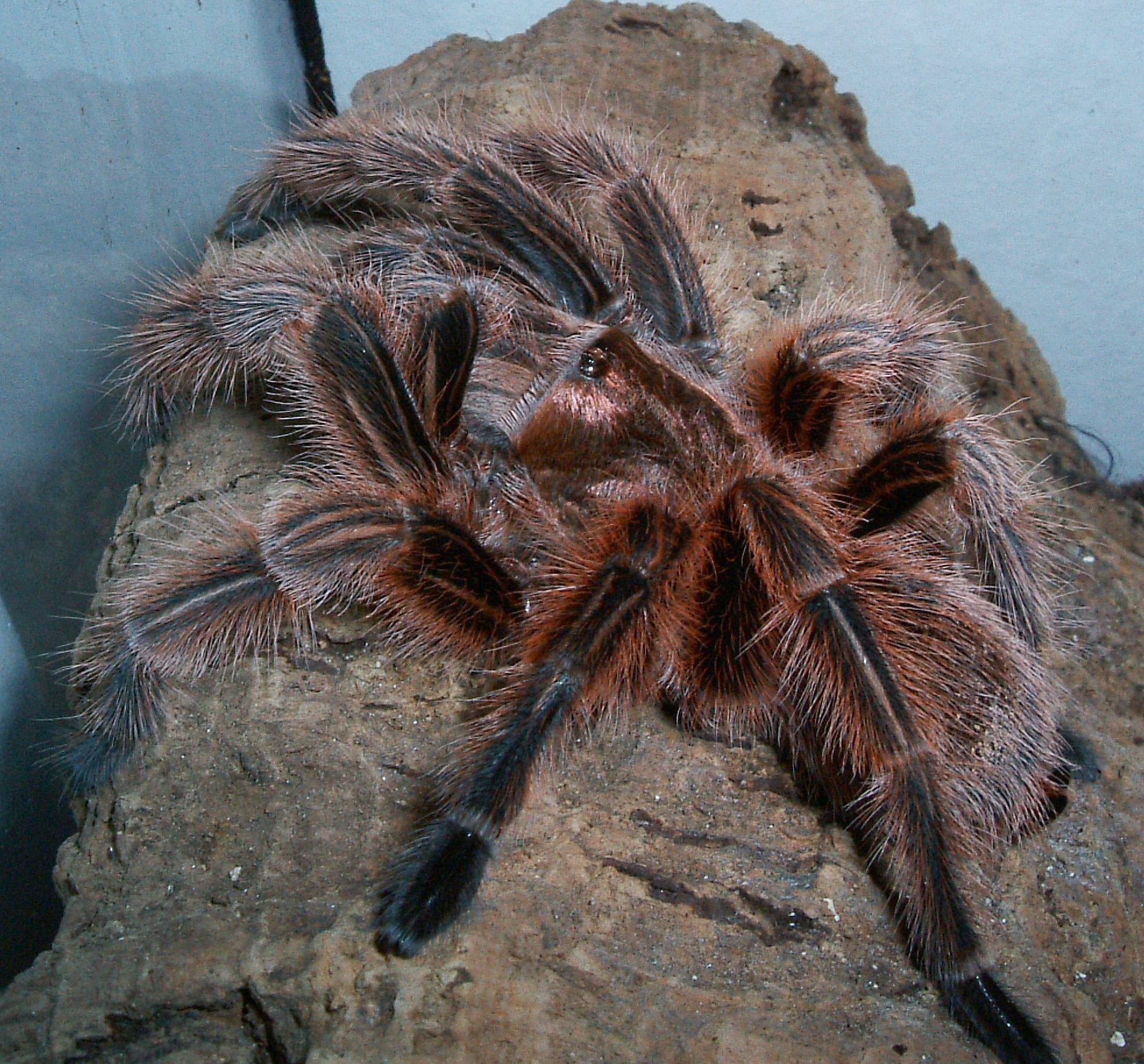
Grammostola rosea, femmina adulta

- Grammostola anthracina (C. L. Koch, 1842) — Brazil, Uruguay, Paraguay, Argentina
- Grammostola borelli (Simon, 1897) — Paraguay
- Grammostola burzaquensis Ibarra, 1946 — Argentina
- Grammostola chalcothrix Chamberlin, 1917 — Argentina
- Grammostola doeringi (Holmberg, 1881) — Argentina
- Grammostola fossor Schmidt, 2001 — Argentina
- Grammostola gossei (Pocock, 1899) — Argentina
- Grammostola grossa (Ausserer, 1871) — Brasile, Paraguay, Uruguay, Argentina
- Grammostola iheringi (Keyserling, 1891) — Brasile
- Grammostola inermis Mello-Leitão, 1941 — Argentina
- Grammostola mendozae (Strand, 1907) — Argentina
- Grammostola monticola (Strand, 1907) — Bolivia
- Grammostola porteri (Mello-Leitão, 1936) — Cile
- Grammostola pulchra Mello-Leitão, 1921 — Brasile
- Grammostola pulchripes (Simon, 1891) — Paraguay, Argentina
- Grammostola rosea (Walckenaer, 1837) — Bolivia, Cile, Argentina
- Grammostola vachoni Schiapelli & Gerschman, 1961 — Argentina

### Hapalopus

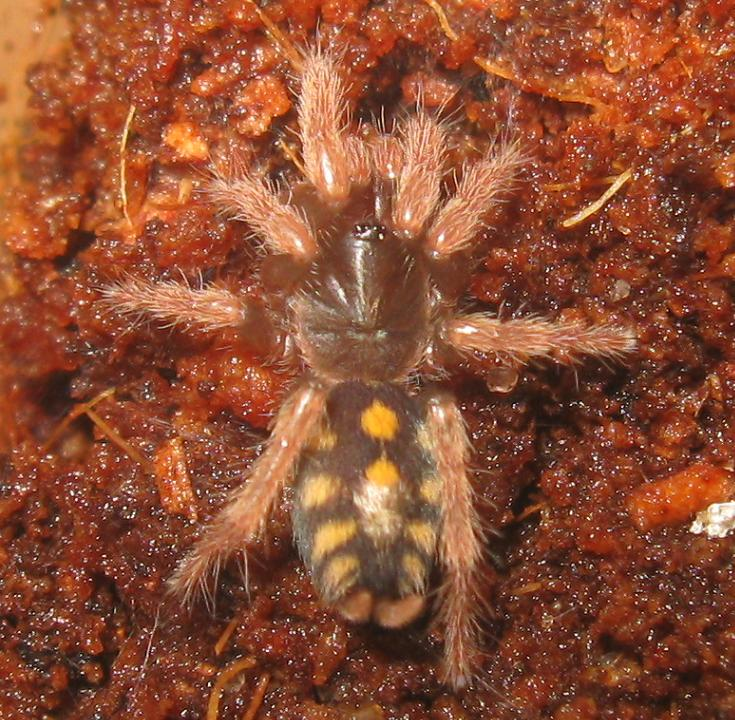
Hapalopus triseriatus, exuvia

Hapalopus Ausserer, 1875
- Hapalopus aldanus West, 2000 — Messico
- Hapalopus aymara Perdomo, Panzera & Pérez-Miles, 2009 — Bolivia
- Hapalopus butantan (Pérez-Miles, 1998) — Brasile
- Hapalopus formosus Ausserer, 1875 — Colombia
- Hapalopus guianensis Caporiacco, 1954 — Guiana francese
- Hapalopus lesleyae Gabriel, 2011 — Guyana
- Hapalopus nigriventris (Mello-Leitão, 1939) — Venezuela
- Hapalopus triseriatus Caporiacco, 1955 — Venezuela

### Hapalotremus
Hapalotremus Simon, 1903
- Hapalotremus albipes Simon, 1903 — Bolivia
- Hapalotremus cyclothorax (Mello-Leitão, 1923) — Brasile
- Hapalotremus exilis (Mello-Leitão, 1923) — Brasile
- Hapalotremus major (Chamberlin, 1916) — Perù
- Hapalotremus muticus (Mello-Leitão, 1923) — Brasile
- Hapalotremus scintillans (Mello-Leitão, 1929) — Brasile

### Hemirrhagus
Hemirrhagus Simon, 1903
- Hemirrhagus cervinus (Simon, 1891) — Messico
- Hemirrhagus chilango Pérez-Miles & Locht, 2003 — Messico
- Hemirrhagus coztic Pérez-Miles & Locht, 2003 — Messico
- Hemirrhagus elliotti (Gertsch, 1973) — Messico
- Hemirrhagus eros Pérez-Miles & Locht, 2003 — Messico
- Hemirrhagus gertschi Pérez-Miles & Locht, 2003 — Messico
- Hemirrhagus grieta (Gertsch, 1982) — Messico
- Hemirrhagus mitchelli (Gertsch, 1982) — Messico
- Hemirrhagus nahuanus (Gertsch, 1982) — Messico
- Hemirrhagus ocellatus Pérez-Miles & Locht, 2003 — Messico
- Hemirrhagus papalotl Pérez-Miles & Locht, 2003 — Messico
- Hemirrhagus perezmilesi García-Villafuerte & Locht, 2010 — Messico
- Hemirrhagus pernix (Ausserer, 1875) — Messico
- Hemirrhagus puebla (Gertsch, 1982) — Messico
- Hemirrhagus reddelli (Gertsch, 1973) — Messico
- Hemirrhagus stygius (Gertsch, 1971) — Messico

### Homoeomma
Homoeomma Ausserer, 1871
- Homoeomma brasilianum (Chamberlin, 1917) — Brasile
- Homoeomma elegans (Gerschman & Schiapelli, 1958) — Argentina
- Homoeomma familiare Bertkau, 1880 — Brasile
- Homoeomma hirsutum (Mello-Leitão, 1935) — Brasile
- Homoeomma humile Vellard, 1924 — Brasile
- Homoeomma montanum (Mello-Leitão, 1923) — Brasile
- Homoeomma nigrum (Walckenaer, 1837) — Brasile
- Homoeomma peruvianum (Chamberlin, 1916) — Perù
- Homoeomma pictum (Pocock, 1903) — Perù
- Homoeomma strabo (Simon, 1892) — Colombia, Brasile
- Homoeomma stradlingi O. P.-Cambridge, 1881 — Brasile
- Homoeomma uruguayense (Mello-Leitão, 1946) — Uruguay, Argentina
- Homoeomma villosum (Keyserling, 1891) — Brasile

### Lasiodora
Lasiodora C. L. Koch, 1850
- Lasiodora acanthognatha Mello-Leitão, 1921 — Brasile
- Lasiodora benedeni Bertkau, 1880 — Brasile
- Lasiodora boliviana (Simon, 1892) — Bolivia
- Lasiodora brevibulba (Valerio, 1980) — Costa Rica
- Lasiodora carinata (Valerio, 1980) — Costa Rica
- Lasiodora citharacantha Mello-Leitão, 1921 — Brasile
- Lasiodora cristata (Mello-Leitão, 1923) — Brasile
- Lasiodora cryptostigma Mello-Leitão, 1921 — Brasile
- Lasiodora curtior Chamberlin, 1917 — Brasile
- Lasiodora differens Chamberlin, 1917 — Brasile
- Lasiodora difficilis Mello-Leitão, 1921 — Brasile
- Lasiodora dolichosterna Mello-Leitão, 1921 — Brasile
- Lasiodora dulcicola Mello-Leitão, 1921 — Brasile

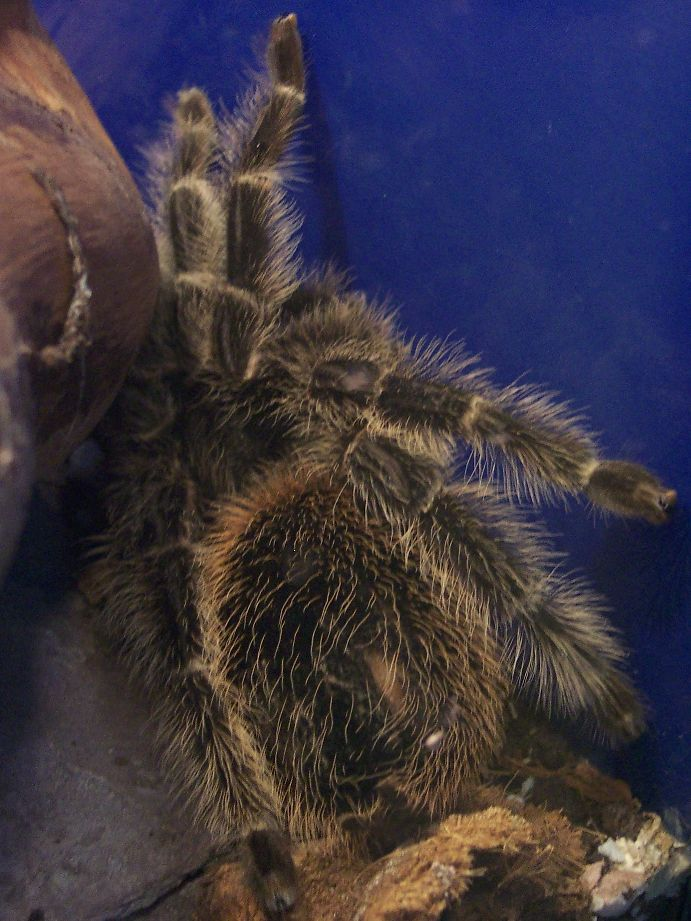
Lasiodora difficilis

- Lasiodora erythrocythara Mello-Leitão, 1921 — Brasile
- Lasiodora fallax (Bertkau, 1880) — Brasile
- Lasiodora fracta Mello-Leitão, 1921 — Brasile
- Lasiodora gutzkei (Reichling, 1997) — Belize
- Lasiodora icecu (Valerio, 1980) — Costa Rica
- Lasiodora isabellina (Ausserer, 1871) — Brasile
- Lasiodora itabunae Mello-Leitão, 1921 — Brasile
- Lasiodora klugi (C. L. Koch, 1841) — Brasile
- Lasiodora lakoi Mello-Leitão, 1943 — Brasile
- Lasiodora mariannae Mello-Leitão, 1921 — Brasile
- Lasiodora moreni (Holmberg, 1876) — Argentina
- Lasiodora panamana (Petrunkevitch, 1925) — Panama
- Lasiodora pantherina (Keyserling, 1891) — Brasile
- Lasiodora parahybana Mello-Leitão, 1917 — Brasile
- Lasiodora parvior (Chamberlin & Ivie, 1936) — Panama
- Lasiodora pleoplectra Mello-Leitão, 1921 — Brasile
- Lasiodora puriscal (Valerio, 1980) — Costa Rica
- Lasiodora rubitarsa (Valerio, 1980) — Costa Rica
- Lasiodora saeva (Walckenaer, 1837) — Uruguay
- Lasiodora spinipes Ausserer, 1871 — Brasile
- Lasiodora sternalis (Mello-Leitão, 1923) — Brasile
- Lasiodora striatipes (Ausserer, 1871) — Brasile
- Lasiodora subcanens Mello-Leitão, 1921 — Brasile
- Lasiodora tetrica (Simon, 1889) — Venezuela
- Lasiodora trinitatis (Pocock, 1903) — Trinidad
- Lasiodora trinitatis pauciaculeis (Strand, 1916) — Trinidad

### Lasiodorides
Lasiodorides Schmidt & Bischoff, 1997
- Lasiodorides longicolli Schmidt, 2003 — Ecuador, Perù

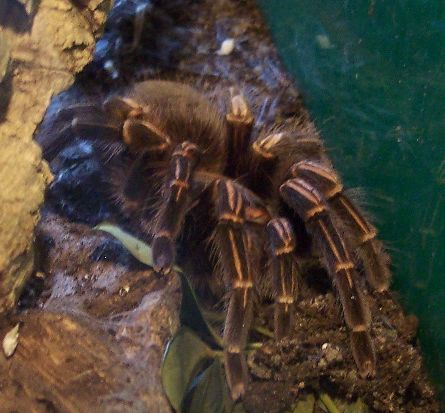
Lasiodorides striatus

- Lasiodorides polycuspulatus Schmidt & Bischoff, 1997 — Perù
- Lasiodorides rolinae Tesmoingt, 1999 — Perù
- Lasiodorides striatus (Schmidt & Antonelli, 1996) — Perù

### Magulla
Magulla Simon, 1892
- Magulla brescoviti Indicatti et al., 2008 — Brasile
- Magulla buecherli Indicatti et al., 2008 — Brasile
- Magulla janeira (Keyserling, 1891) — Brasile
- Magulla obesa Simon, 1892 — Brasile

### Maraca
Maraca Pérez-Miles, 2006
- Maraca cabocla (Pérez-Miles, 2000) — Brasile
- Maraca horrida (Schmidt, 1994) — Venezuela, Brasile

### Megaphobema

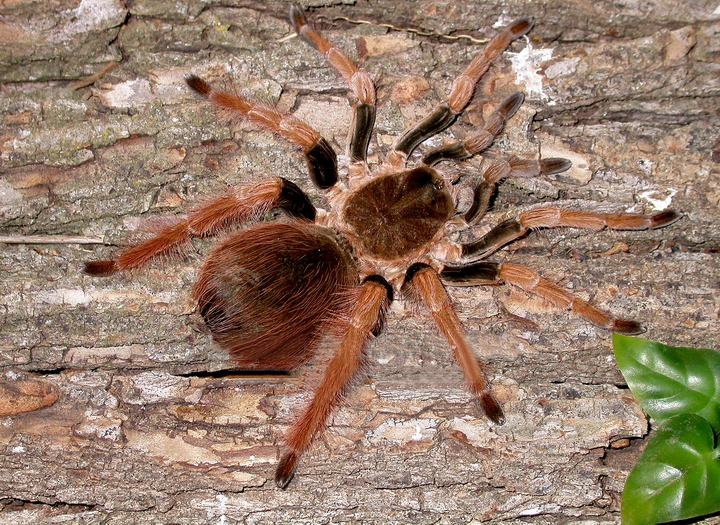
Megaphobema robustum, femmina

Megaphobema Pocock, 1901
- Megaphobema mesomelas (O. P.-Cambridge, 1892) — Costa Rica
- Megaphobema peterklaasi Schmidt, 1994 — Costa Rica
- Megaphobema robustum (Ausserer, 1875) — Colombia
- Megaphobema teceae Pérez-Miles, Miglio & Bonaldo, 2006 — Brasile
- Megaphobema velvetosoma Schmidt, 1995 — Ecuador

### Melloleitaoina
Melloleitaoina Gerschman & Schiapelli, 1960
- Melloleitaoina crassifemur Gerschman & Schiapelli, 1960 — Argentina

### Metriopelma
Metriopelma Becker, 1878
- Metriopelma breyeri (Becker, 1878) — Messico
- Metriopelma coloratum Valerio, 1982 — Panama
- Metriopelma drymusetes Valerio, 1982 — Costa Rica
- Metriopelma familiare (Simon, 1889) — Venezuela
- Metriopelma ledezmae Vol, 2001 — Bolivia
- Metriopelma spinulosum F. O. P.-Cambridge, 1897 — Guatemala
- Metriopelma variegata (Caporiacco, 1955) — Venezuela
- Metriopelma velox Pocock, 1903 — Ecuador
- Metriopelma zebratum Banks, 1909 — Costa Rica

### Munduruku
Munduruku Miglio, Bonaldo & Pérez-MIles|2013
- Munduruku bicoloratum Miglio, Bonaldo & Pérez-MIles|2013 — Para, Brasile

### Neostenotarsus
Neostenotarsus Pribik & Weinmann, 2004
- Neostenotarsus scissistylus (Tesmoingt & Schmidt, 2002) — Guiana francese

### Nesipelma
Nesipelma Schmidt & Kovarik, 1996
- Nesipelma insulare Schmidt & Kovarik, 1996 — Isola di Nevis (Piccole Antille)

### Nhandu
Nhandu Lucas, 1983
- Nhandu carapoensis Lucas, 1983 — Brasile, Paraguay
- Nhandu cerradensis Bertani, 2001 — Brasile
- Nhandu chromatus Schmidt, 2004 — Brasile
- Nhandu coloratovillosus (Schmidt, 1998) — Brasile
- Nhandu tripepii (Dresco, 1984) — Brasile

### Ozopactus
Ozopactus Simon, 1889
- Ozopactus ernsti Simon, 1889 — Venezuela

### Pamphobeteus
Pamphobeteus Pocock, 1901
- Pamphobeteus antinous Pocock, 1903 — Perù, Bolivia
- Pamphobeteus augusti (Simon, 1889) — Ecuador

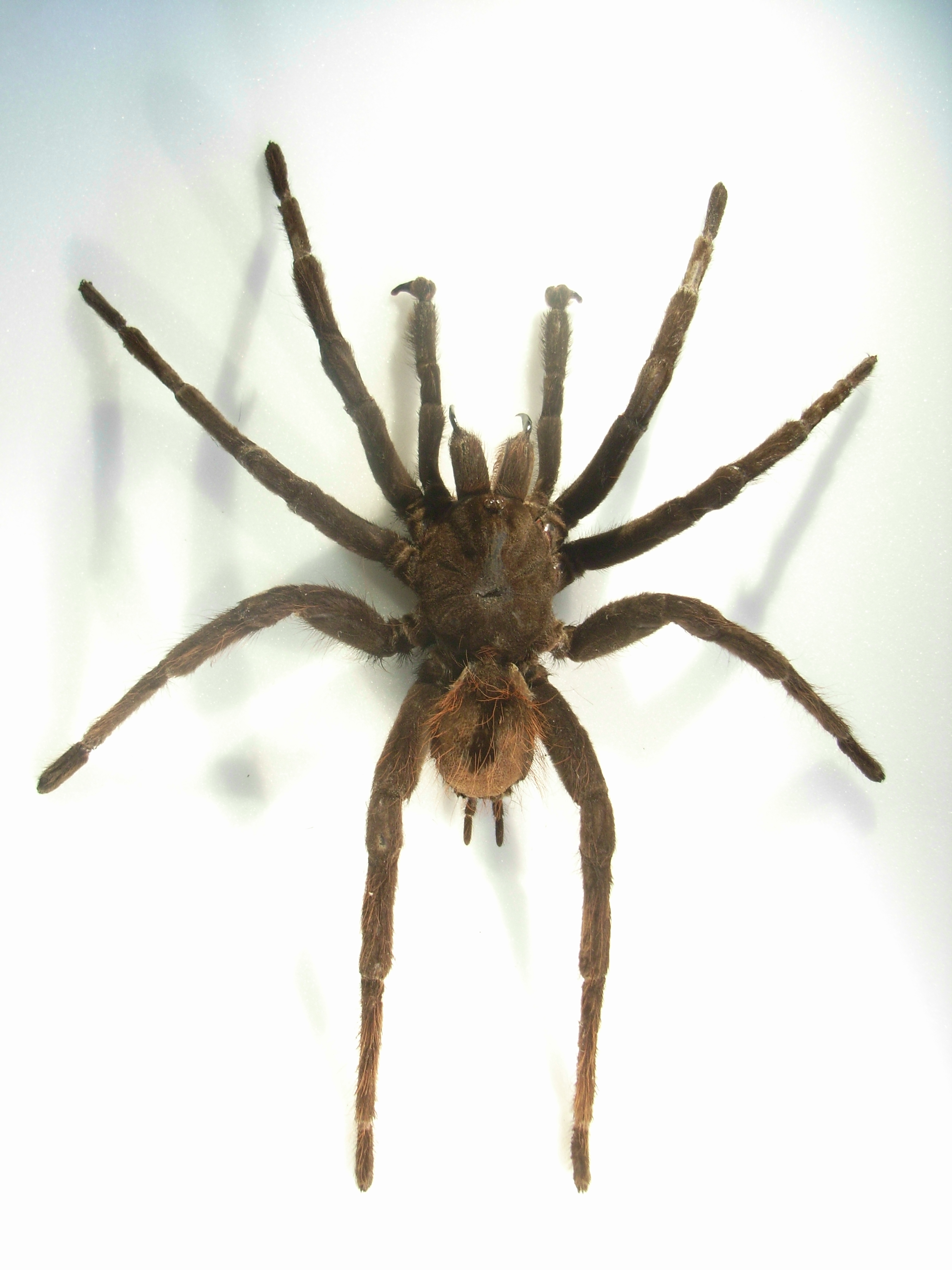
Pamphobeteus antinous, maschio

- Pamphobeteus crassifemur Bertani, Fukushima & Silva, 2008 — Brasile
- Pamphobeteus ferox (Ausserer, 1875) — Colombia
- Pamphobeteus fortis (Ausserer, 1875) — Colombia
- Pamphobeteus grandis Bertani, Fukushima & Silva, 2008 — Brasile
- Pamphobeteus insignis Pocock, 1903 — Colombia
- Pamphobeteus nigricolor (Ausserer, 1875) — dalla Colombia alla Bolivia
- Pamphobeteus ornatus Pocock, 1903 — Panama, Colombia
- Pamphobeteus petersi Schmidt, 2002 — Ecuador, Perù
- Pamphobeteus ultramarinus Schmidt, 1995 — Ecuador
- Pamphobeteus vespertinus (Simon, 1889) — Ecuador

### Paraphysa
Paraphysa Simon, 1892
- Paraphysa parvula (Pocock, 1903) — Cile
- Paraphysa peruviana Schmidt, 2007 — Perù
- Paraphysa riparia Schmidt & Bolle, 2008 — Argentina
- Paraphysa scrofa (Molina, 1788) — Cile, Argentina

### Phormictopus
Phormictopus Pocock, 1901

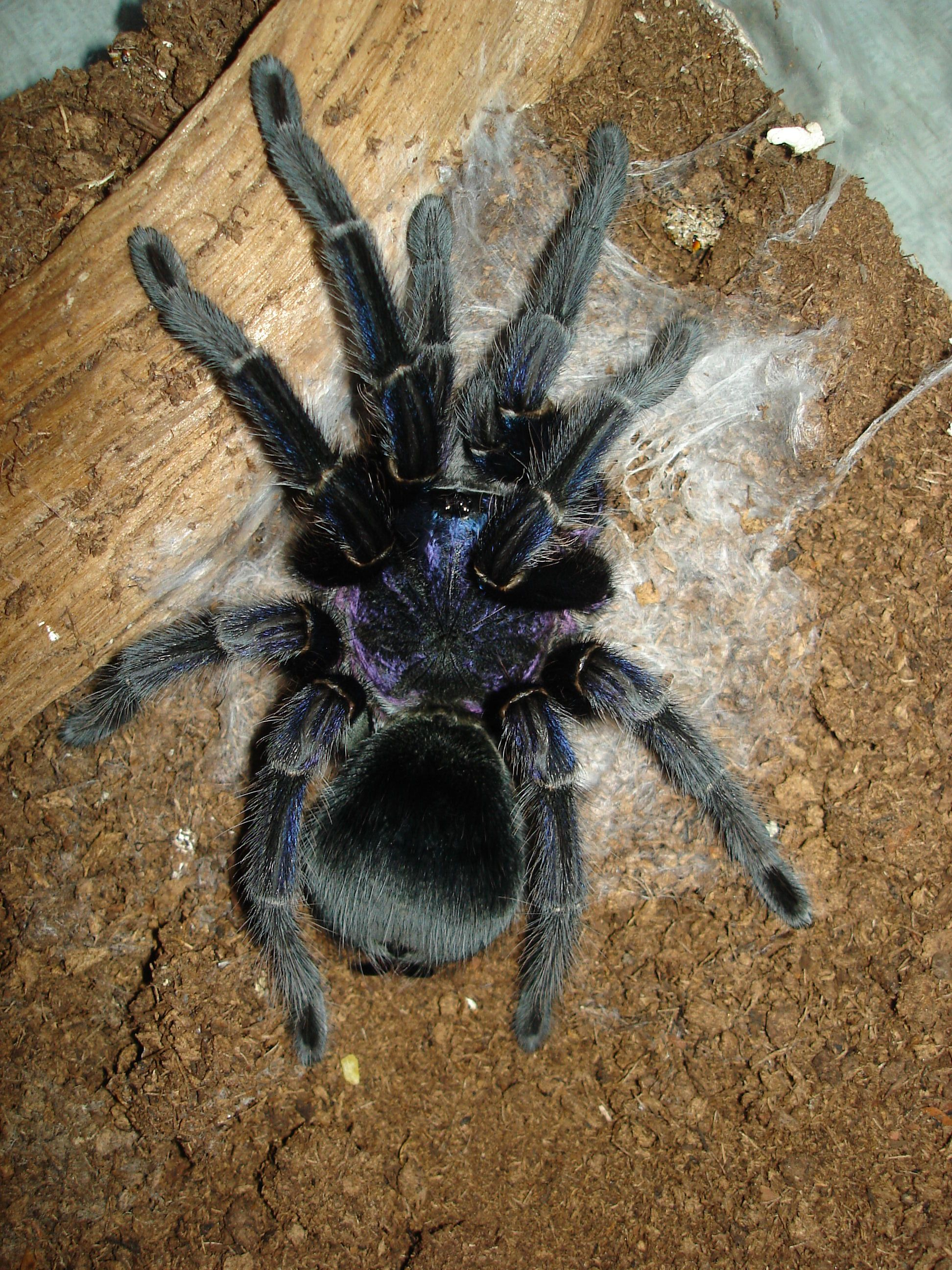
Phormictopus cancerides

- Phormictopus atrichomatus Schmidt, 1991 — Honduras, Dominica (Piccole Antille)
- Phormictopus auratus Ortiz & Bertani, 2005 — Cuba
- Phormictopus australis Mello-Leitão, 1941 — Argentina
- Phormictopus bistriatus Rudloff, 2008 — Cuba
- Phormictopus brasiliensis Strand, 1907 — Brasile
- Phormictopus cancerides (Latreille, 1806) — dalle Indie Occidentali al Brasile
- Phormictopus cautus (Ausserer, 1875) — America meridionale
- Phormictopus cochleasvorax Rudloff, 2008 — Cuba
- Phormictopus cubensis Chamberlin, 1917 — Cuba
- Phormictopus fritzschei Rudloff, 2008 — Cuba
- Phormictopus jonai Rudloff, 2008 — Cuba
- Phormictopus melodermus Chamberlin, 1917 — probabilmente Indie Occidentali
- Phormictopus platus Chamberlin, 1917 — USA
- Phormictopus ribeiroi Mello-Leitão, 1923 — Brasile
- Phormictopus schepanskii Rudloff, 2008 — Cuba

### Plesiopelma
Plesiopelma Pocock, 1901
- Plesiopelma gertschi (Caporiacco, 1955) — Venezuela
- Plesiopelma imperatrix Piza, 1976 — Brasile
- Plesiopelma insulare (Mello-Leitão, 1923) — Brasile
- Plesiopelma longisternale (Schiapelli & Gerschman, 1942) — Argentina, Uruguay
- Plesiopelma minense (Mello-Leitão, 1943) — Brasile
- Plesiopelma myodes Pocock, 1901 — Uruguay
- Plesiopelma physopus (Mello-Leitão, 1926) — Brasile
- Plesiopelma rectimanum (Mello-Leitão, 1923) — Brasile
- Plesiopelma semiaurantiacum (Simon, 1897) — Paraguay, Uruguay

### Pseudhapalopus
Pseudhapalopus Strand, 1907
- Pseudhapalopus aculeatus Strand, 1907 — Bolivia
- Pseudhapalopus spinulopalpus Schmidt & Weinmann, 1997 — Colombia

### Pterinopelma
Pterinopelma Pocock, 1901
- Pterinopelma sazimai Bertani, Nagahama & Fukushima, 2011 — Brasile
- Pterinopelma vitiosum (Keyserling, 1891) — Brasile

### Reversopelma
Reversopelma Schmidt, 2001
- Reversopelma petersi Schmidt, 2001 — Ecuador o Perù

### Schismatothele
Schismatothele Karsch, 1879
- Schismatothele benedettii Panzera, Perdomo & Pérez-Miles, 2011 — Brasile
- Schismatothele lineata Karsch, 1879 — Venezuela

### Schizopelma
Schizopelma F. O. P.-Cambridge, 1897
- Schizopelma bicarinatum F. O. P.-Cambridge, 1897 — Messico, America centrale
- Schizopelma masculinum (Strand, 1907) — Guatemala
- Schizopelma sorkini Smith, 1995 — Messico

### Sericopelma
Sericopelma Ausserer, 1875
- Sericopelma commune F. O. P.-Cambridge, 1897 — Panama
- Sericopelma dota Valerio, 1980 — Costa Rica
- Sericopelma fallax Mello-Leitão, 1923 — Brasile
- Sericopelma ferrugineum Valerio, 1980 — Costa Rica
- Sericopelma generala Valerio, 1980 — Costa Rica
- Sericopelma immensum Valerio, 1980 — Costa Rica
- Sericopelma melanotarsum Valerio, 1980 — Costa Rica
- Sericopelma panamense (Simon, 1891) — MEssico, Guatemala, Panamà
- Sericopelma rubronitens Ausserer, 1875 — America centrale
- Sericopelma silvicola Valerio, 1980 — Costa Rica
- Sericopelma upala Valerio, 1980 — Costa Rica

### Sphaerobothria
Sphaerobothria Karsch, 1879
- Sphaerobothria hoffmanni Karsch, 1879 — Costa Rica

### Stichoplastoris
Stichoplastoris Rudloff, 1997
- Stichoplastoris angustatus (Kraus, 1955) — El Salvador
- Stichoplastoris asterix (Valerio, 1980) — Costa Rica
- Stichoplastoris denticulatus (Valerio, 1980) — Costa Rica
- Stichoplastoris elusinus (Valerio, 1980) — Costa Rica
- Stichoplastoris longistylus (Kraus, 1955) — El Salvador
- Stichoplastoris obelix (Valerio, 1980) — Costa Rica
- Stichoplastoris schusterae (Kraus, 1955) — El Salvador
- Stichoplastoris stylipus (Valerio, 1982) — Costa Rica, Panama

### Theraphosa
Theraphosa Thorell, 1870
- Theraphosa apophysis (Tinter, 1991) — Venezuela

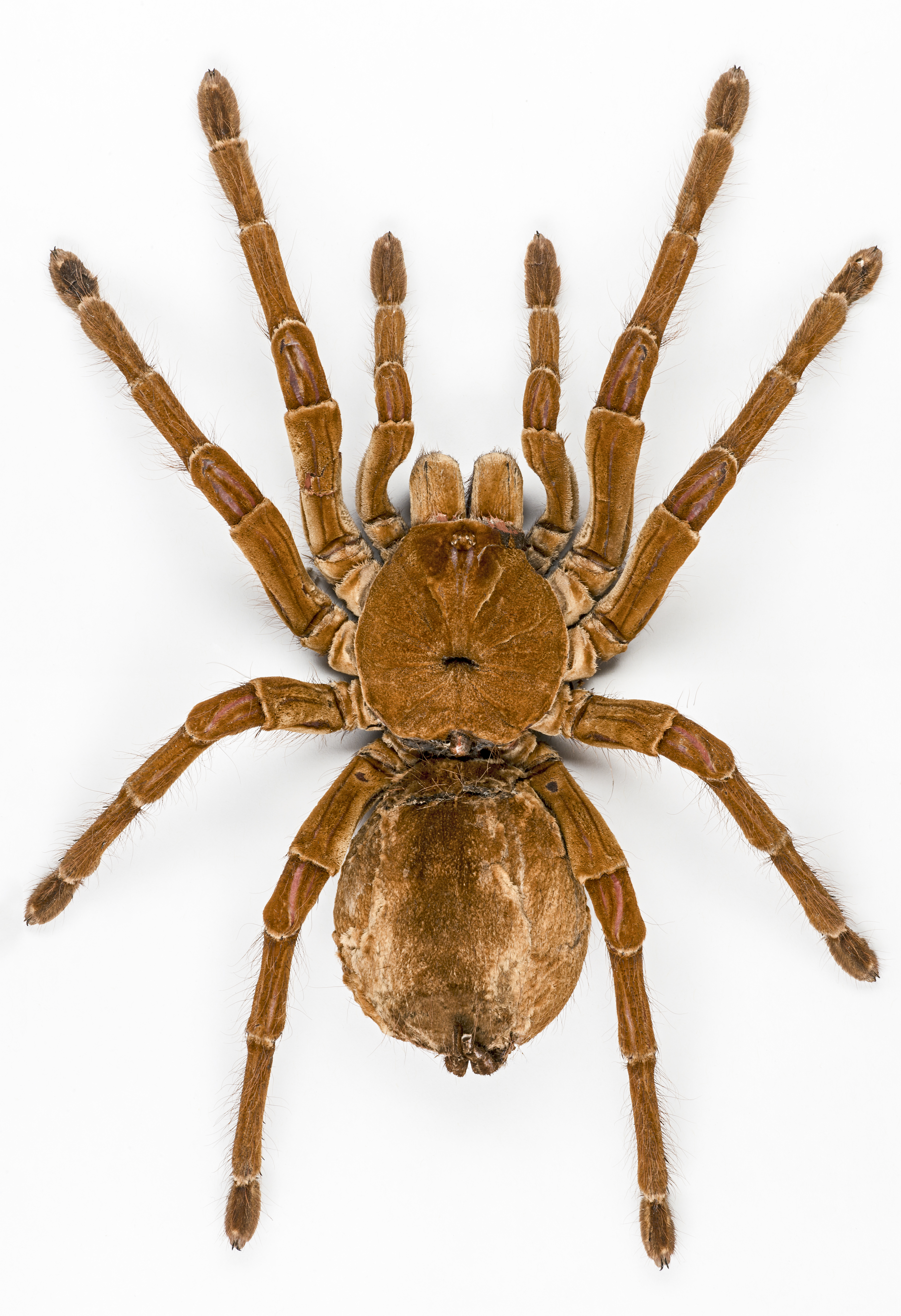
Theraphosa blondi,uno dei ragni più grandi conosciuti

- Theraphosa blondi (Latreille, 1804) — Venezuela, Brasile, Guyana
- Theraphosa stirmi Rudloff & Weinmann, 2010 — Guyana

### Thrixopelma
Thrixopelma Schmidt, 1994
- Thrixopelma cyaneolum Schmidt, Friebolin & Friebolin, 2005 — Perù
- Thrixopelma lagunas Schmidt & Rudloff, 2010 — Perù
- Thrixopelma ockerti Schmidt, 1994 — Perù
- Thrixopelma pruriens Schmidt, 1998 — Cile

### Tmesiphantes
Tmesiphantes Simon, 1892
- Tmesiphantes amadoi Yamamoto et al., 2007 — Brasile
- Tmesiphantes bethaniae Yamamoto et al., 2007 — Brasile
- Tmesiphantes caymmii Yamamoto et al., 2007 — Brasile
- Tmesiphantes hypogeus Bertani, Bichuette & Pedroso, 2013 — Brasile
- Tmesiphantes nubilus Simon, 1892 — Brasile
- Tmesiphantes perp Guadanucci & Silva, 2012 — Brasile
- Tmesiphantes riopetrano Guadanucci & Silva, 2012 — Brasile

### Vitalius

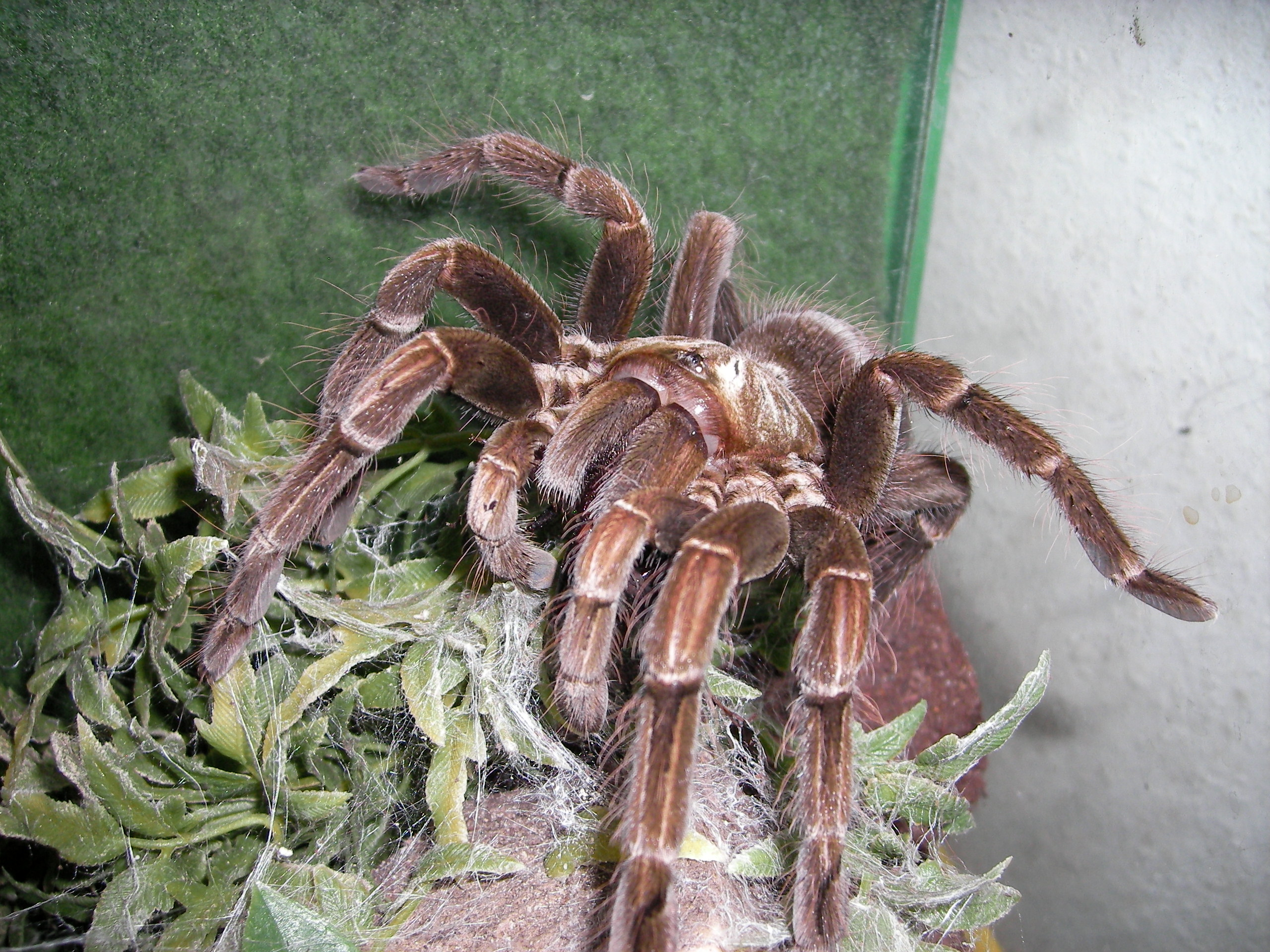
Vitalius wacketi

Vitalius Lucas, Silva & Bertani, 1993
- Vitalius buecherli Bertani, 2001 — Brasile
- Vitalius dubius (Mello-Leitão, 1923) — Brasile
- Vitalius longisternalis Bertani, 2001 — Brasile
- Vitalius lucasae Bertani, 2001 — Brasile
- Vitalius nondescriptus (Mello-Leitão, 1926) — Brasile
- Vitalius paranaensis Bertani, 2001 — Brasile, Argentina
- Vitalius roseus (Mello-Leitão, 1923) — Brasile
- Vitalius sorocabae (Mello-Leitão, 1923) — Brasile
- Vitalius vellutinus (Mello-Leitão, 1923) — Brasile
- Vitalius wacketi (Mello-Leitão, 1923) — Brasile

### Xenesthis
Xenesthis Simon, 1891

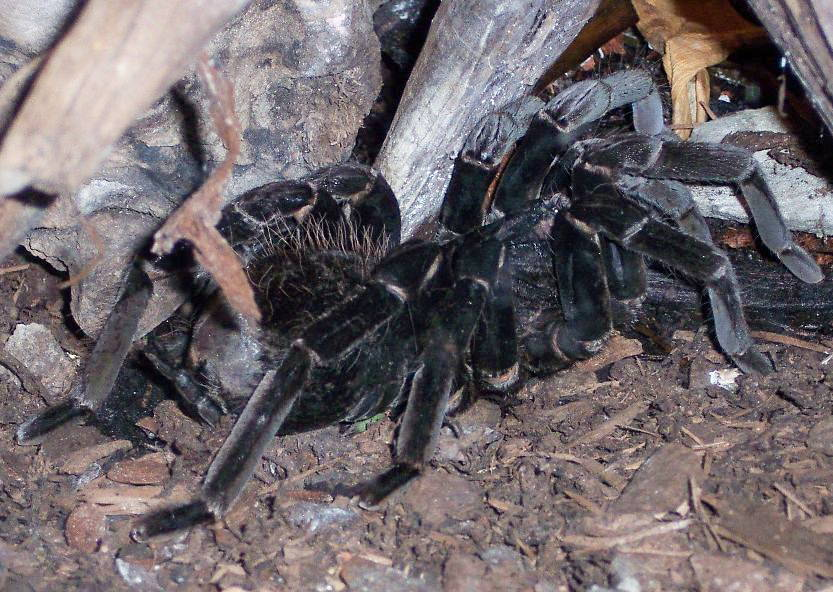
Xenesthis immanis

- Xenesthis immanis (Ausserer, 1875) — da Panama al Venezuela
- Xenesthis intermedia Schiapelli & Gerschman, 1945 — Venezuela
- Xenesthis monstrosa Pocock, 1903 — Colombia

## Thrigmopoeinae
La sottofamiglia Thrigmopoeinae comprende tarantole diffuse esclusivamente in India.

### Haploclastus
Haploclastus Simon, 1892
- Haploclastus cervinus Simon, 1892 — India
- Haploclastus kayi Gravely, 1915 — India
- Haploclastus nilgirinus Pocock, 1899 — India
- Haploclastus satyanus (Barman, 1978) — India
- Haploclastus tenebrosus Gravely, 1935 — India
- Haploclastus validus (Pocock, 1899) — India

### Thrigmopoeus
Thrigmopoeus Pocock, 1899
- Thrigmopoeus insignis Pocock, 1899 — India
- Thrigmopoeus truculentus Pocock, 1899 — India

## Altri generi di tarantole
I seguenti generi attualmente non sono ancora distribuiti in sottofamiglie, oppure la loro classificazione è ancora discussa.

### Cardiopelma
Cardiopelma Vol, 1999
- Cardiopelma mascatum Vol, 1999 - località sconosciuta

Genere descritto dall'aracnologo Fabian Vol nel 1999, ma che ha il record di piccolezza nella letteratura scientifica; da molti inserito nella sottofamiglia Theraphosinae.

### Mygalarachne
Mygalarachne Ausserer, 1871
- Mygalarachne brevipes Ausserer, 1871 — Honduras

### Proshapalopus
Proshapalopus Mello-Leitão, 1923
- Proshapalopus amazonicus Bertani, 2001 — Brasile
- Proshapalopus anomalus Mello-Leitão, 1923 — Brasile
- Proshapalopus multicuspidatus (Mello-Leitão, 1929) — Brasile

Questo genere è stato classificato in diverse sottofamiglie da diversi aracnologi.